# Berühmte Gegenden der mehr als 60 Provinzen
Berühmte Gegenden der mehr als 60 Provinzen (japanisch 六十余州名所図会, Rokujūyoshū meisho zue) sind die Blätter einer Farbholzschnitt-Serie von Utagawa Hiroshige aus den Jahren 1853–55 betitelt, die jeweils eine Gegend in den damaligen 68 Provinzen Japans darstellen.

## Zu den Blättern
- Die Gesamtausgabe trägt auf dem Umschlag einen etwas abweichenden Titel: (大日本六十余州名勝図会, Dai-Nihon rokujūyoshū meishō zue, „Berühmte Gegenden der mehr als 60 Provinzen Groß-Japans“). Die Blätter sind entsprechend der Gokishichidō angeordnet:

- - Kinki: Blatt 1–5
  - Tōkaidō: Blatt 6–21
  - Hokurikudō: Blatt 22–29
  - Tōsandō: Blatt 30–36
  - San’indō: Blatt 37–44
  - San’yōdō: Blatt 45–52
  - Nankaidō: Blatt 53–58
  - Saikaidō: Blatt 59–69

- Hiroshige hat neben den 68 Provinzen des Landes der Hauptstadt Edo, die zur Provinz Musashi gehört, ein eigenes Blatt (17) gewidmet.
- Besonders bekannt geworden ist das Blatt 55 mit dem Naruto-Strudel. Es ist belegt, dass Hiroshige dort gewesen ist, was man nicht von allen Provinzen sagen kann.
- Die Serie ist (wie andere Serien auch) im 20. Jahrhundert nachgeschnitten worden. Blätter ohne Alters- oder Gebrauchsspuren dürften Abzüge von – sehr genauen – Nachschnitten sein.

## Die Serie

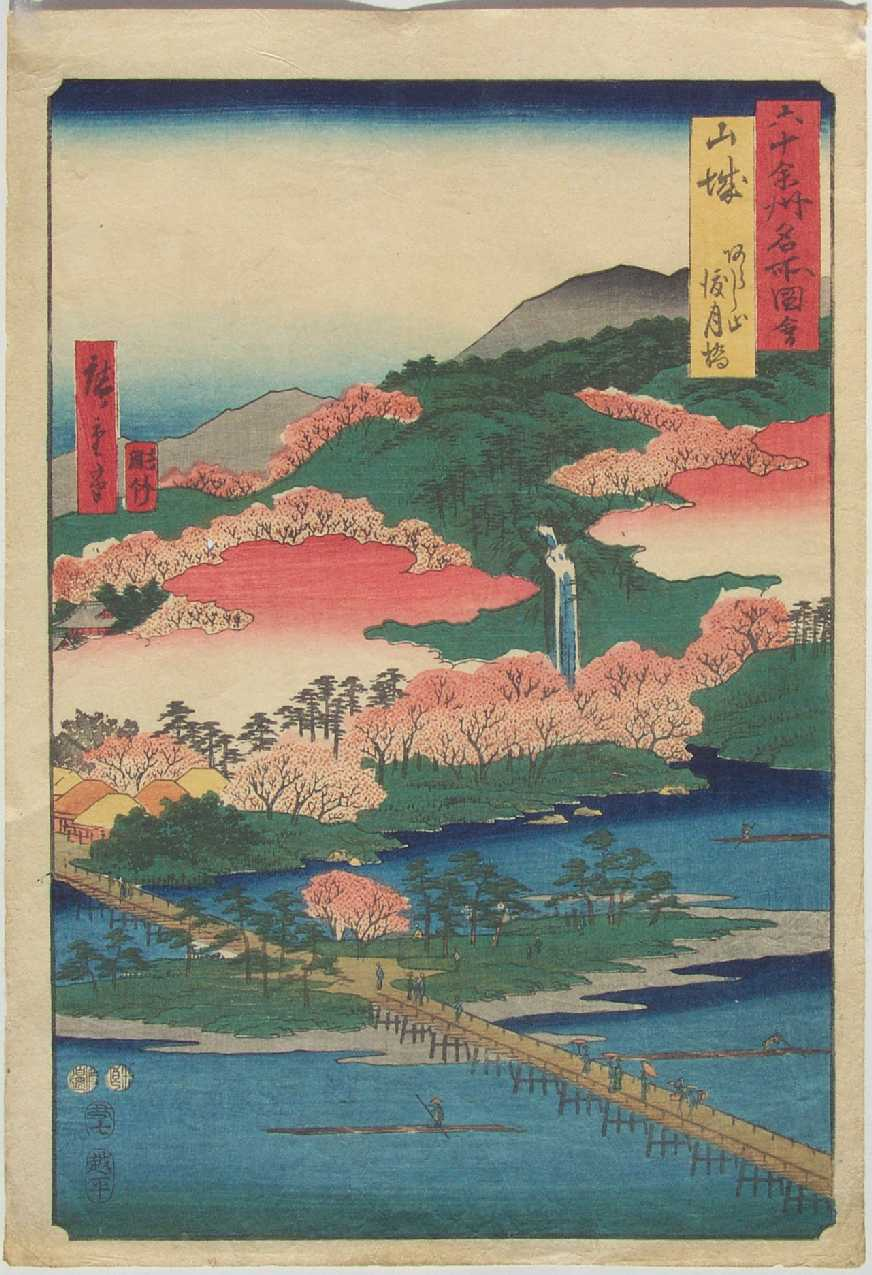
1: Provinz Yamashiro Arashiyama Togetsukyō (嵐山 渡月橋)
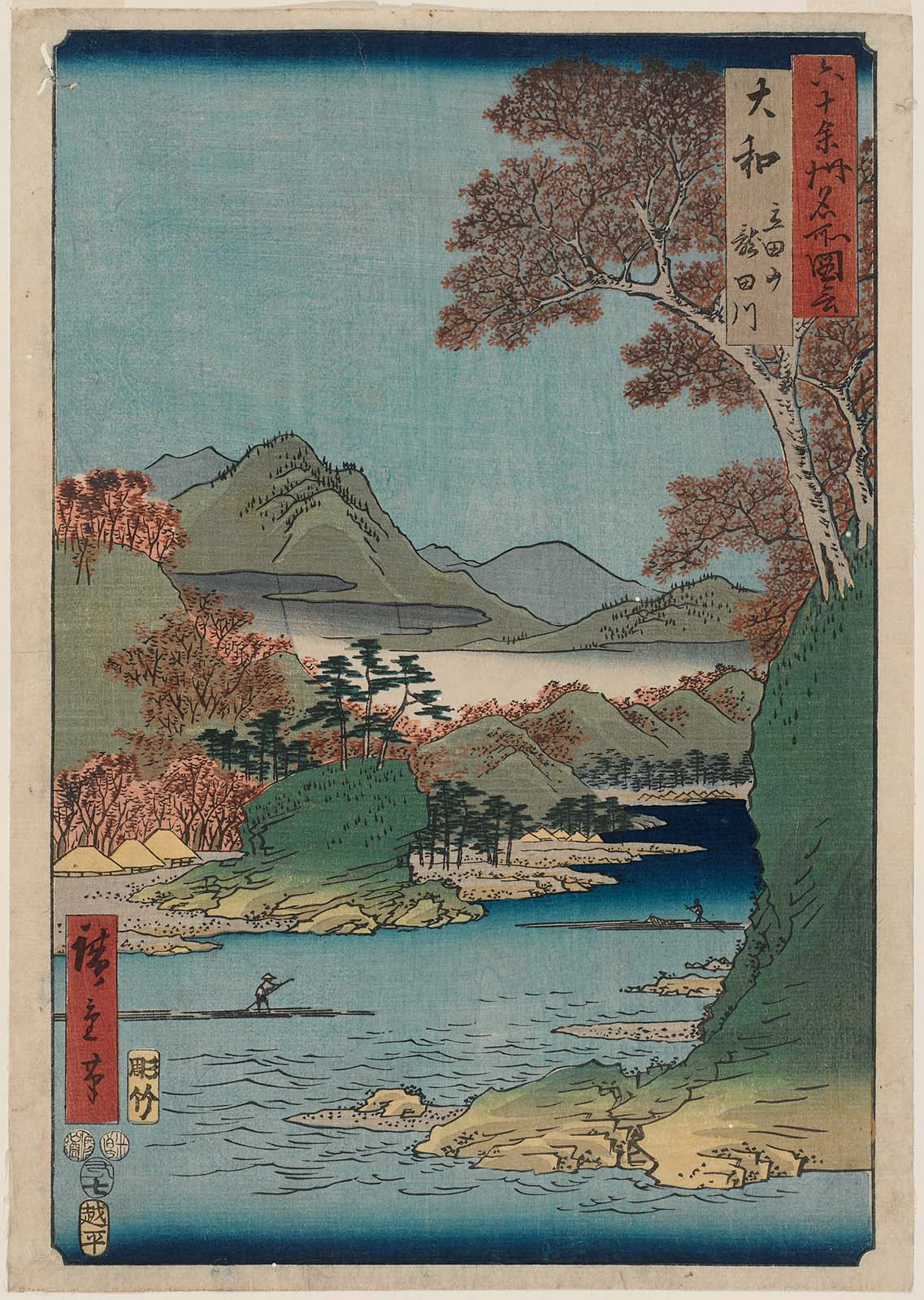
2: Provinz Yamato Tatsutayama Tatsutagawa (立田山 龍田川)
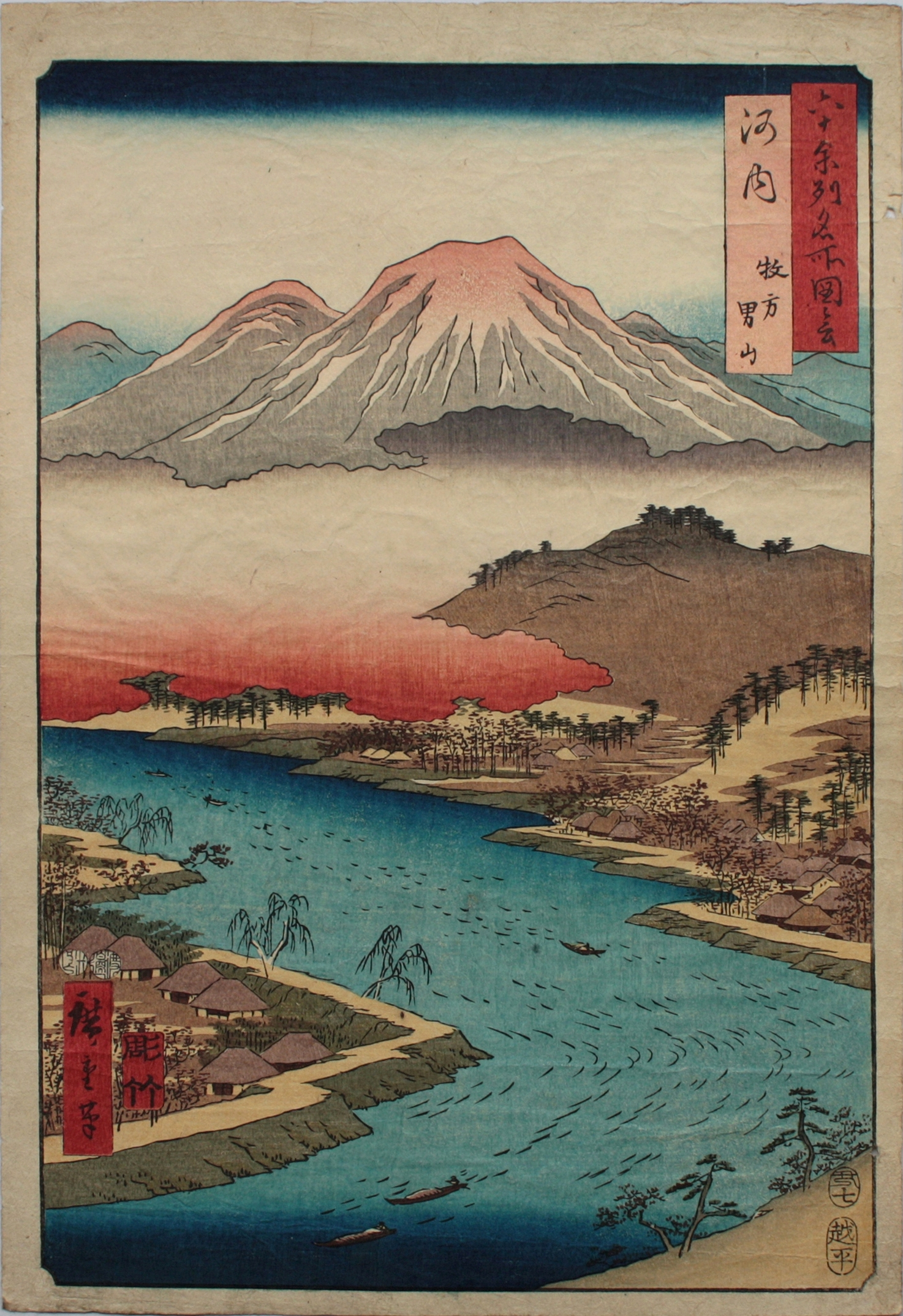
3: Provinz Kawachi Hirakata, Otokoyama (枚方男山)
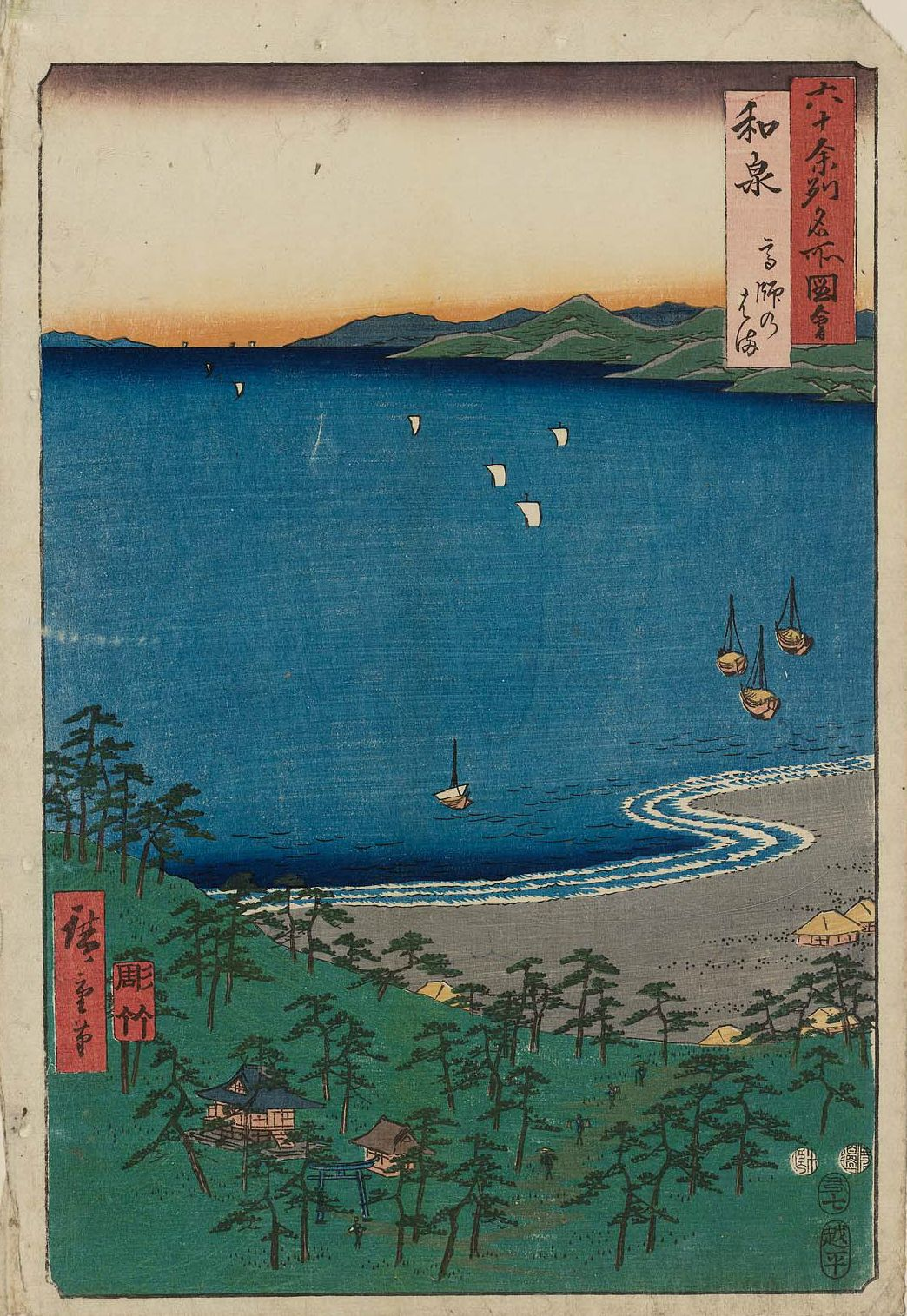
4: Provinz Izumi Takashi no hama (高師のはま)
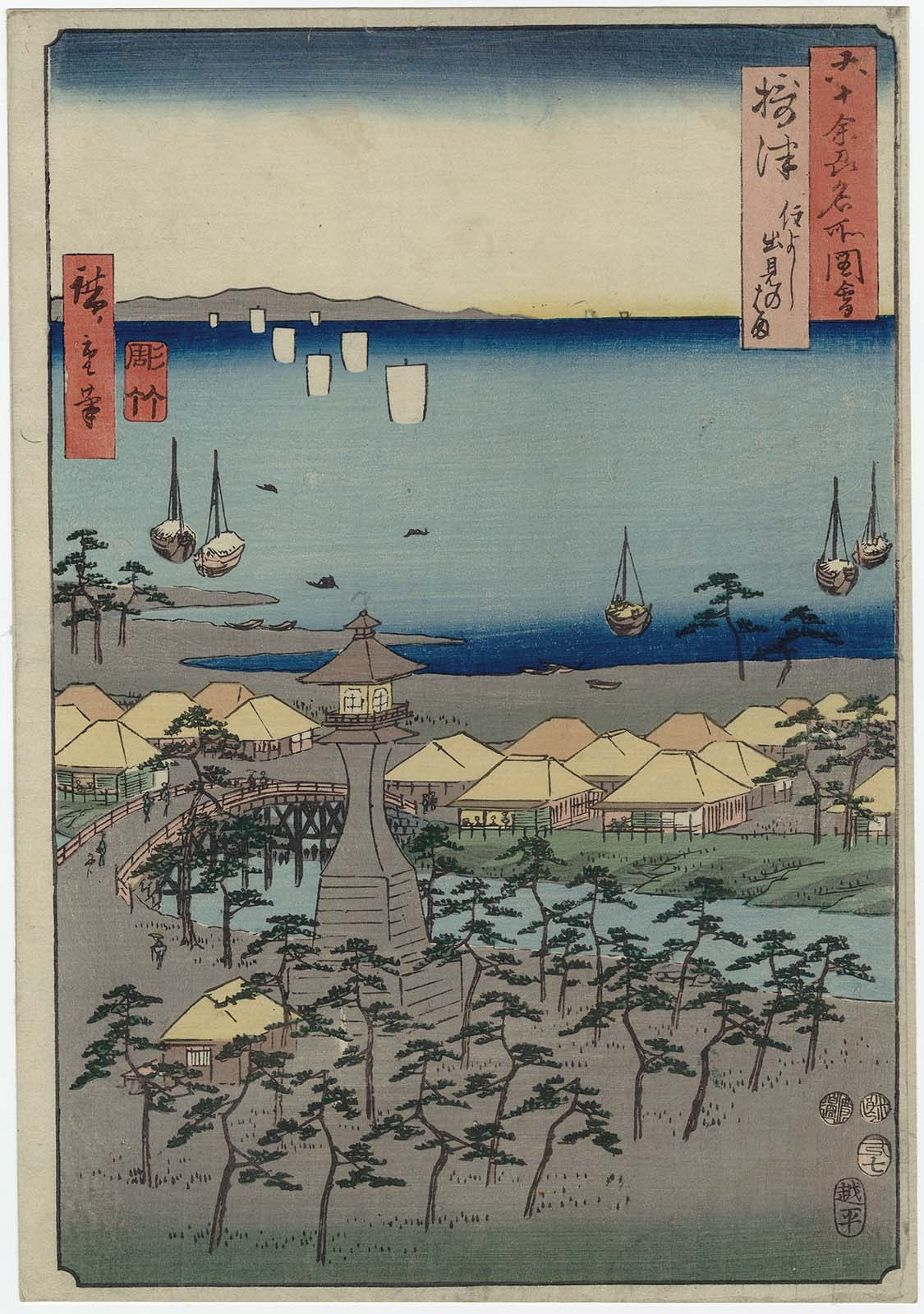
5: Provinz Settsu Sumiyoshi Idemi-no-hama (住よし 出見のはま)
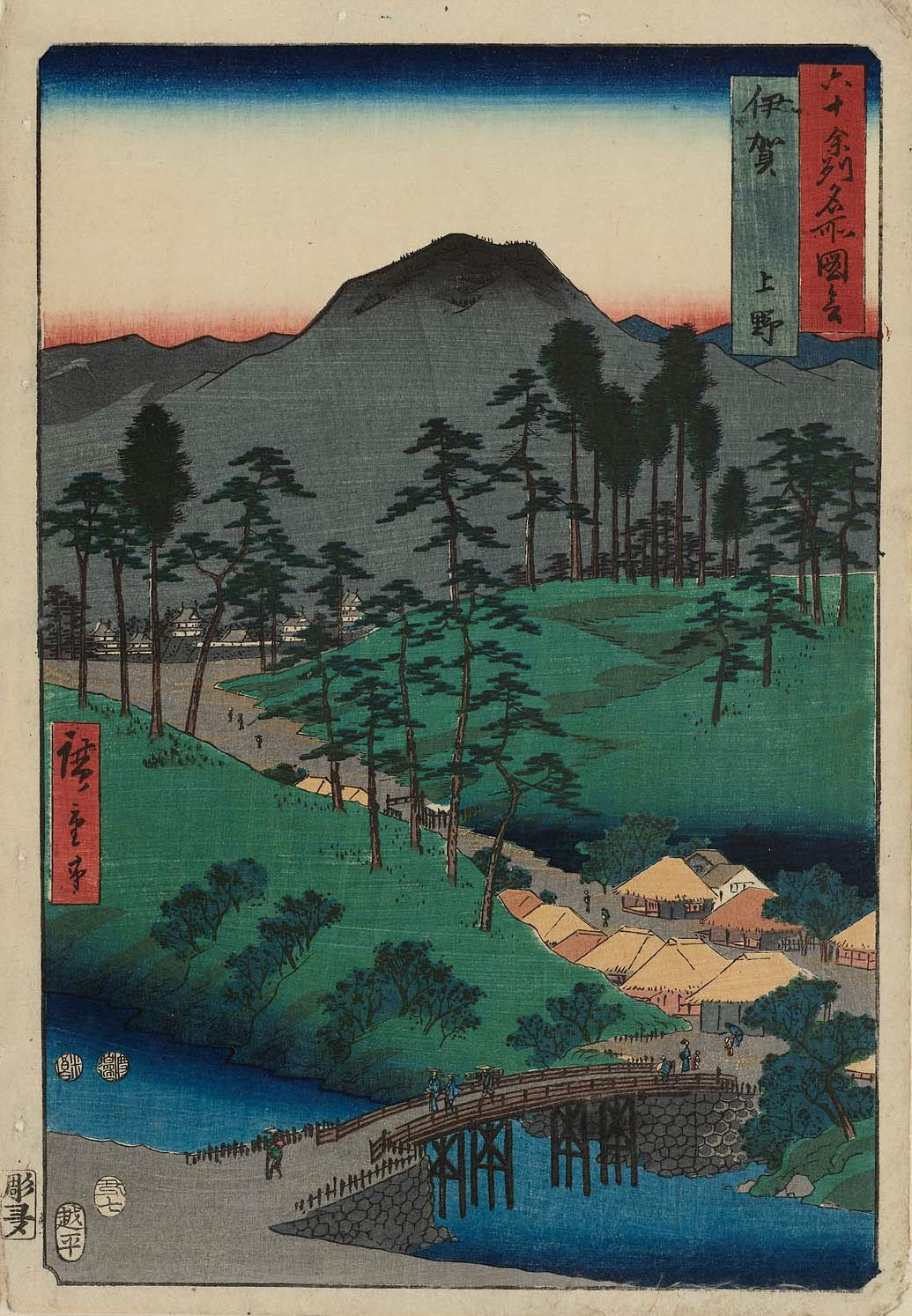
6: Provinz Iga Ueno (上野)
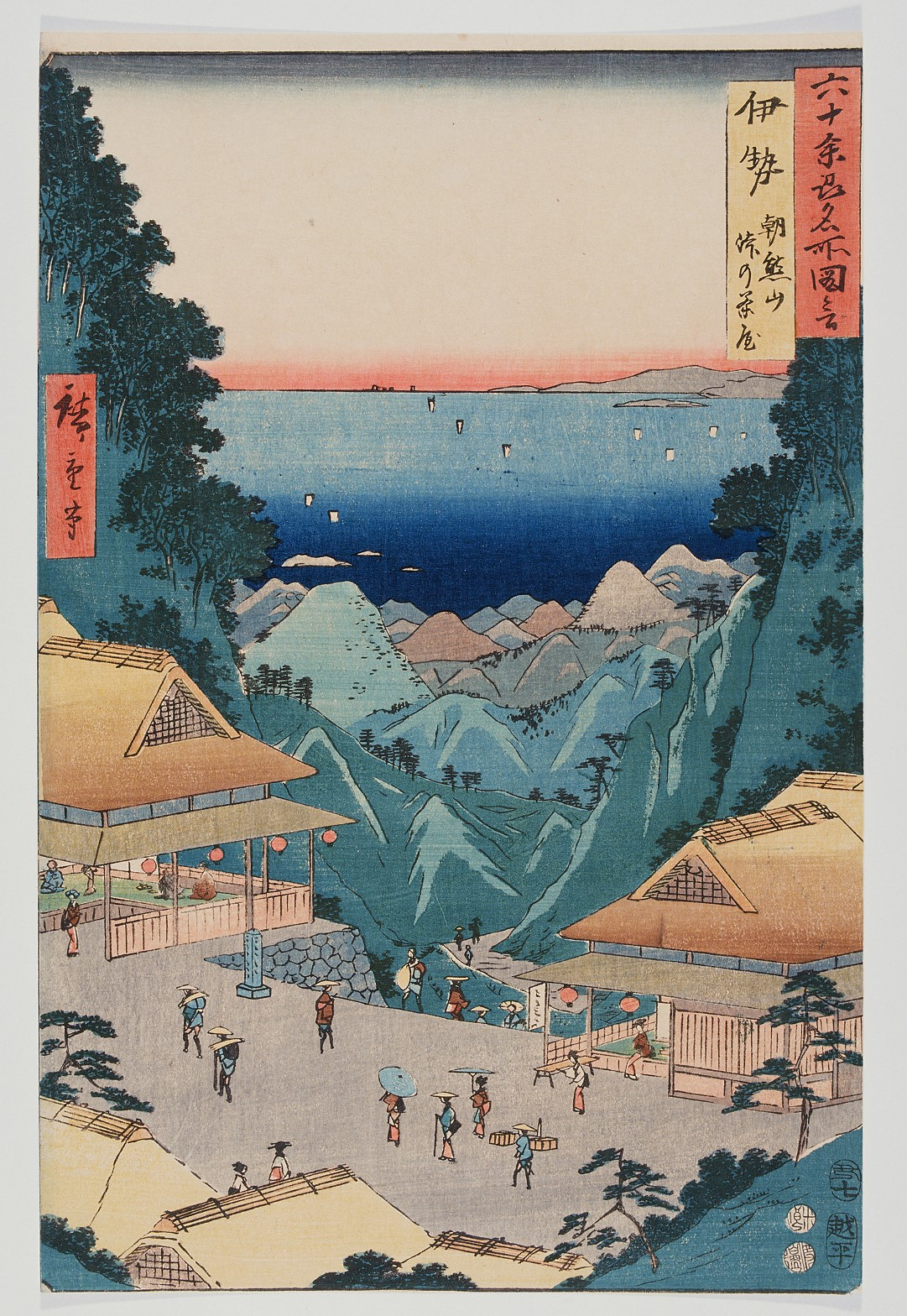
7: Provinz Ise Asamayama tōge-no-chaya (朝熊山 峠の茶屋)
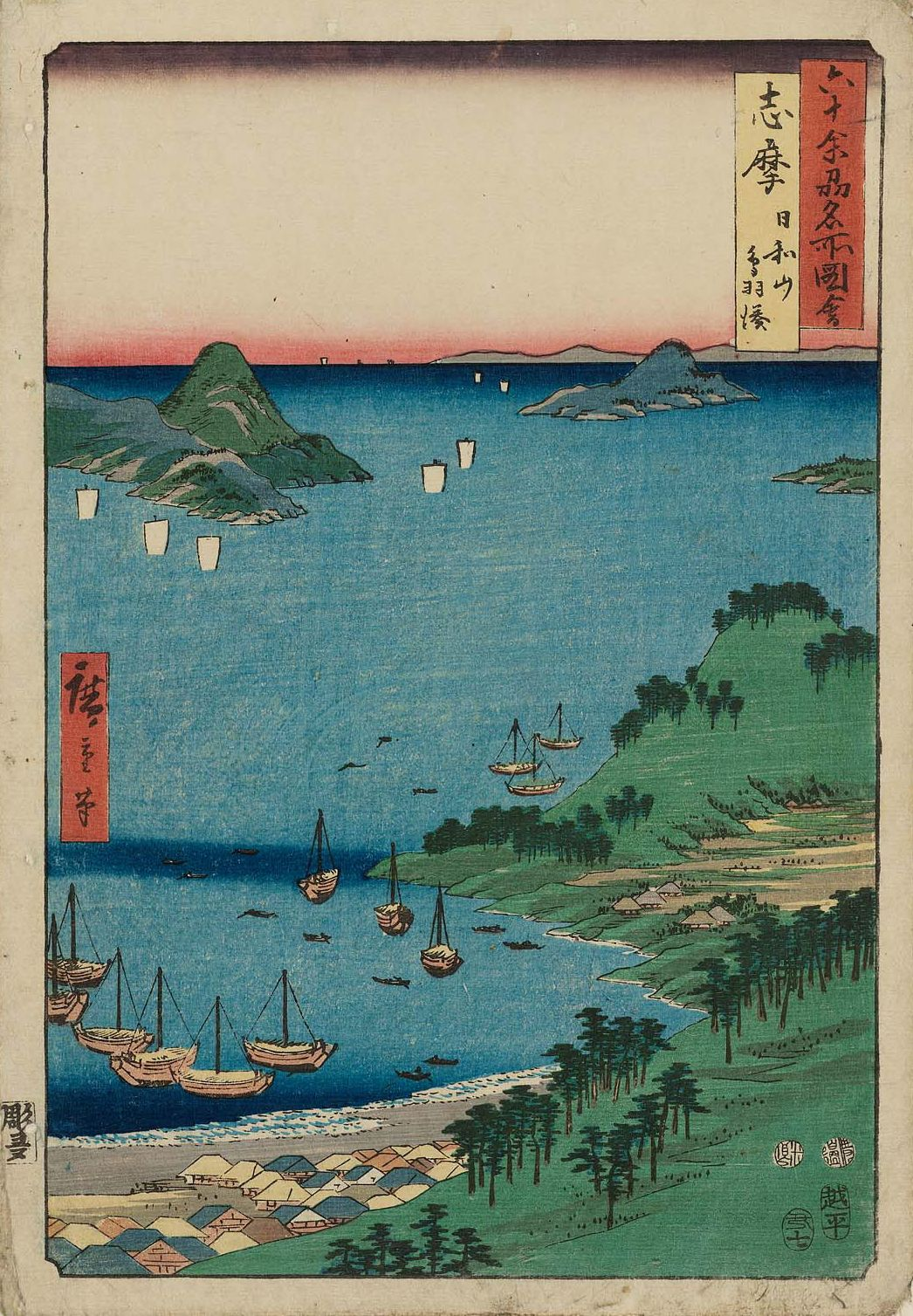
8: Provinz Shima Hiyoriyama Toba-minato (日和山 鳥羽湊)
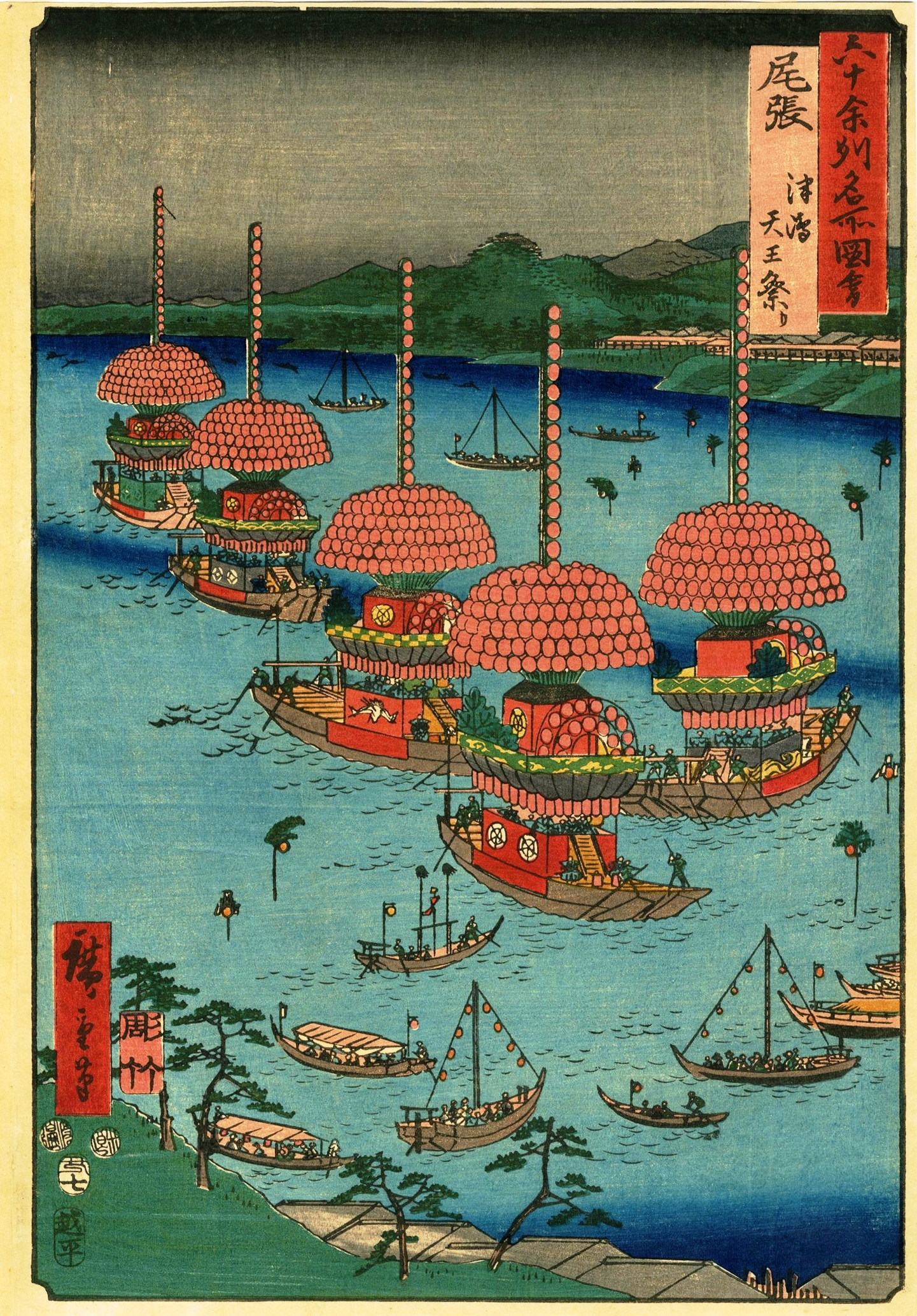
9: Provinz Owari Tsushima Tennō matsuri (津嶋 天王祭り)
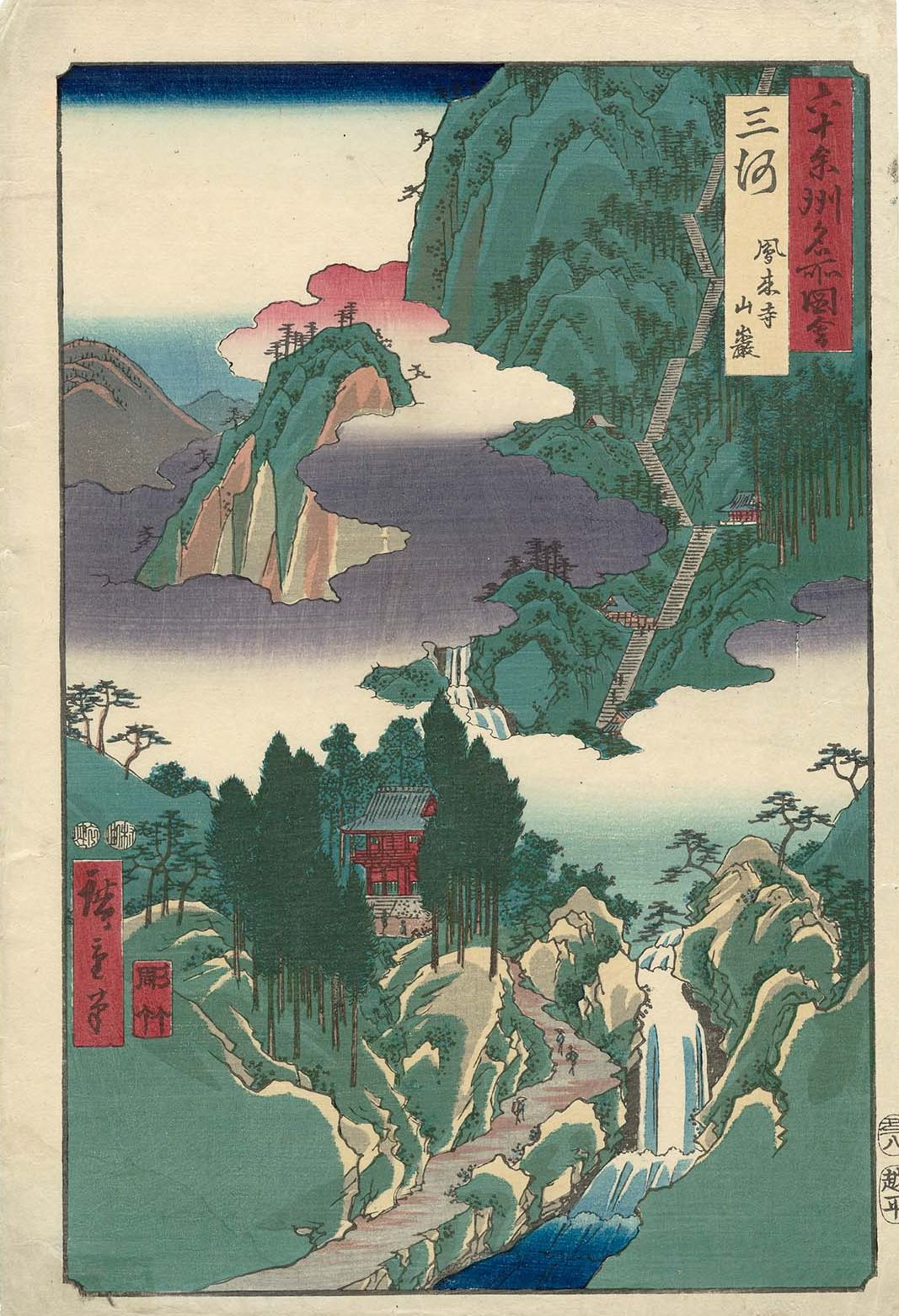
10: Provinz Mikawa Hōrai-ji sangan (鳳来寺 山巌)
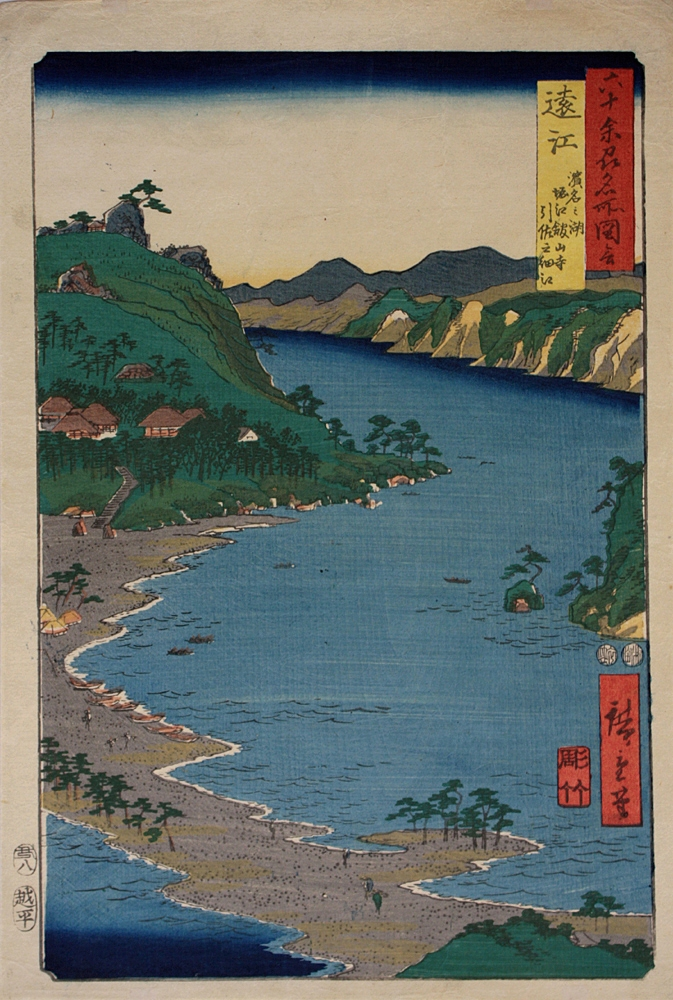
11: Provinz Tōtōmi Hamana-no-umi Horie Kanzan-ji Inasa-no-hosoe (浜名之湖 堀江館山寺 引佐之細江)
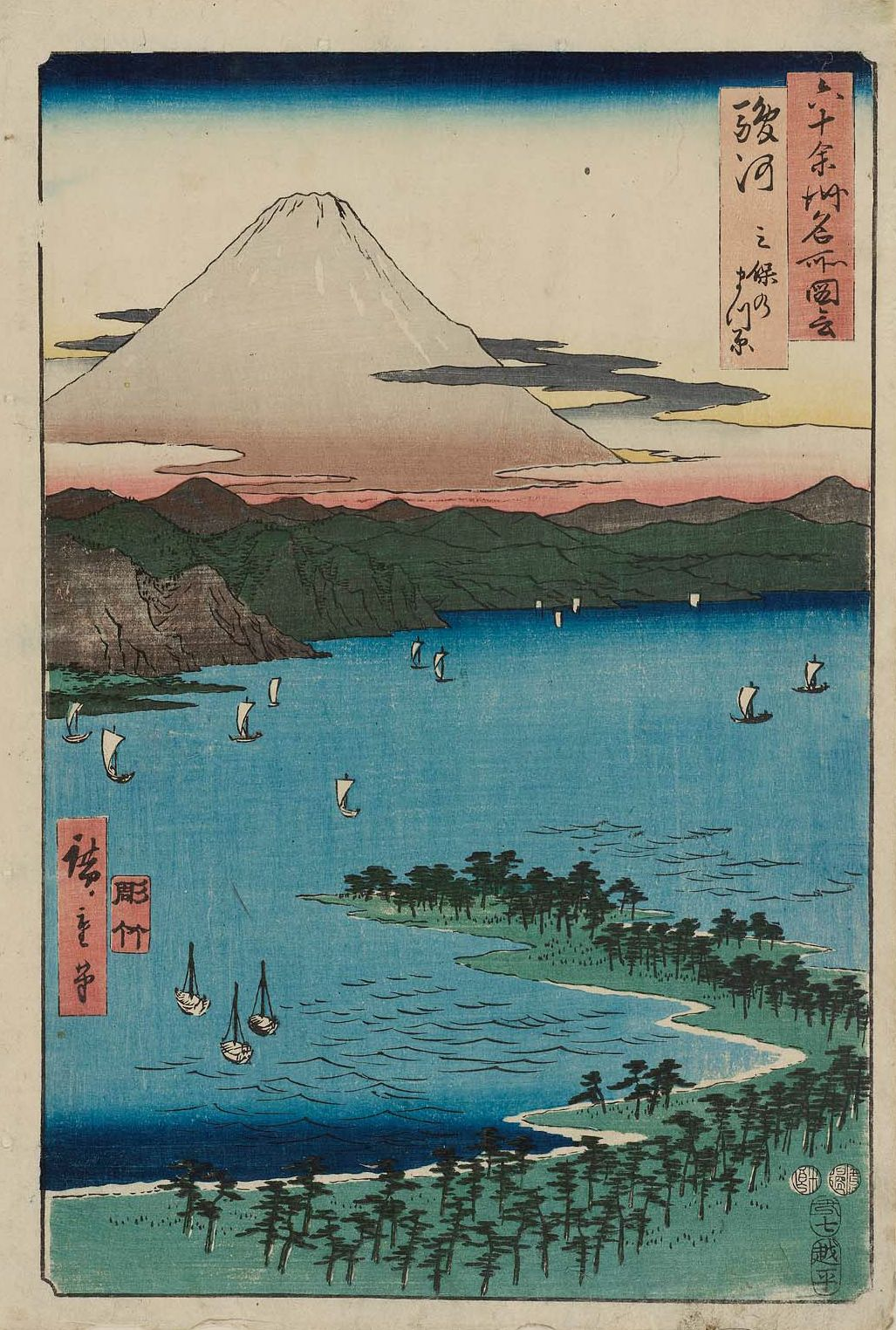
12: Provinz Suruga Miho-no-matsubara (三保のまつ原)
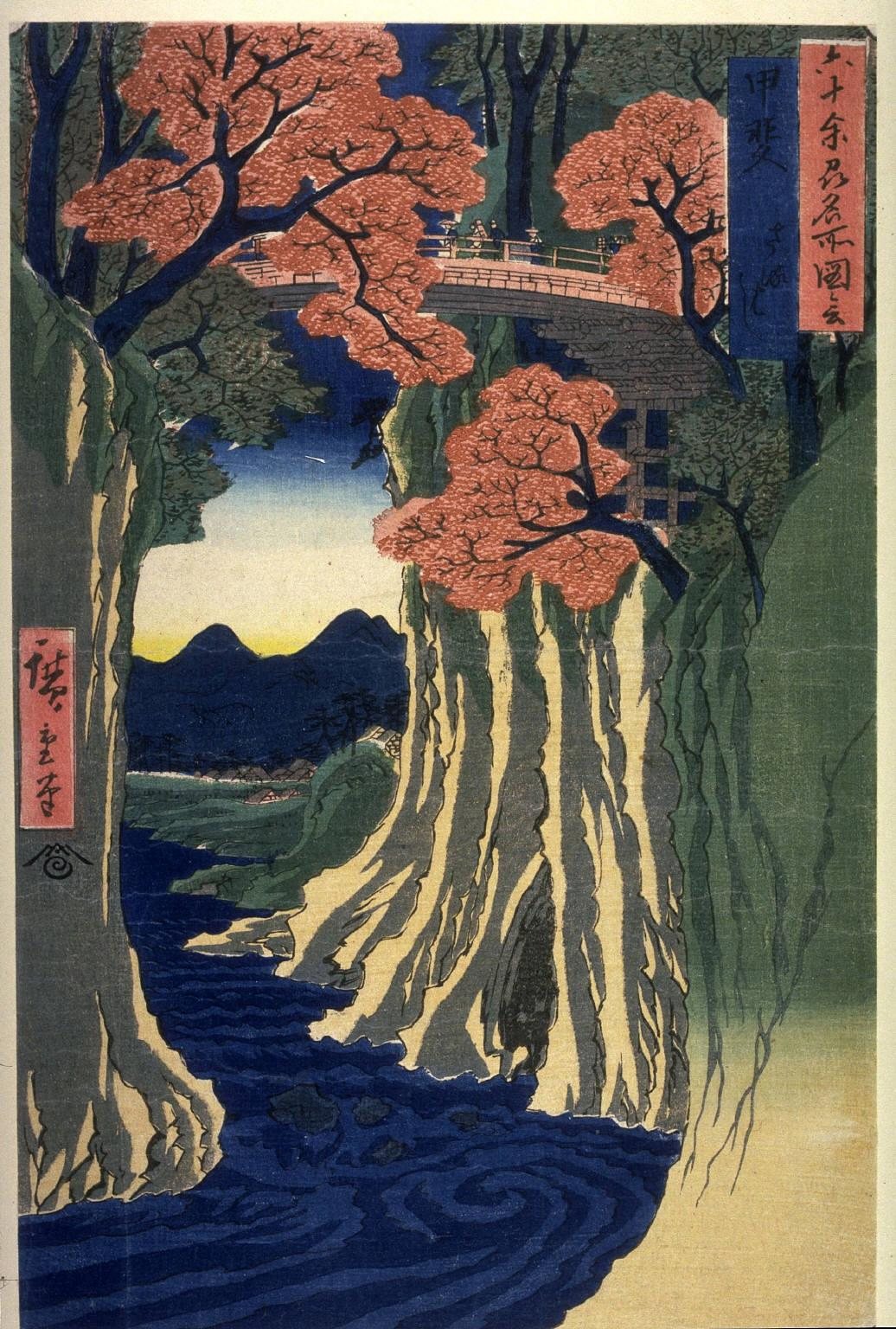
13: Provinz Kai Saruhashi (さるはし)
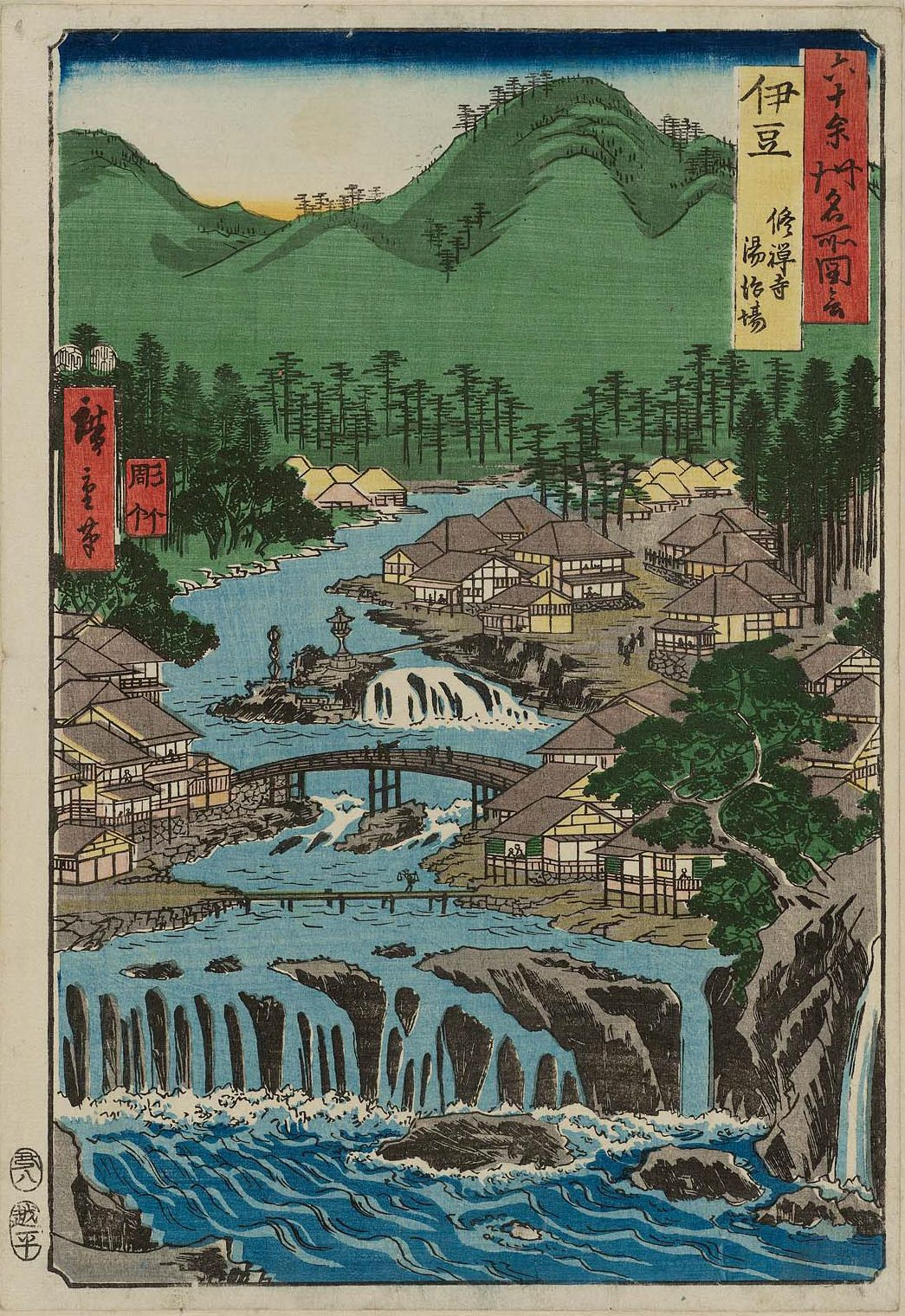
14: Provinz Izu Shuzen-ji Tōjiba (修善寺 湯治場)
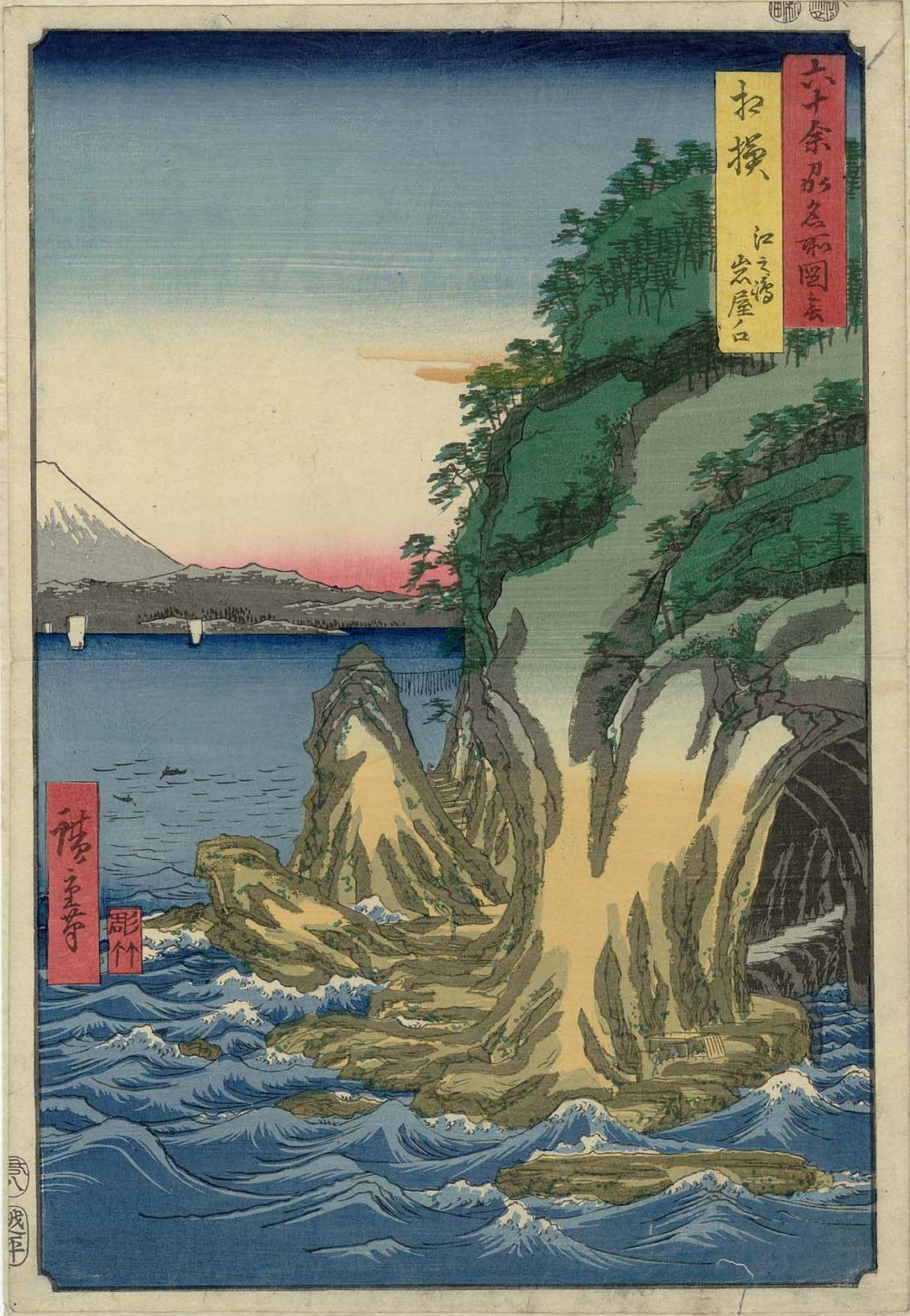
15: Provinz Sagami Enoshima Iwaya-no-kuchi (江之嶋 岩屋ノ口)
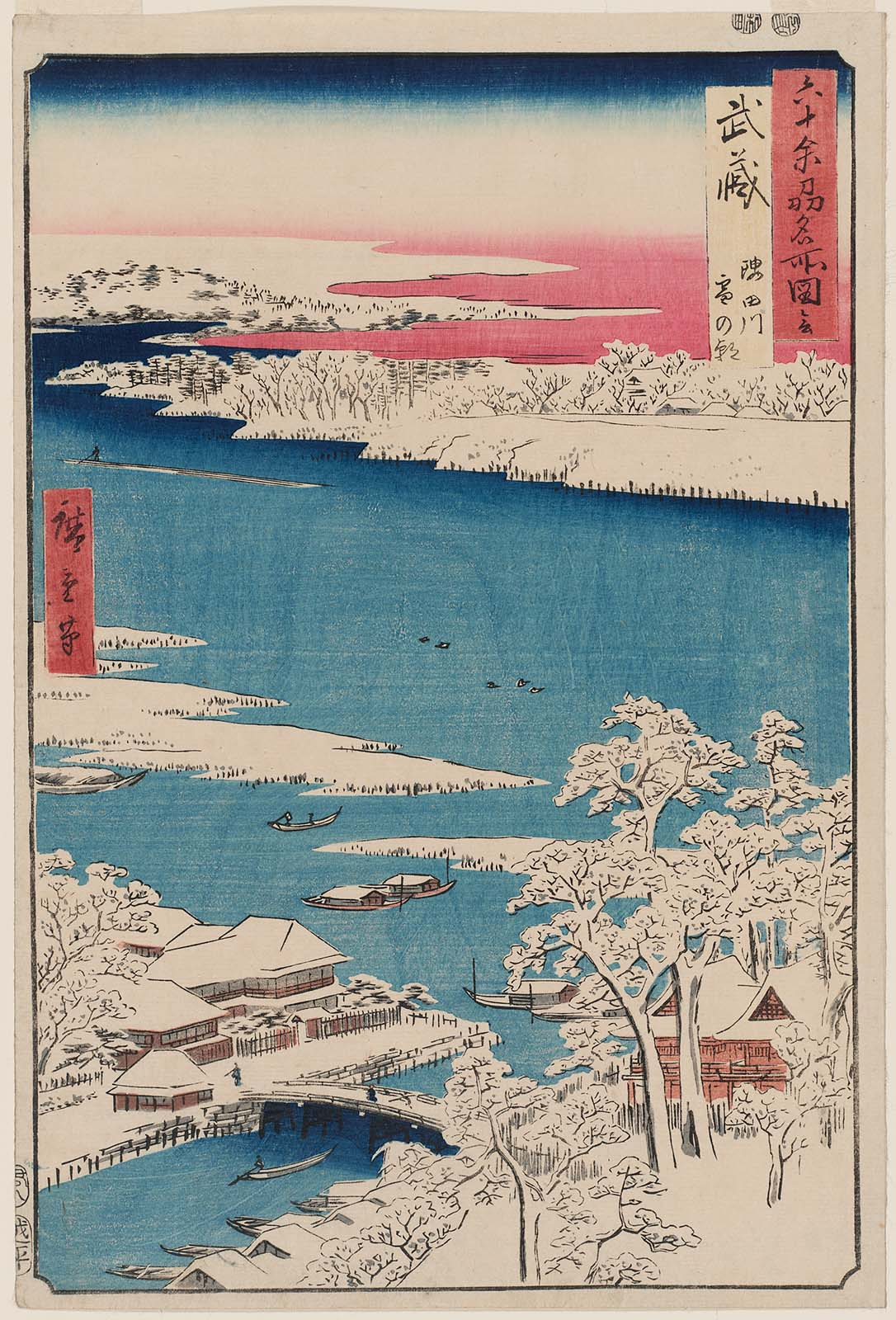
16: Provinz Musashi Sumida-gawa yuki-no-asa (隅田川 雪の朝)
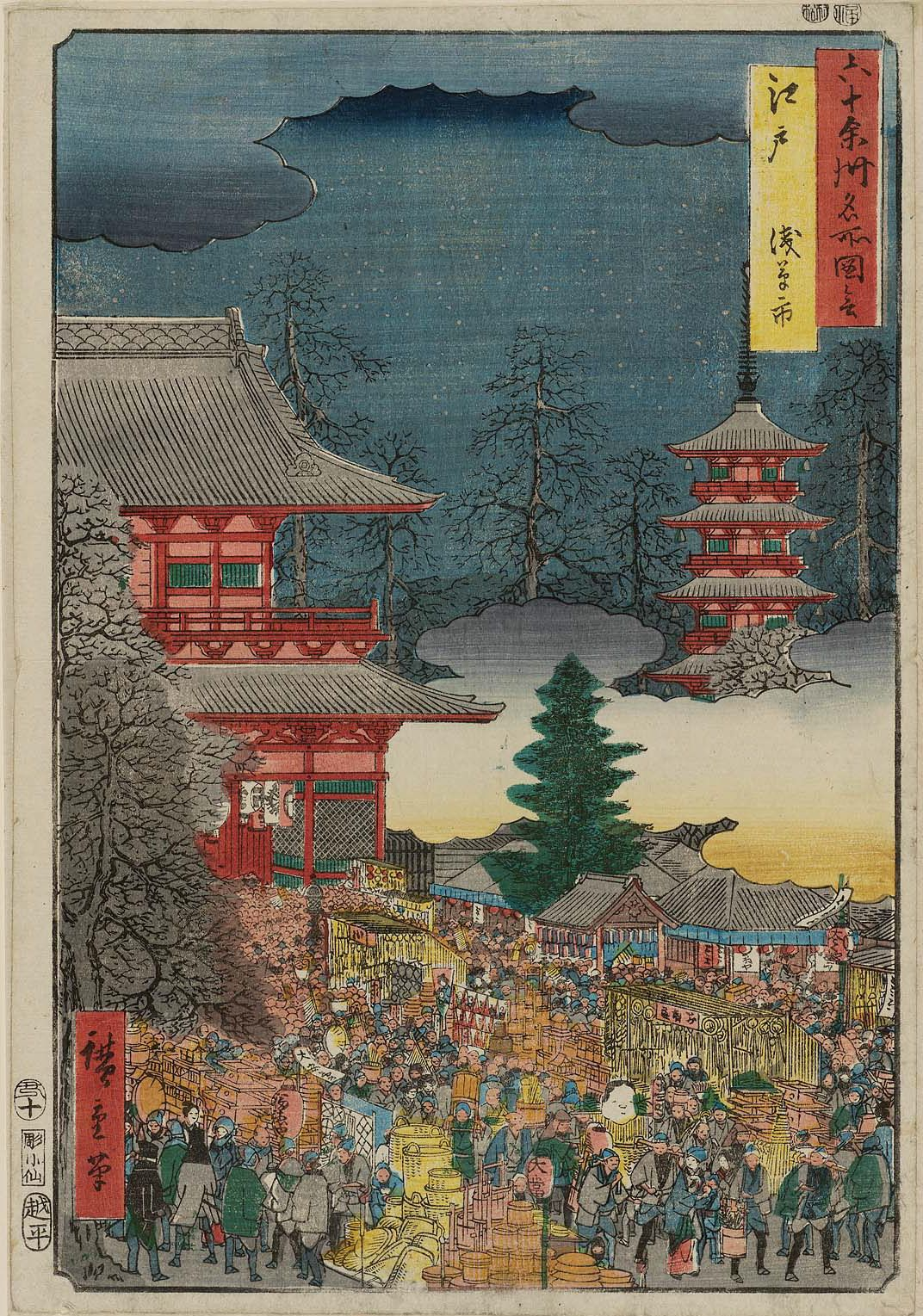
17: Edo Asakusa no ichi (浅草市)
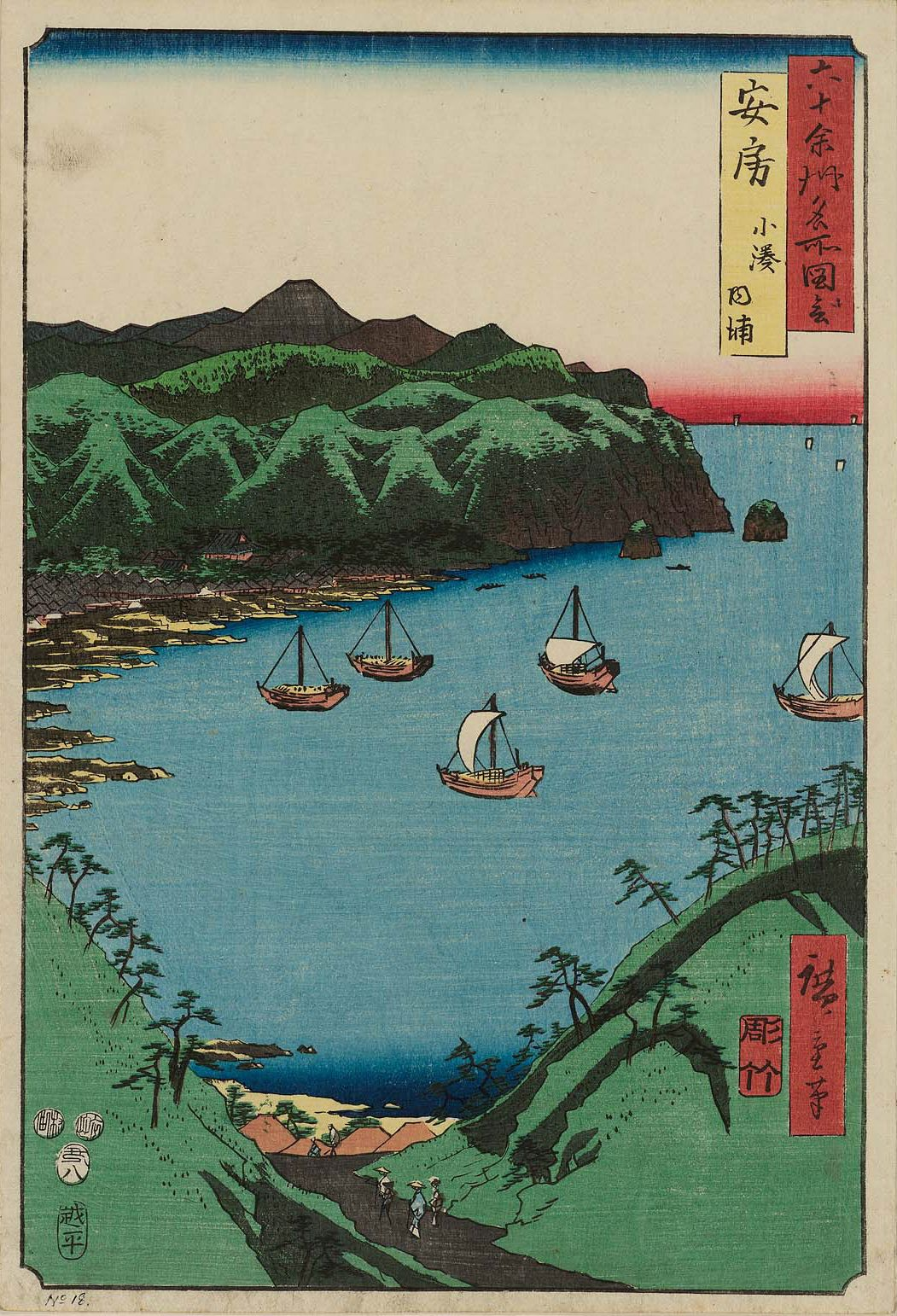
18: Awa Kominato Uchiura (小湊 内浦)
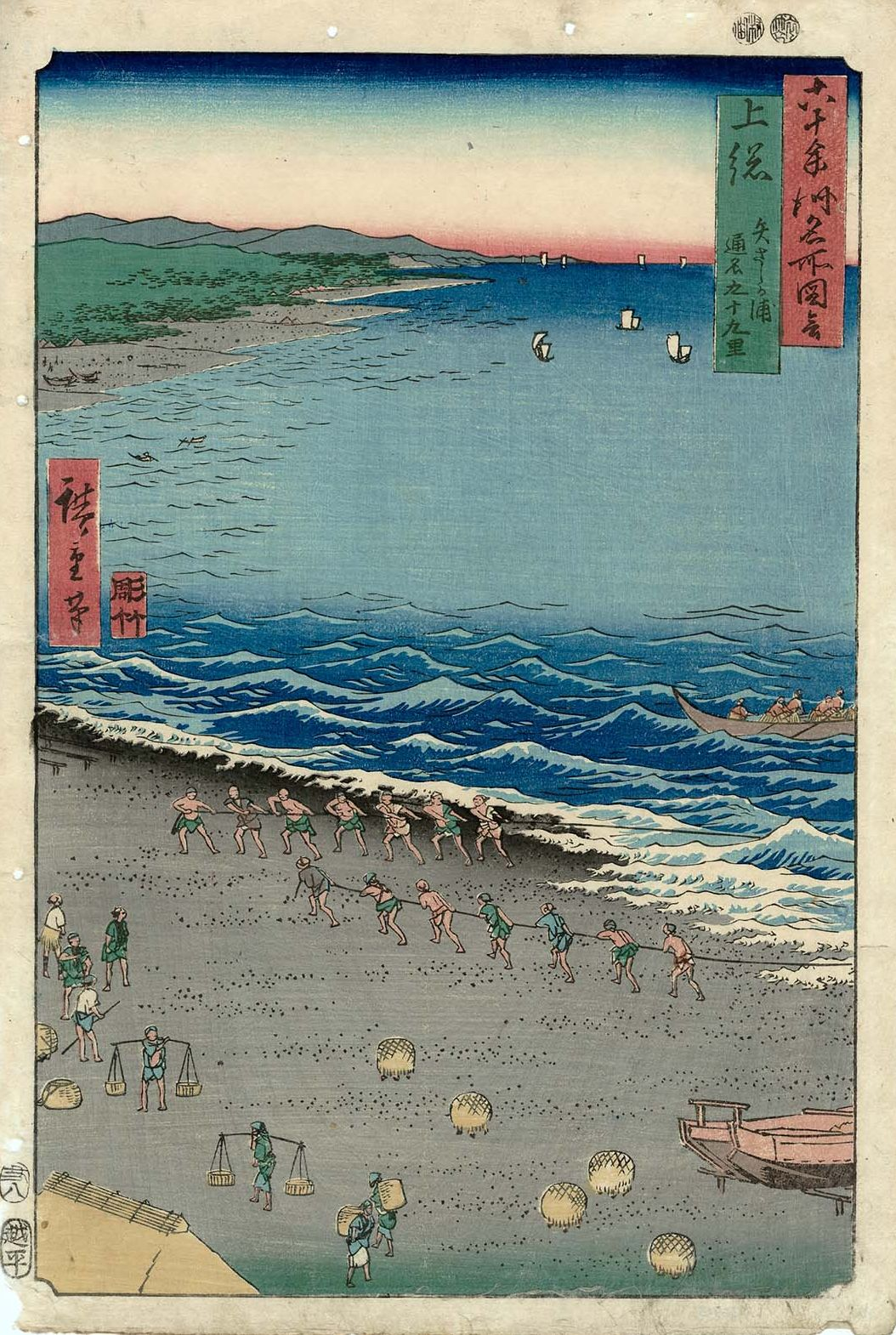
19: Provinz Kazusa Yasashigaura tōrina Kujūkuri (矢さしか浦 通名 九十九里)
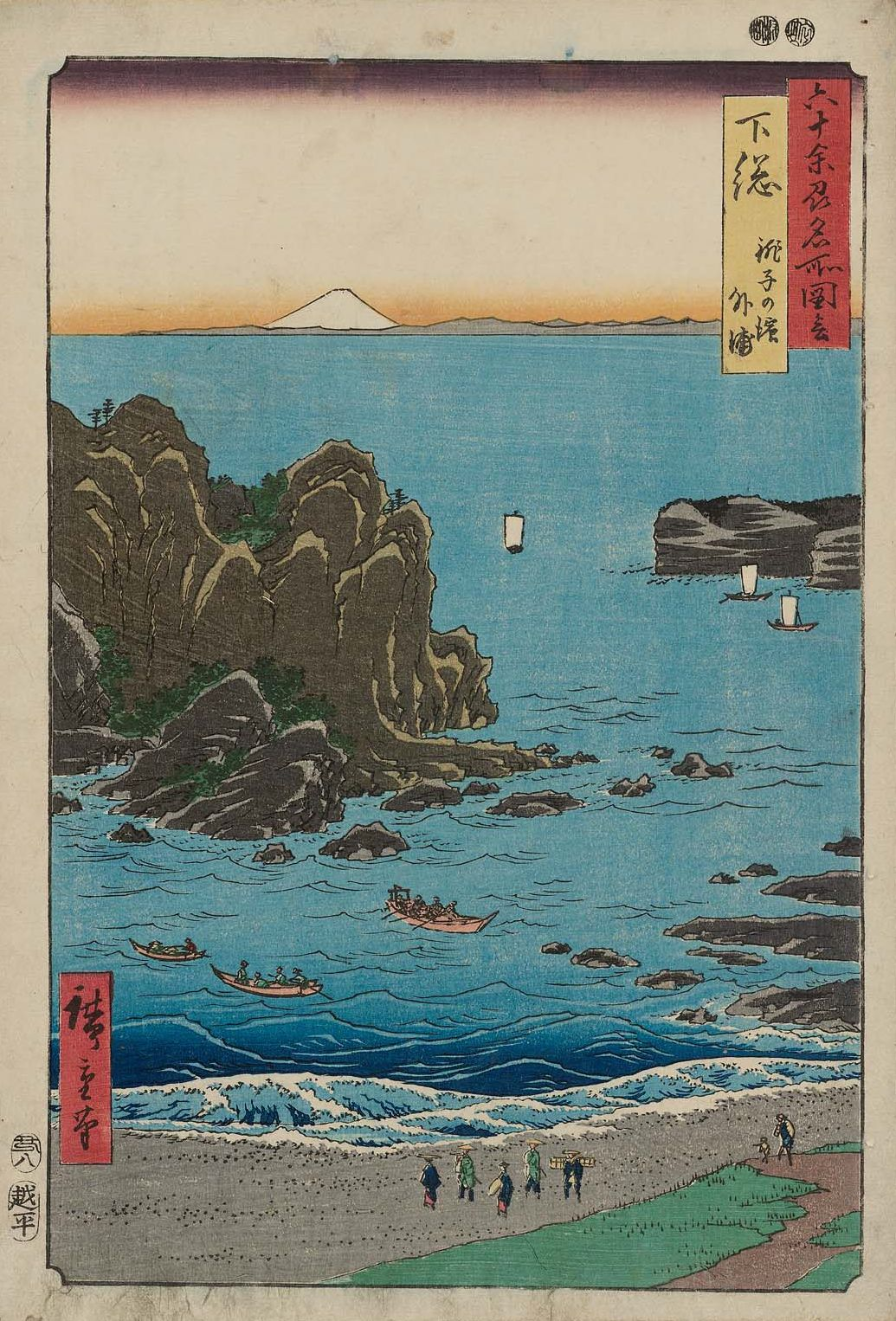
20: Provinz Shimousa Chōshi-no-hama toura (銚子の濱 外浦)
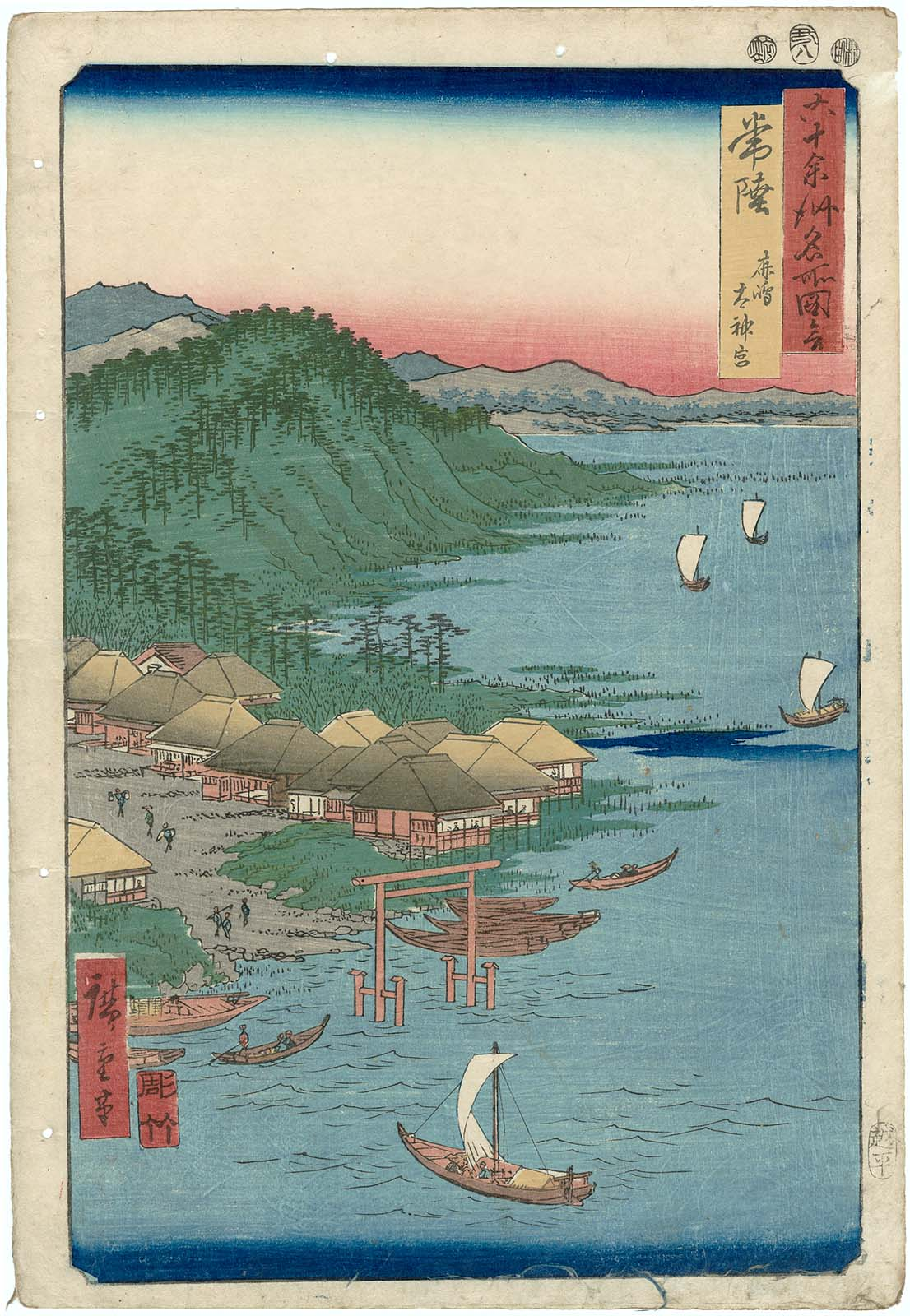
21: Provinz Hitachi Kashima Daijingū (鹿嶋大神宮)
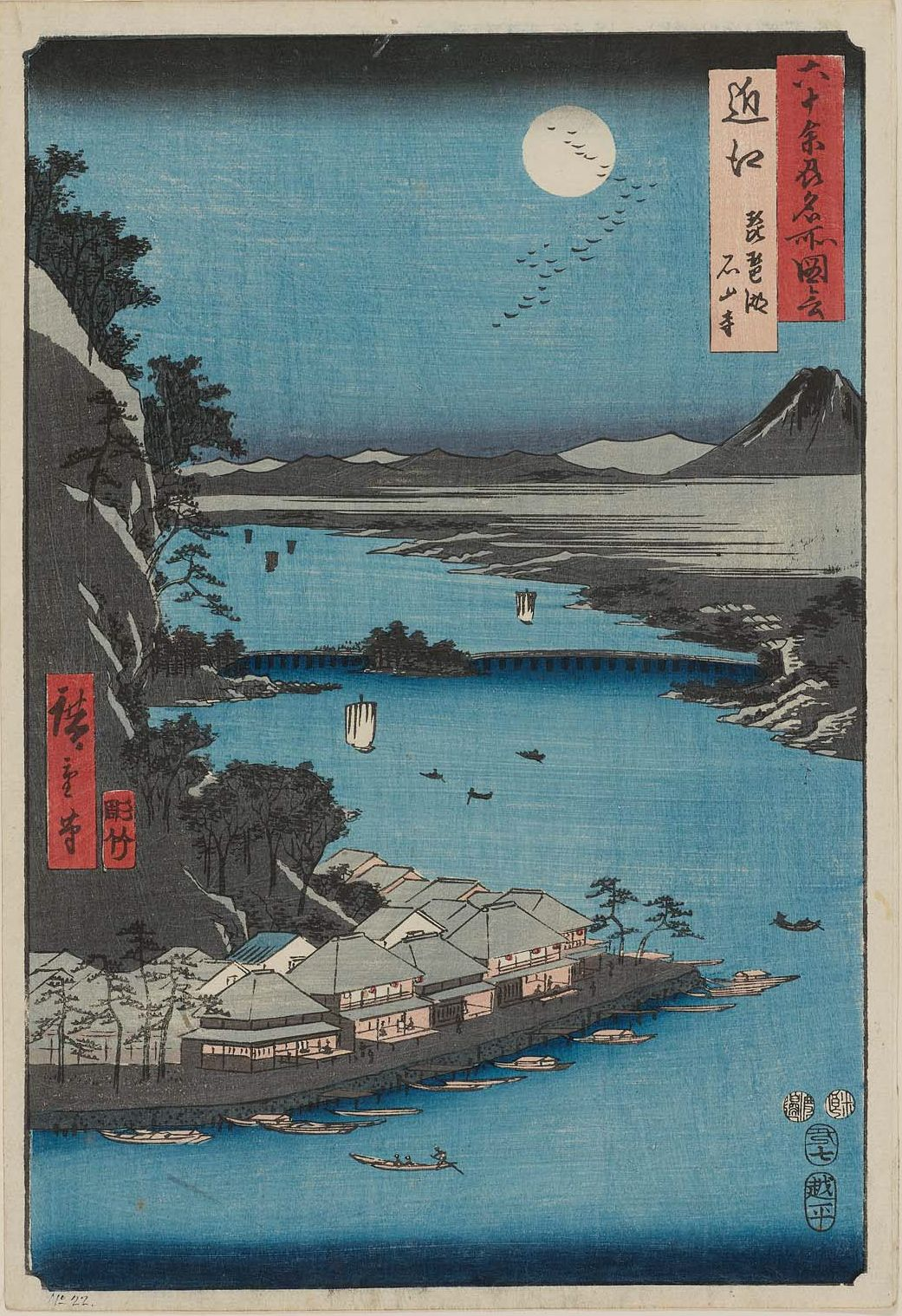
22: Provinz Ōmi Biwa-ko Ishiyama-dera (琵琶湖 石山寺)
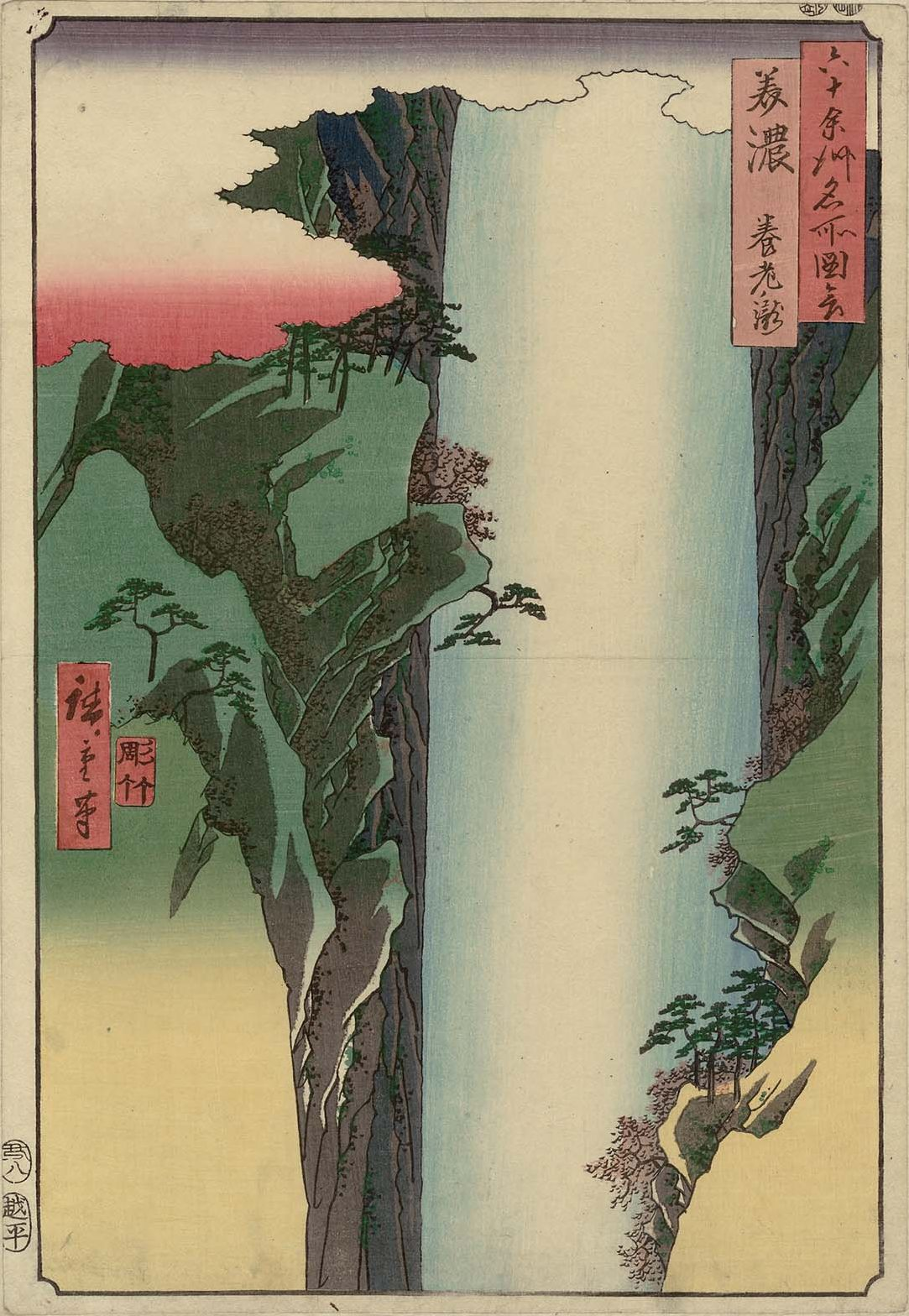
23: Provinz Mino Yōrō-no-taki (養老ノ瀧)
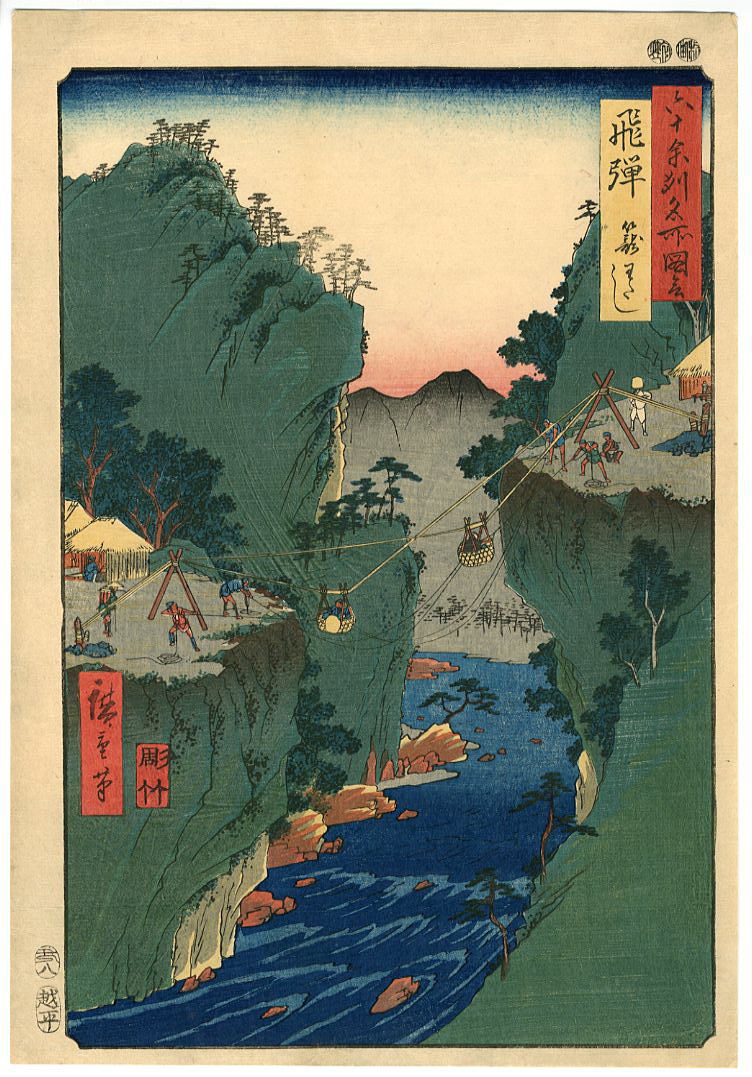
24: Provinz Hida Kago-watashi (籠わたし)
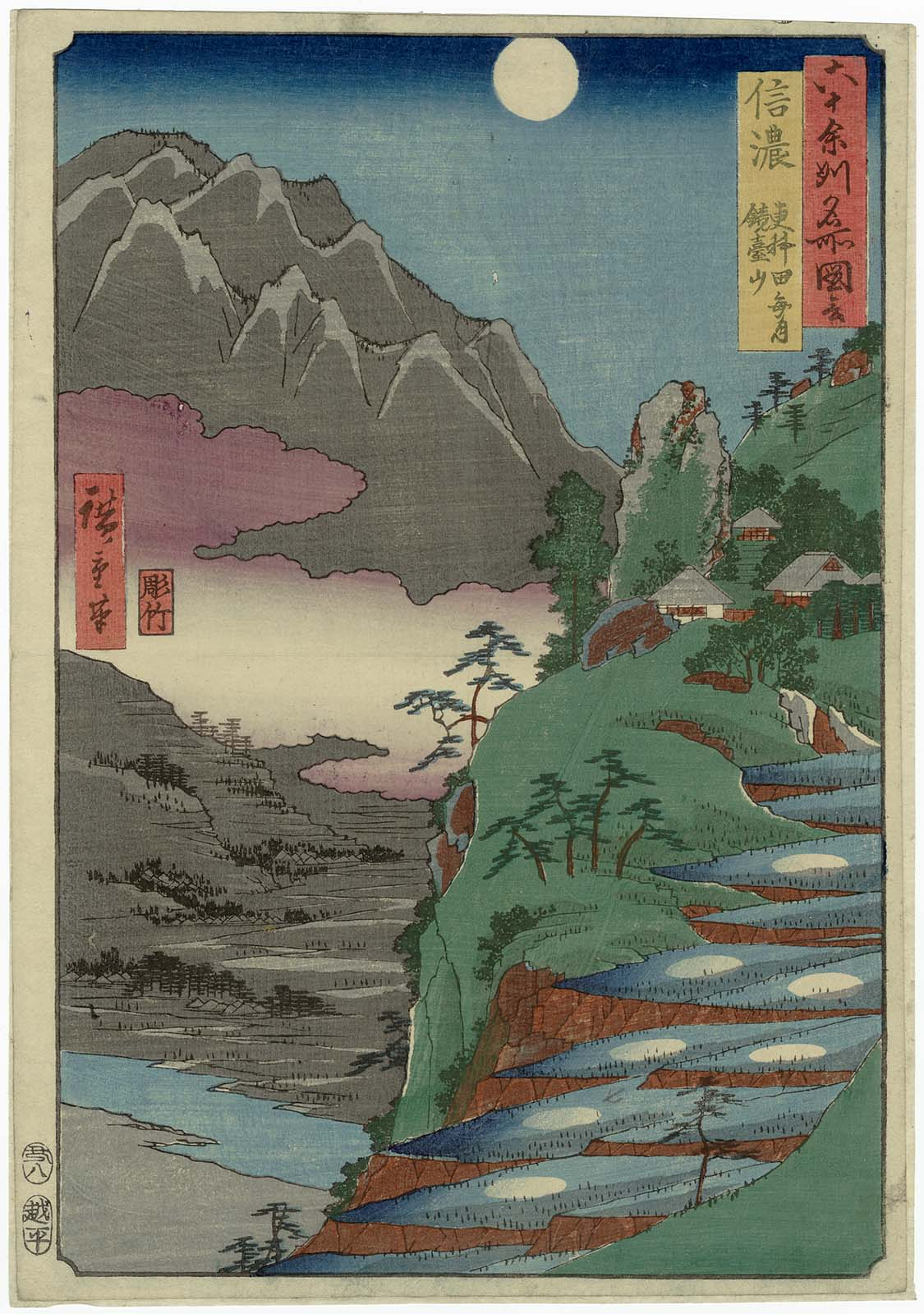
25: Provinz Shinano Sarashina tagoto-no-tsuki Kyōdaisan (更科田毎月 鏡臺山)
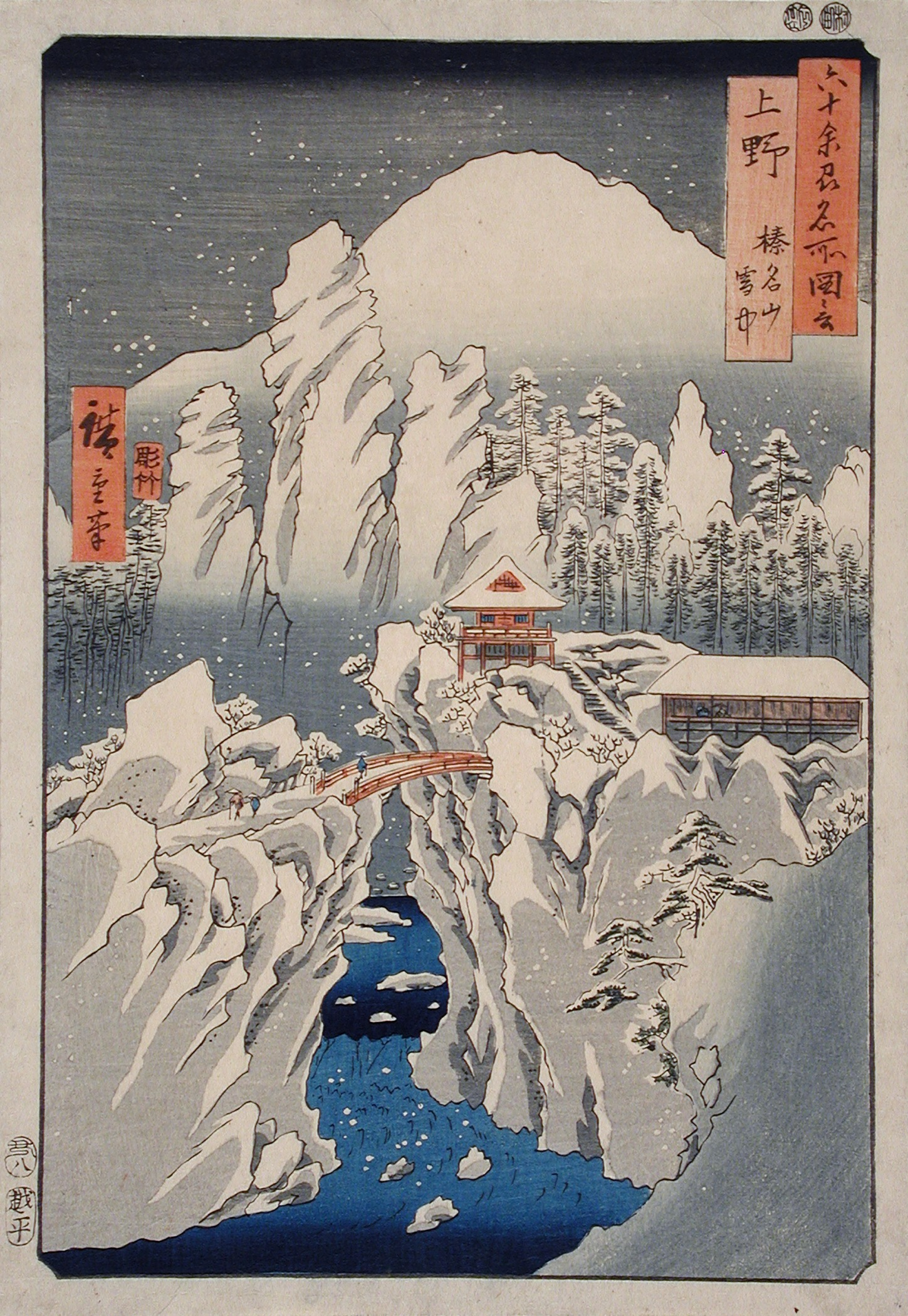
26: Provinz Kōzuke Harunasan setchū (榛名山 雪中)
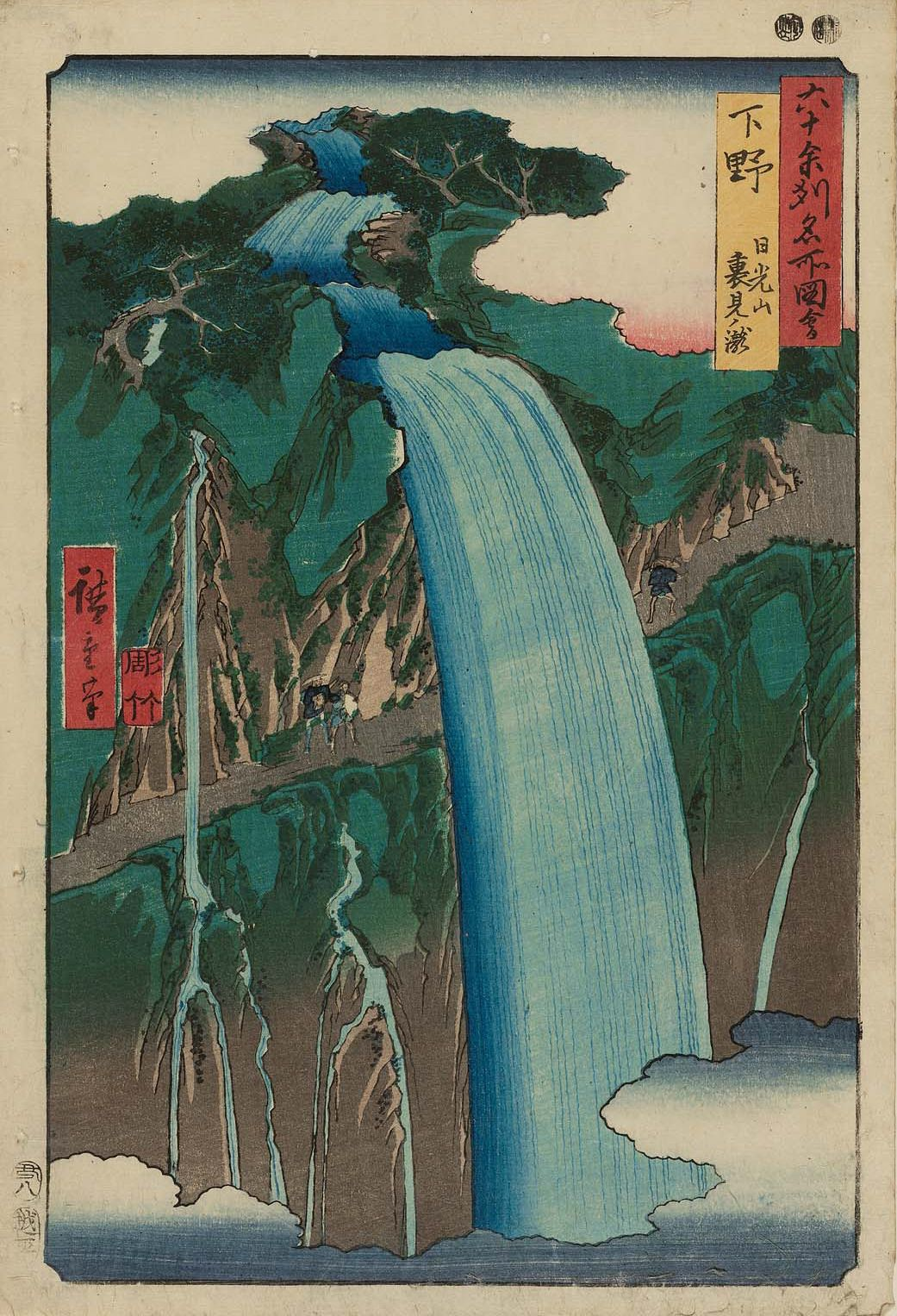
27: Provinz Shimotsuke Nikkōsan Urami-no-taki (日光山 裏見ノ瀧)
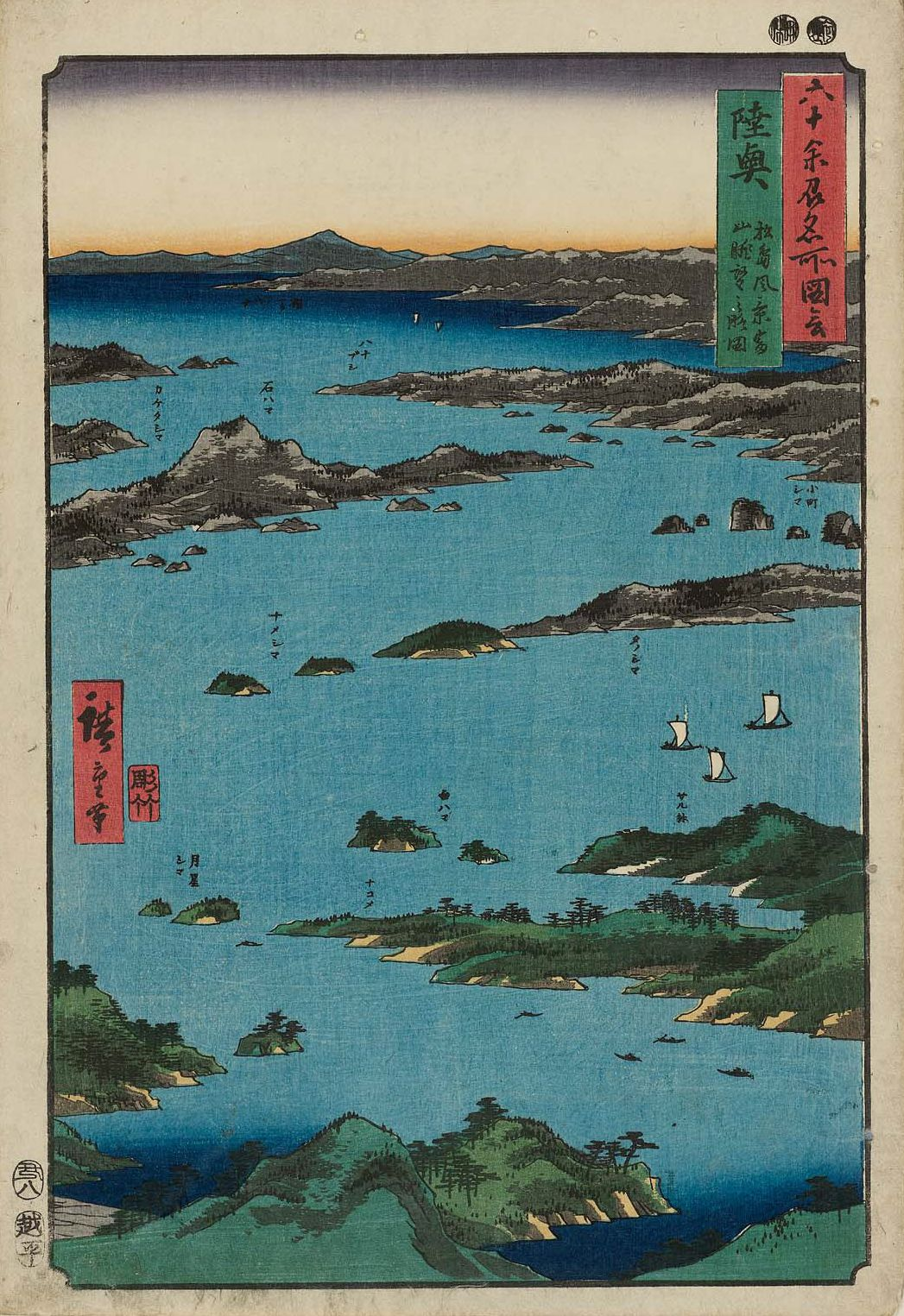
28: Provinz Mutsu Matsushima fūkei Tomiyama chōbō-no-ryakuzu (松島風景 富山眺望之略図)
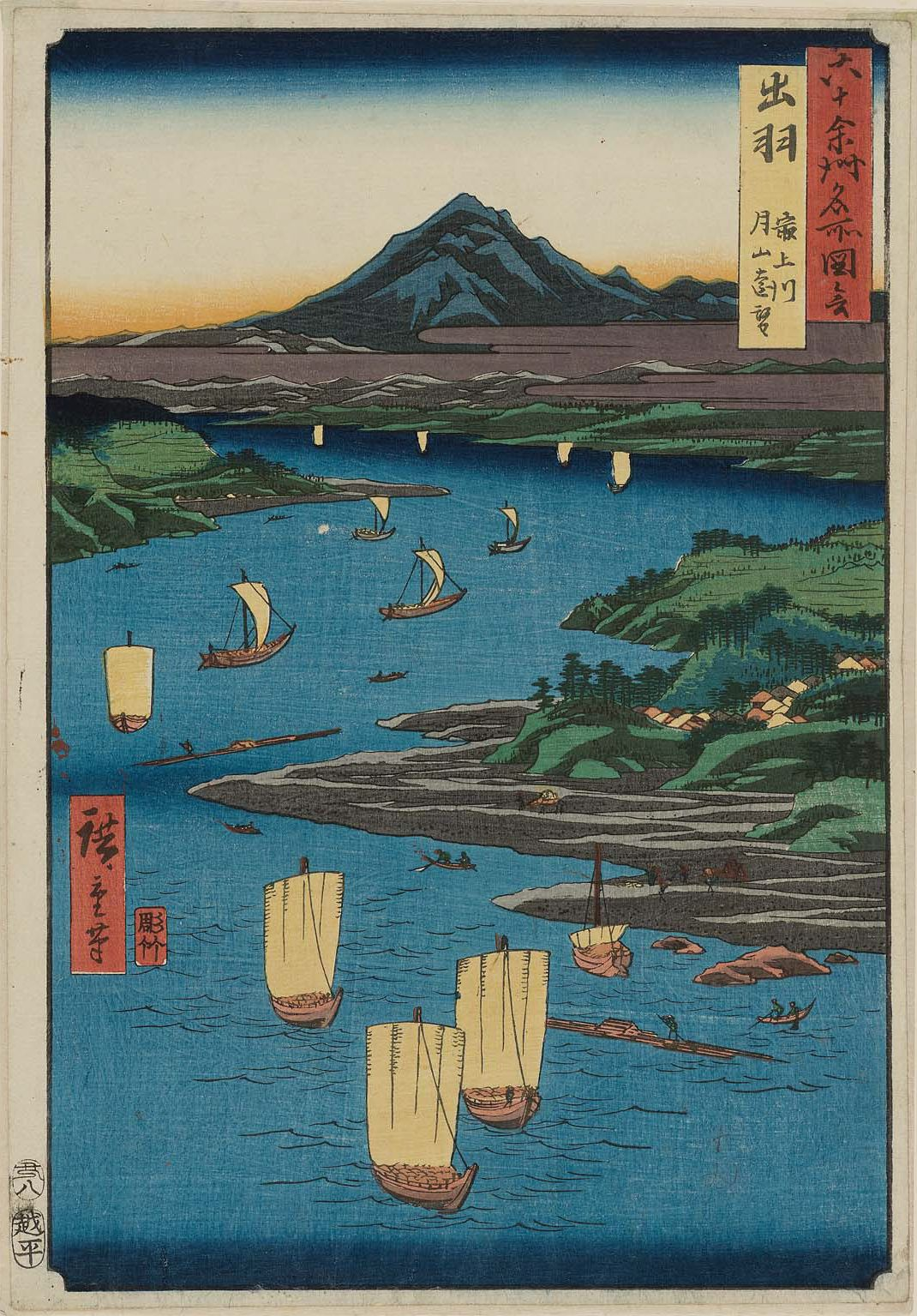
29: Provinz Dewa Mogami-gawa Gassan-embō (最上川 月山遠望)
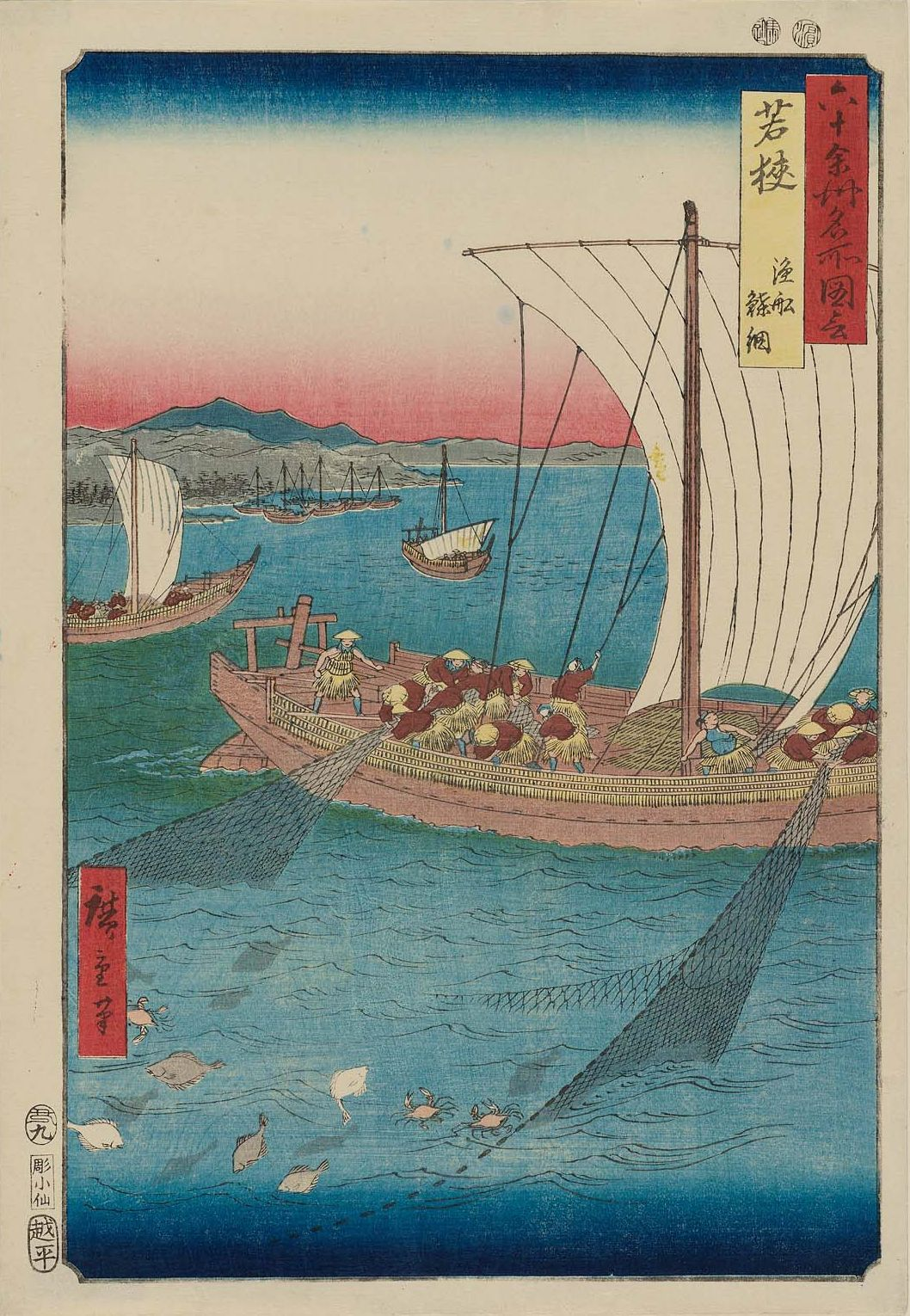
30: Provinz Wakasa Gyosen Karei-ami (漁船 鰈網)
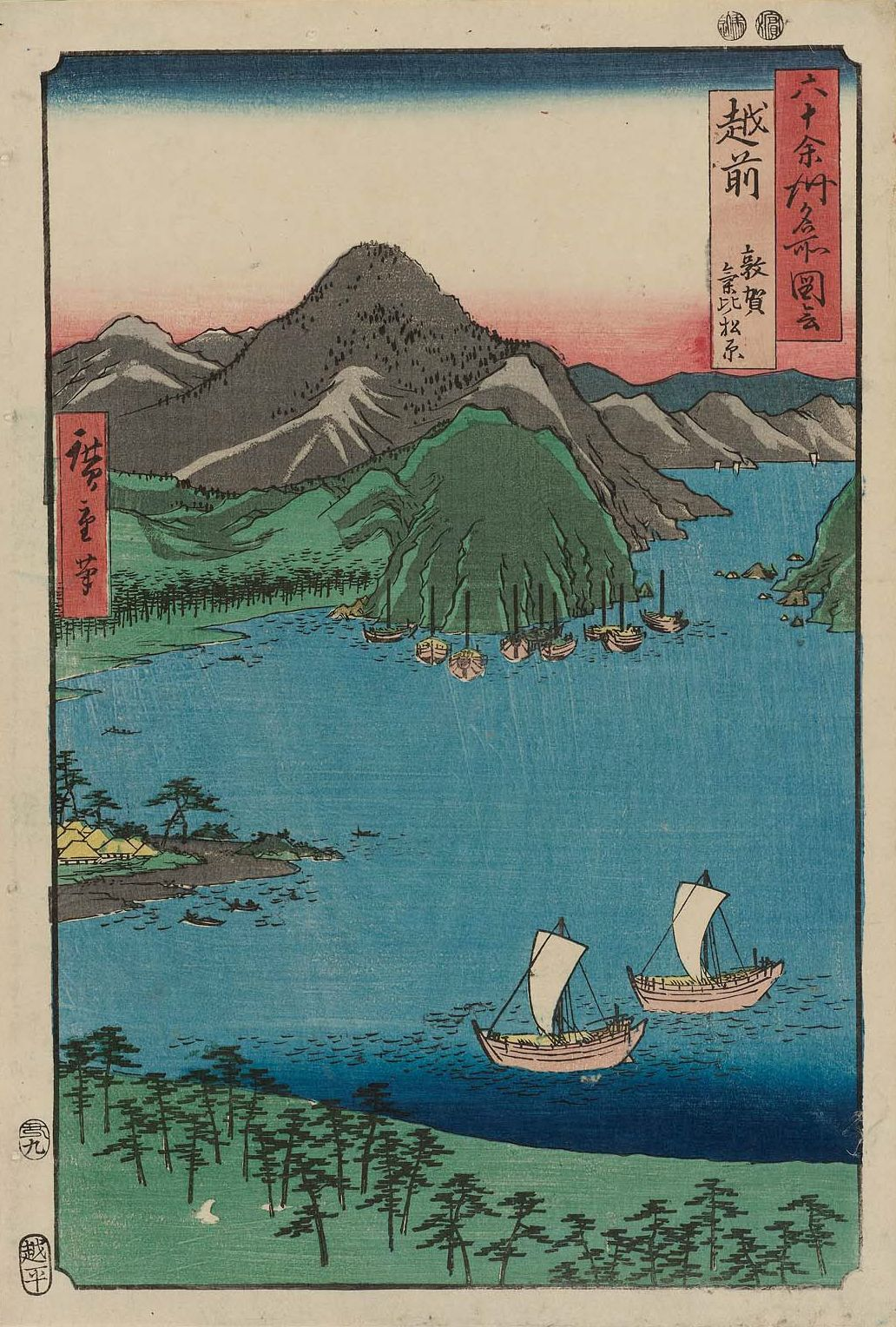
31: Provinz Echizen Tsuruga Kehi-no-matsubara (敦賀 気比ノ松原)
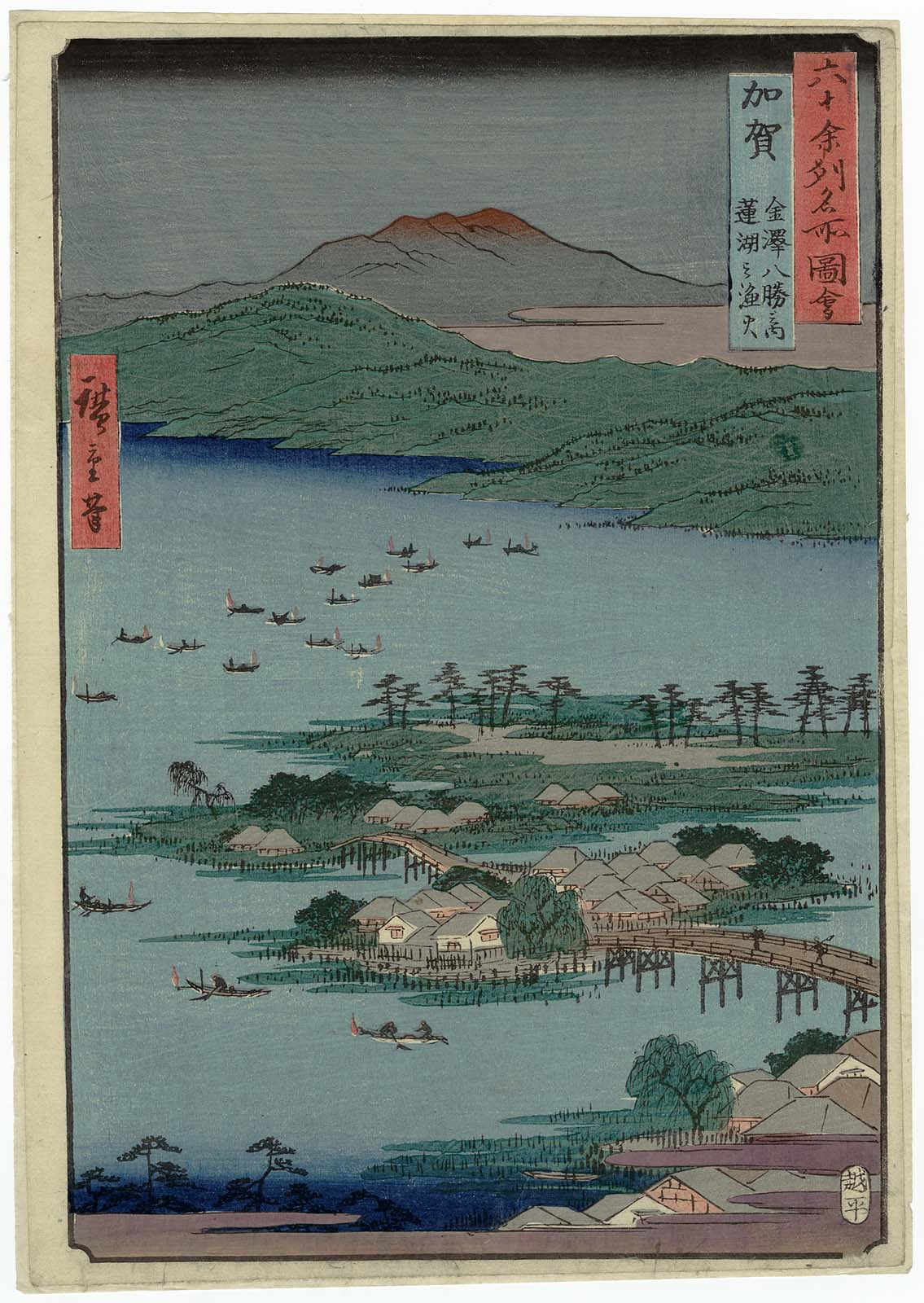
32: Provinz Kaga Kanazawa hasshō-no-uchi Renko-no-isaribi (金沢八勝之内 蓮湖之漁火)
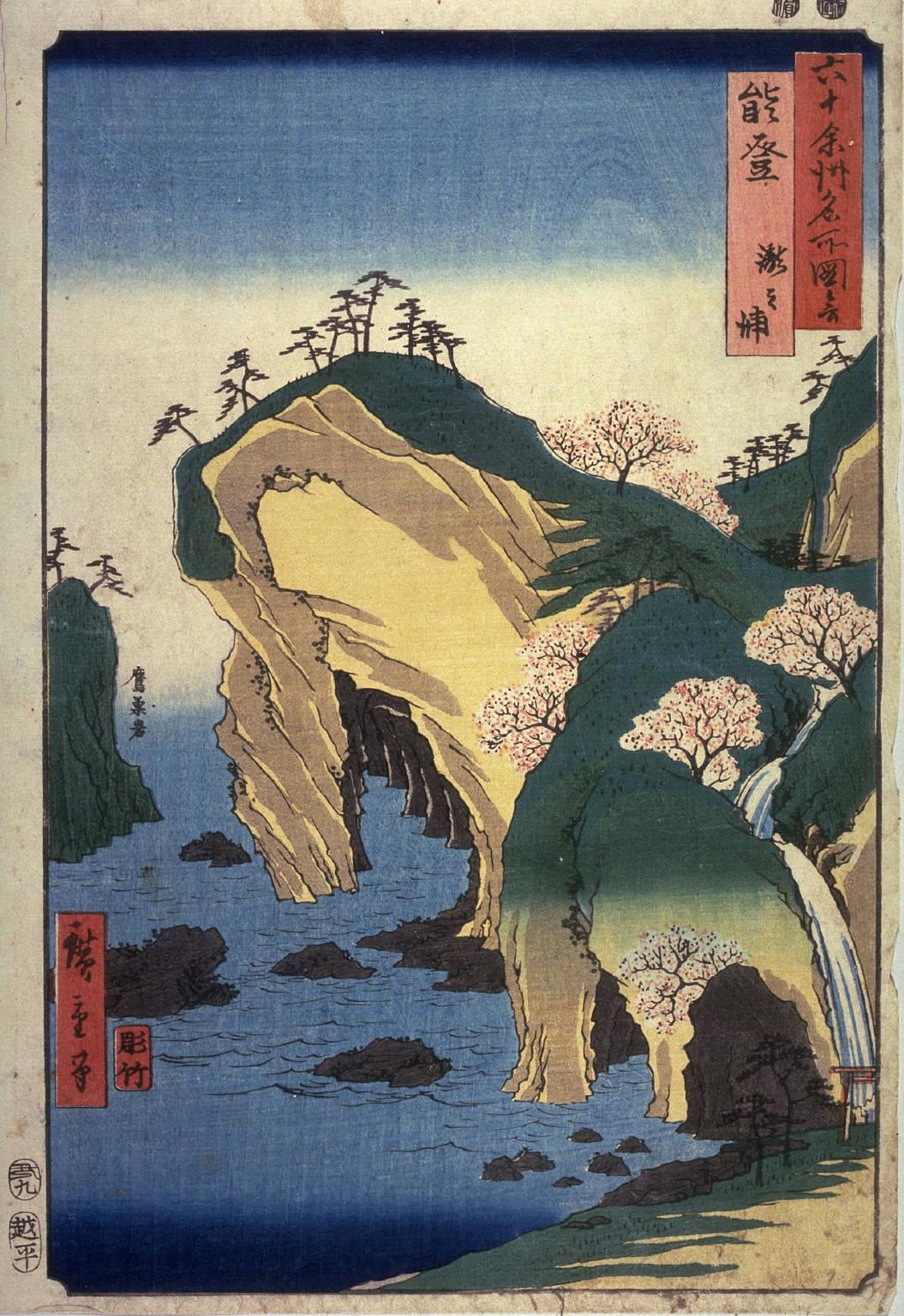
33: Provinz Noto Taki-no-ura (瀧之浦)
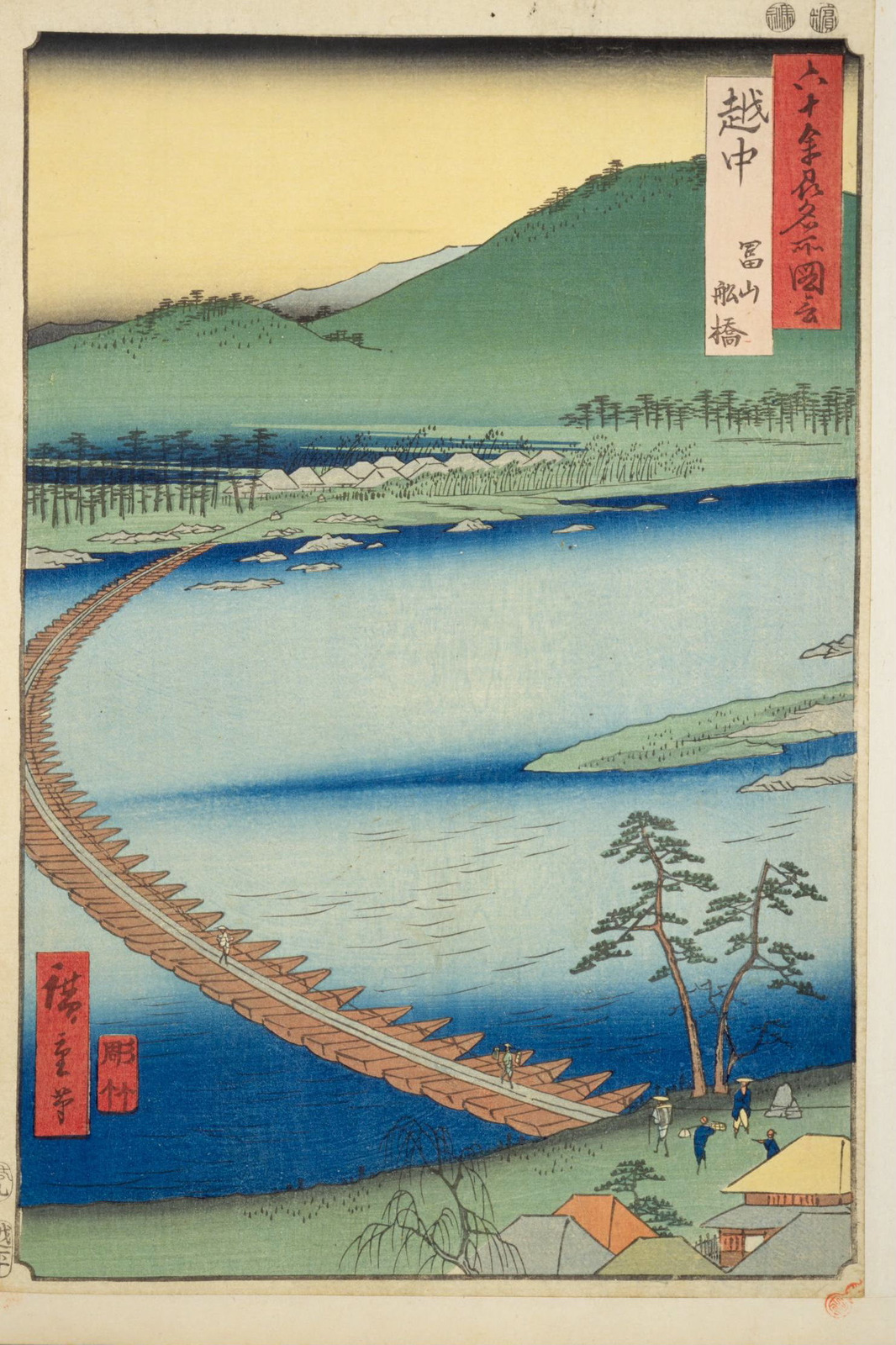
34: Provinz Etchū Toyama funabashi (冨山 船橋)
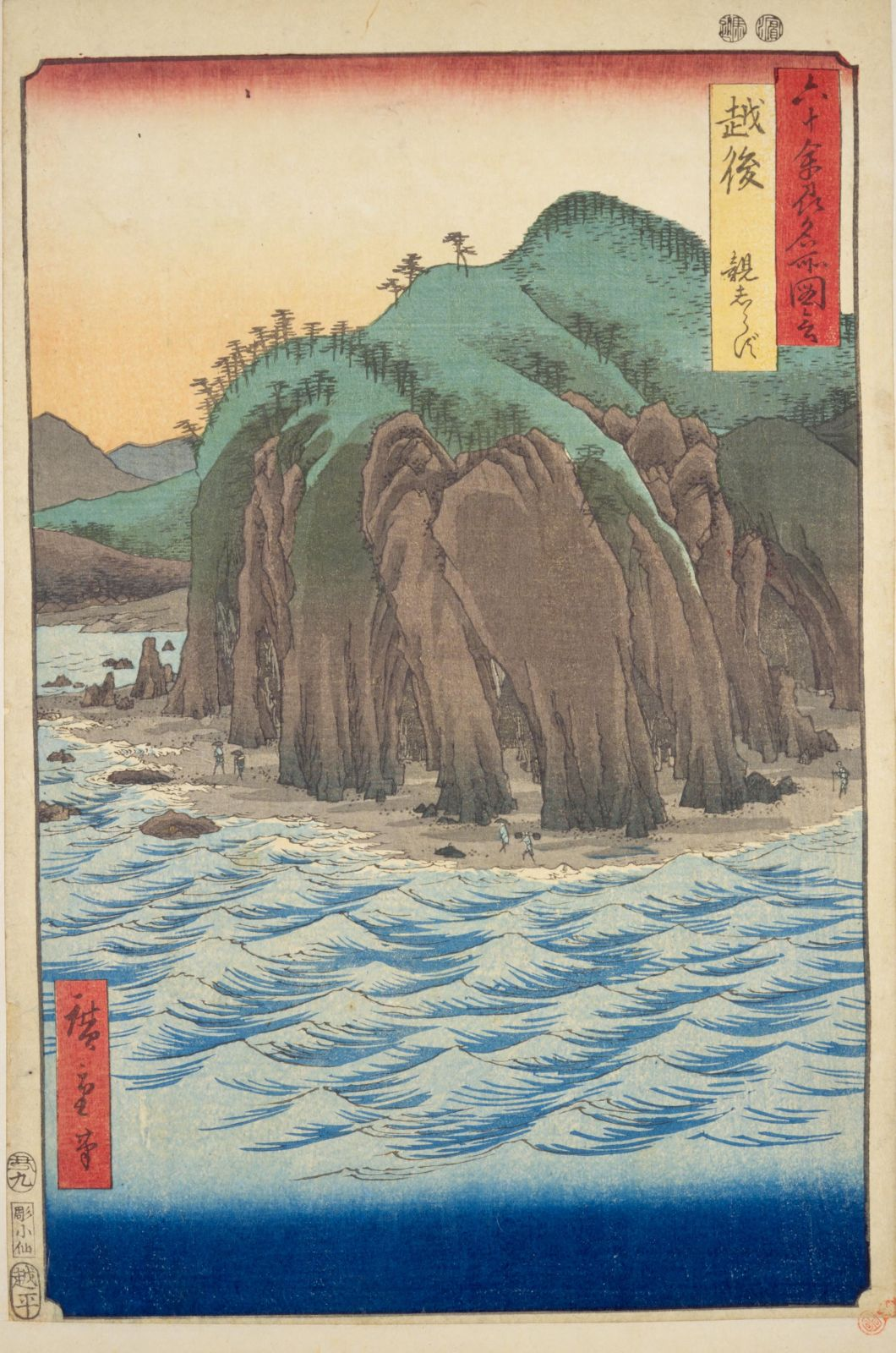
35: Provinz Echigo Oyashirazu (親しらず)
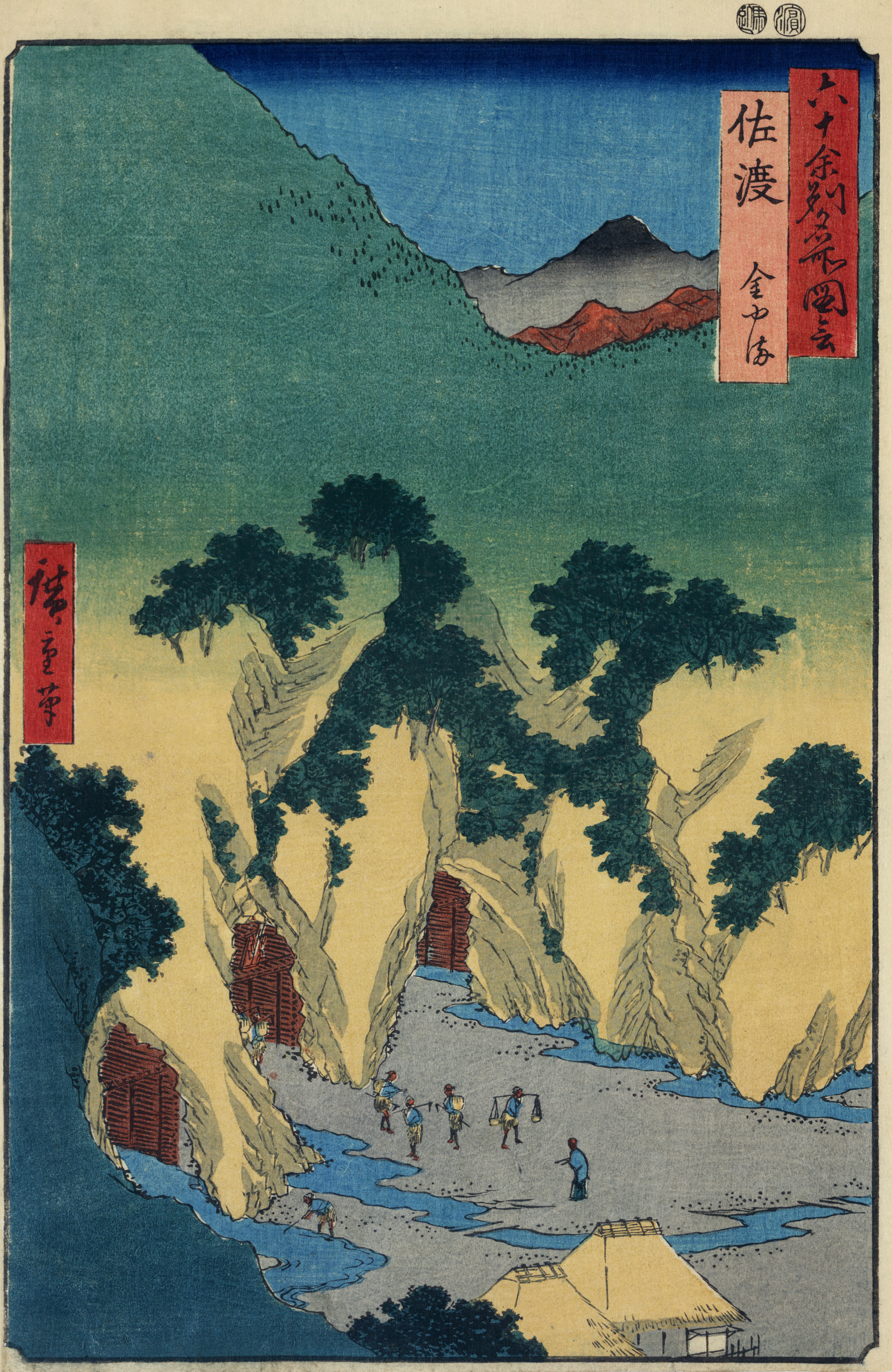
36: Provinz Sado Kanayama (金やま)
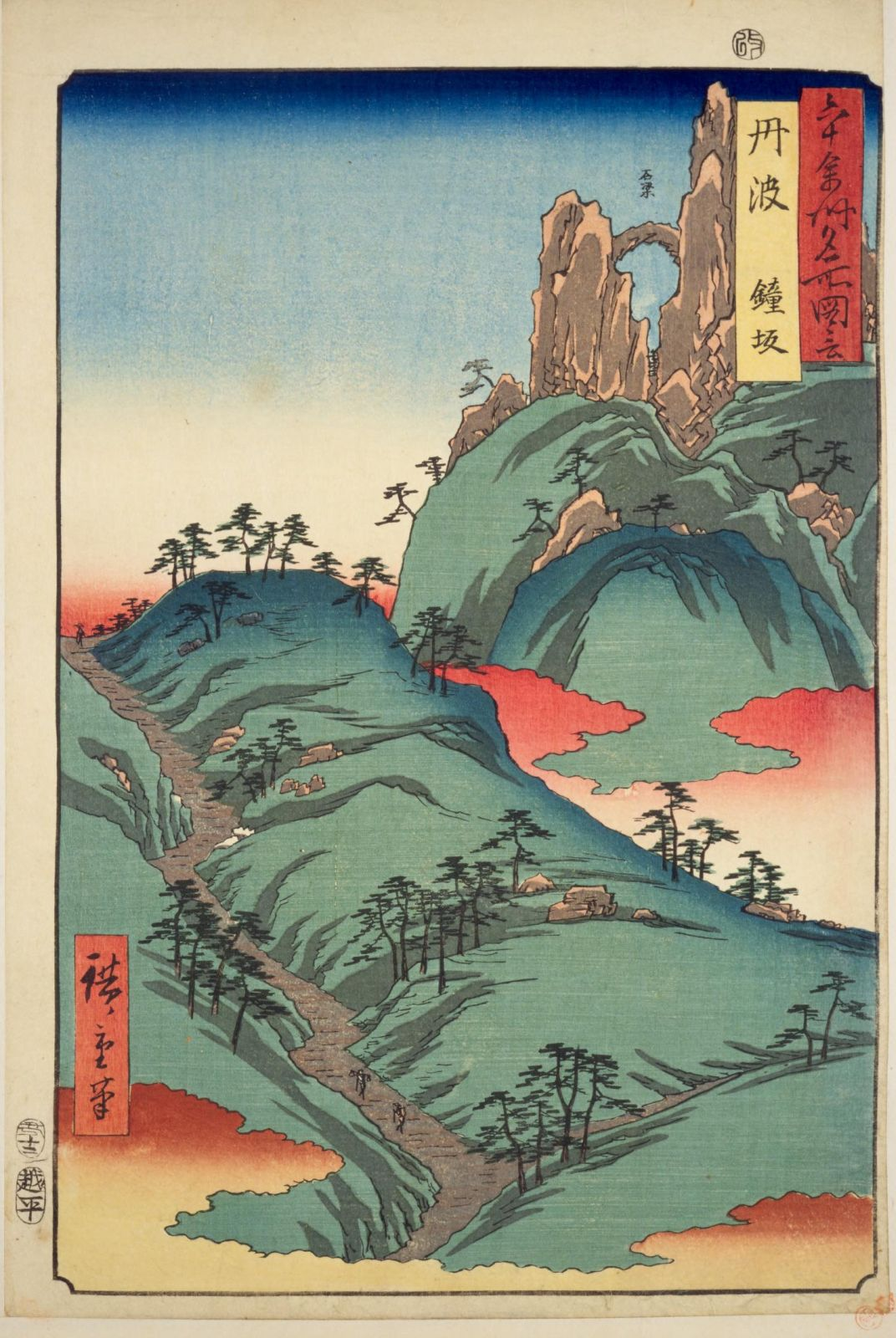
37: Provinz Tamba Kanegasaka (鐘坂)
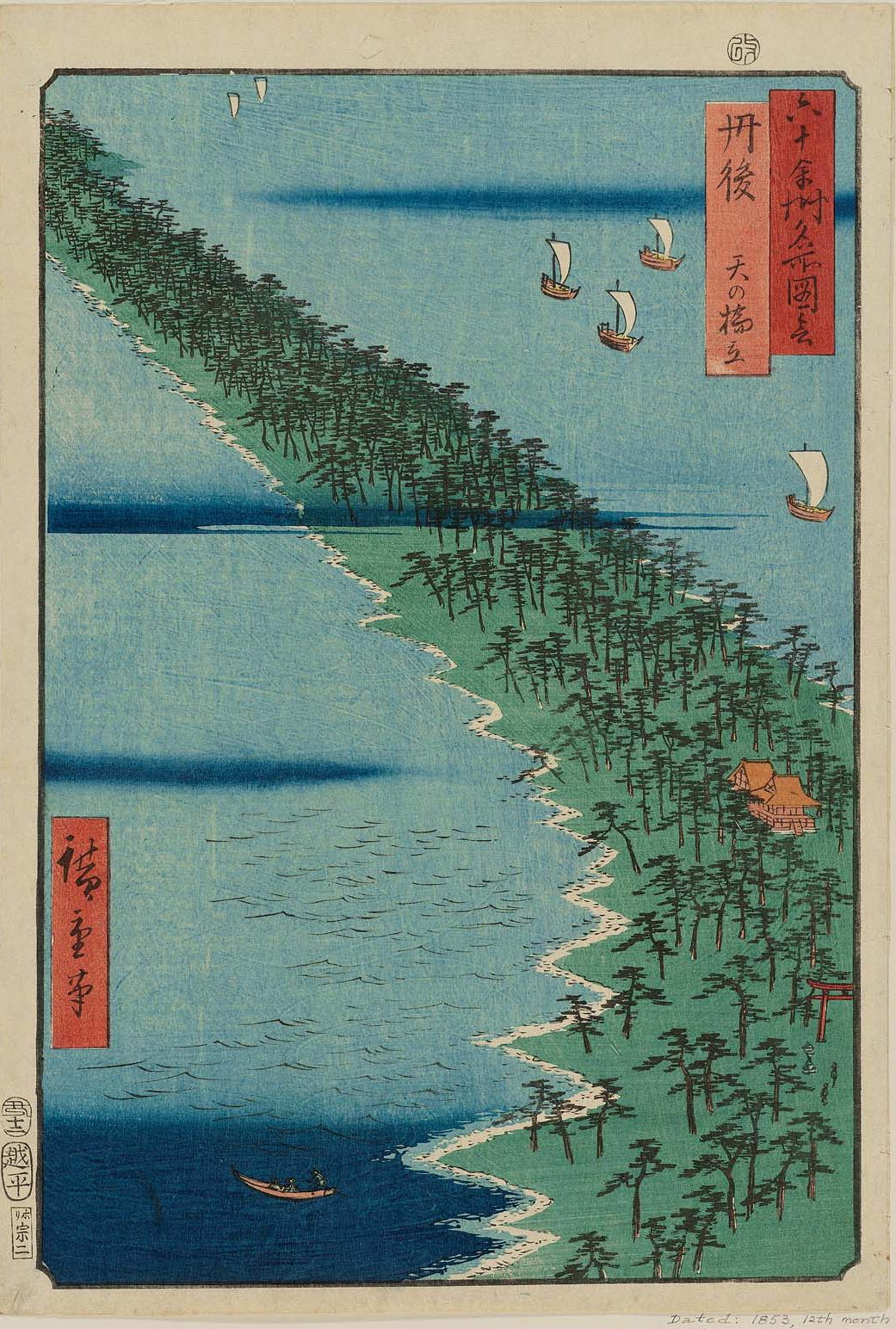
38: Provinz Tango Ama-no-hashidate (天の橋立)
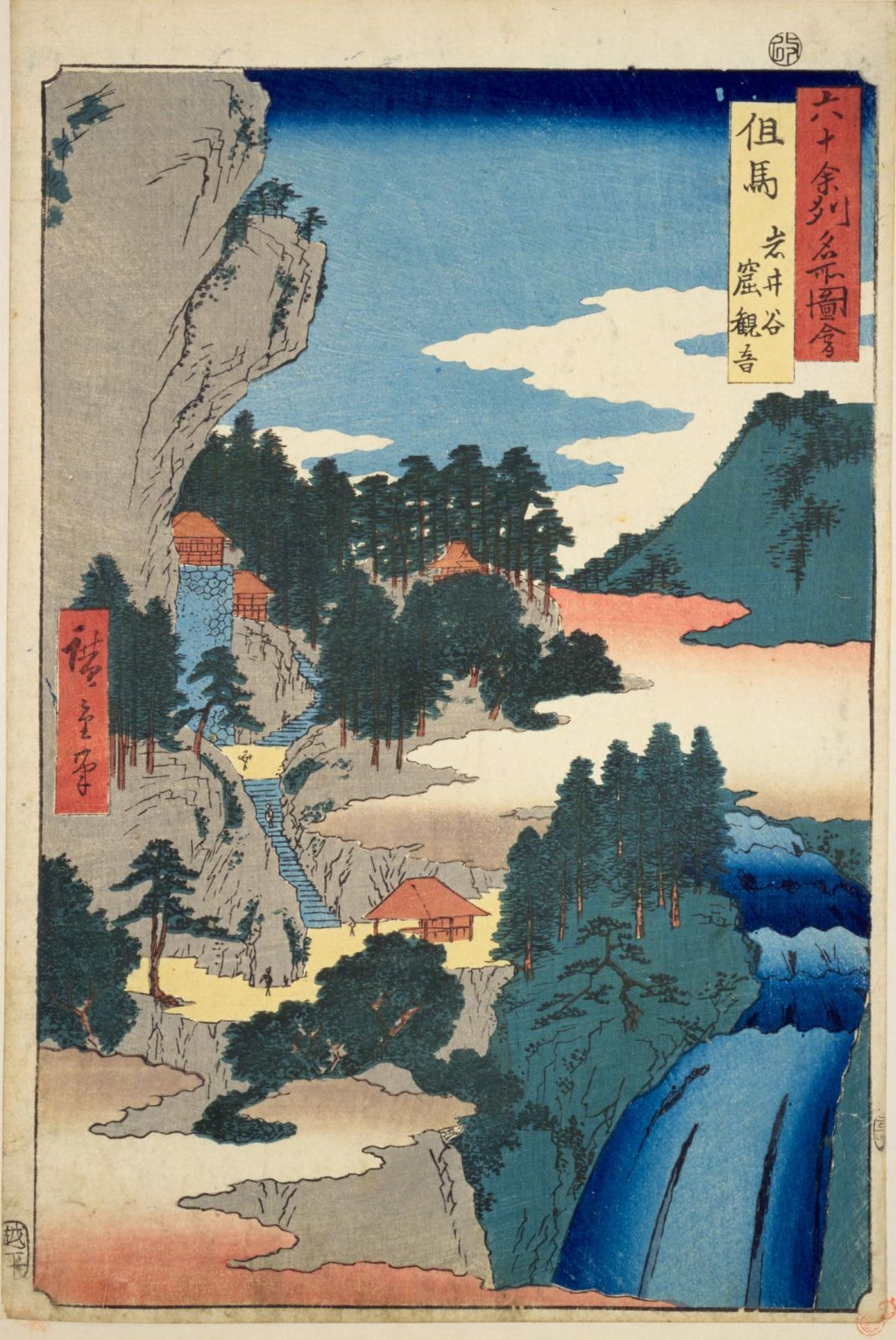
39: Provinz Tajima Iwaidani Iwaya-Kannon (岩井谷 窟観音)
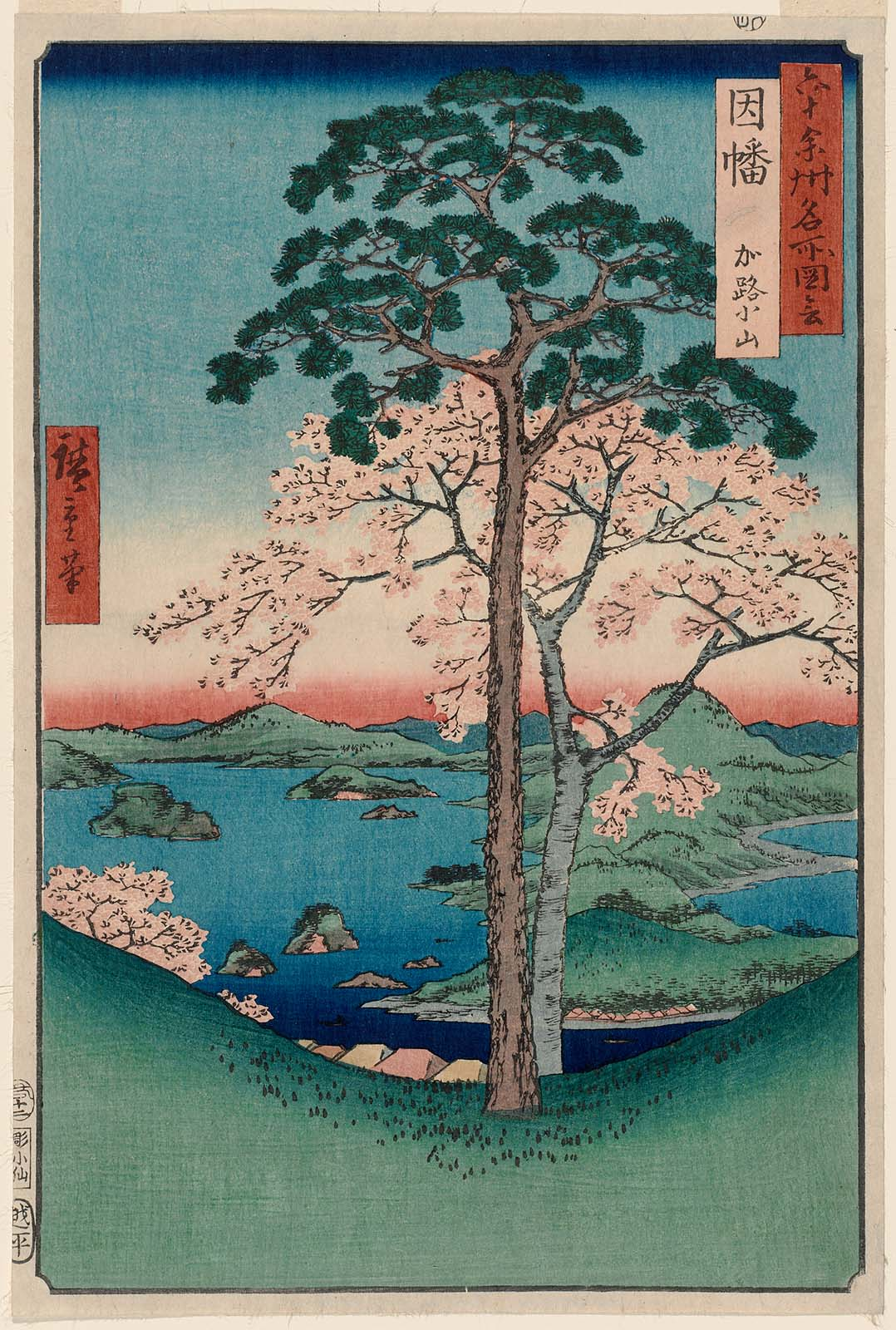
40: Provinz Inaba Karo Koyama (加路 小山)
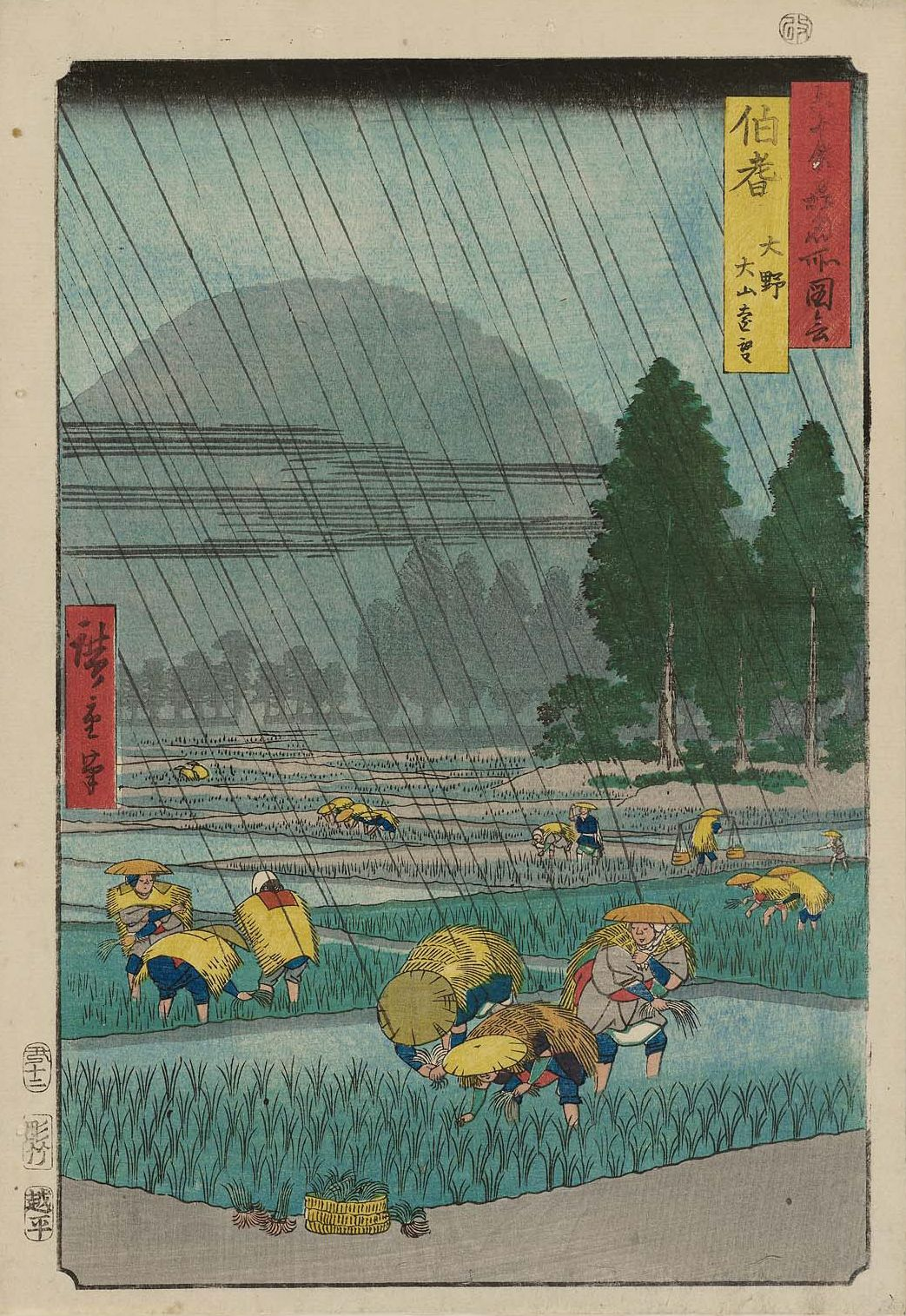
41: Provinz Hōki Ōno Daisen embō (大野 大山 遠望)
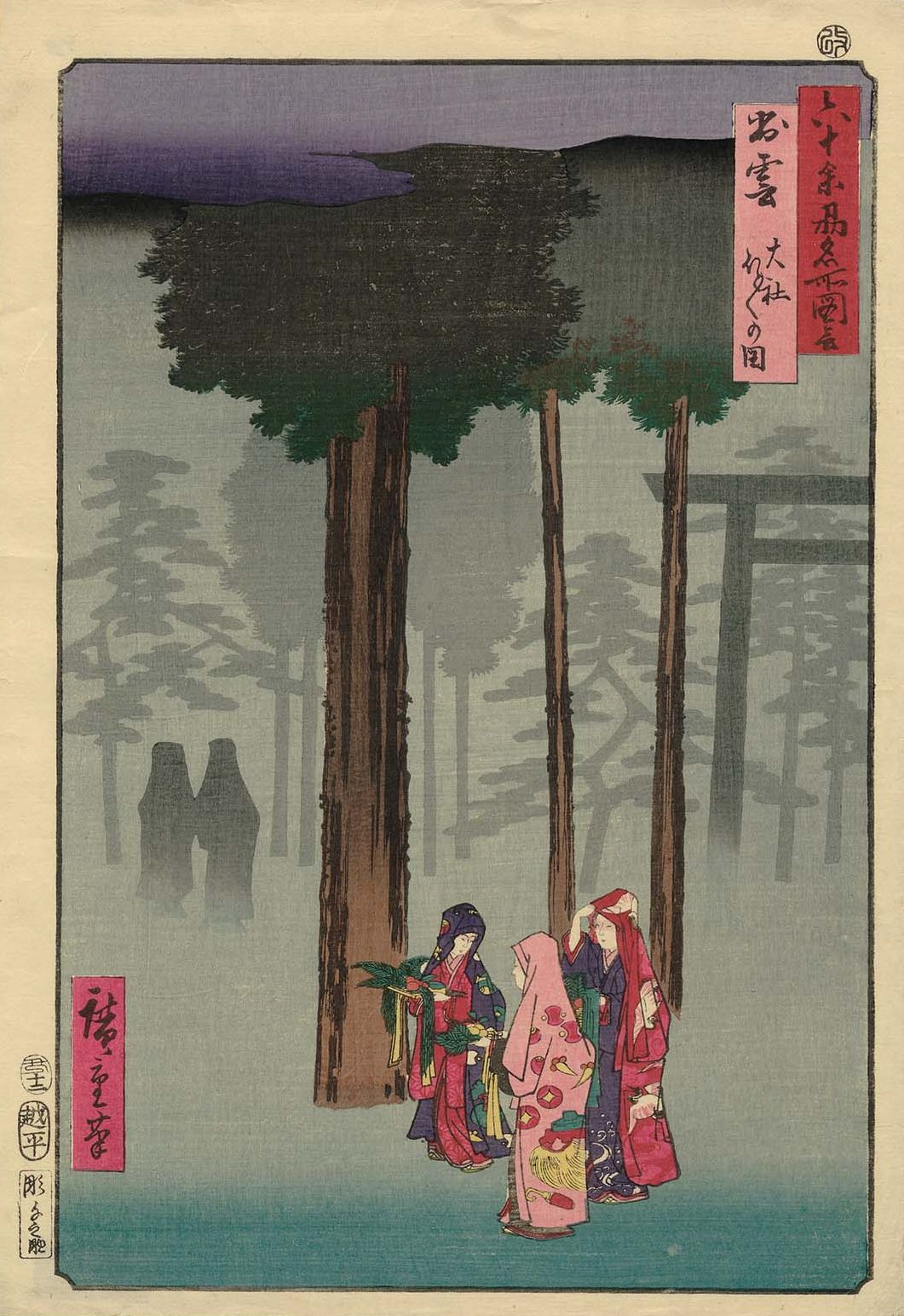
42: Provinz Izumo Taisha hotohoto-no-zu (大社 ほとほとの図)
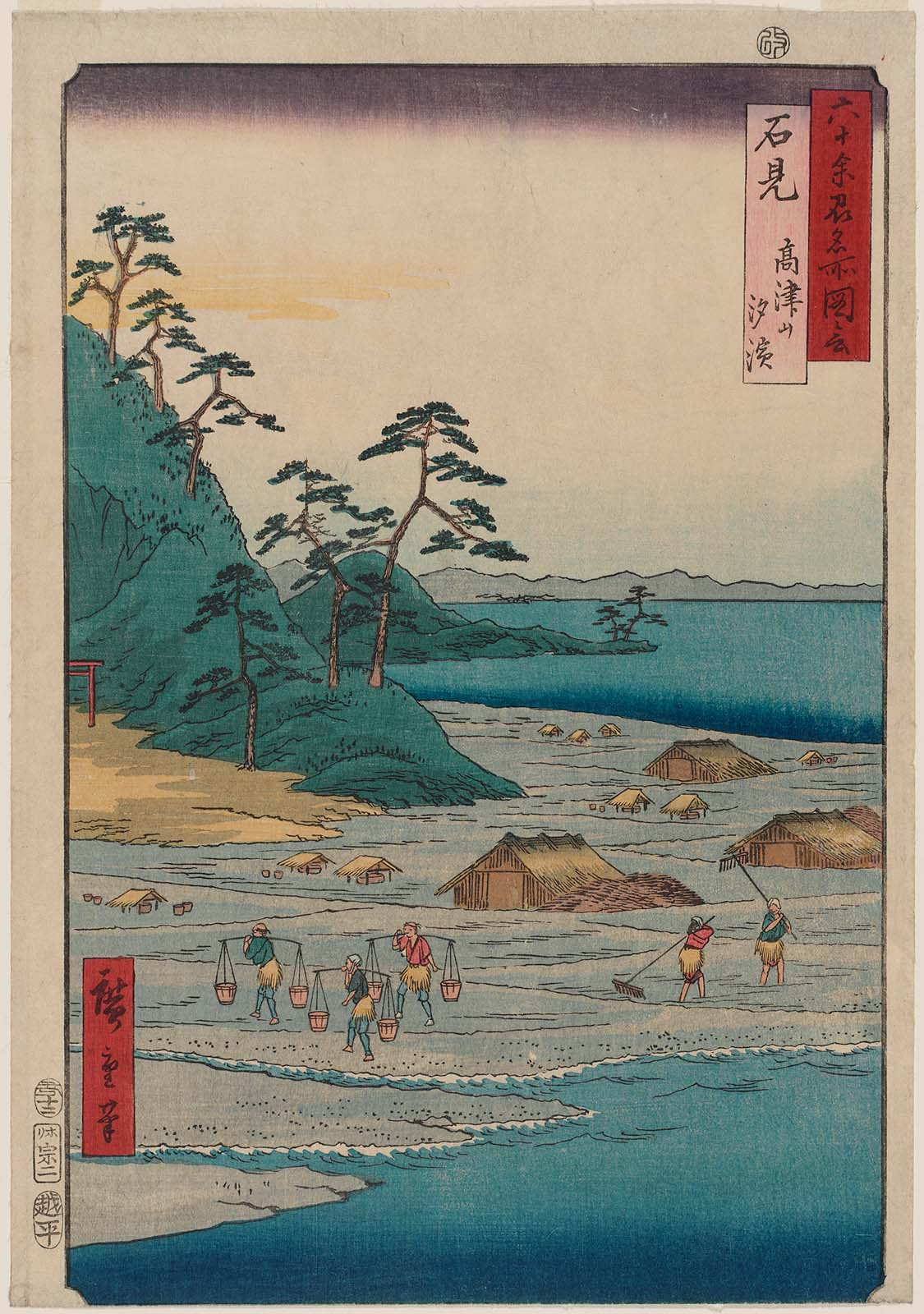
43: Provinz Iwami Takazu-no-yama shiohama (高津山 汐濱)
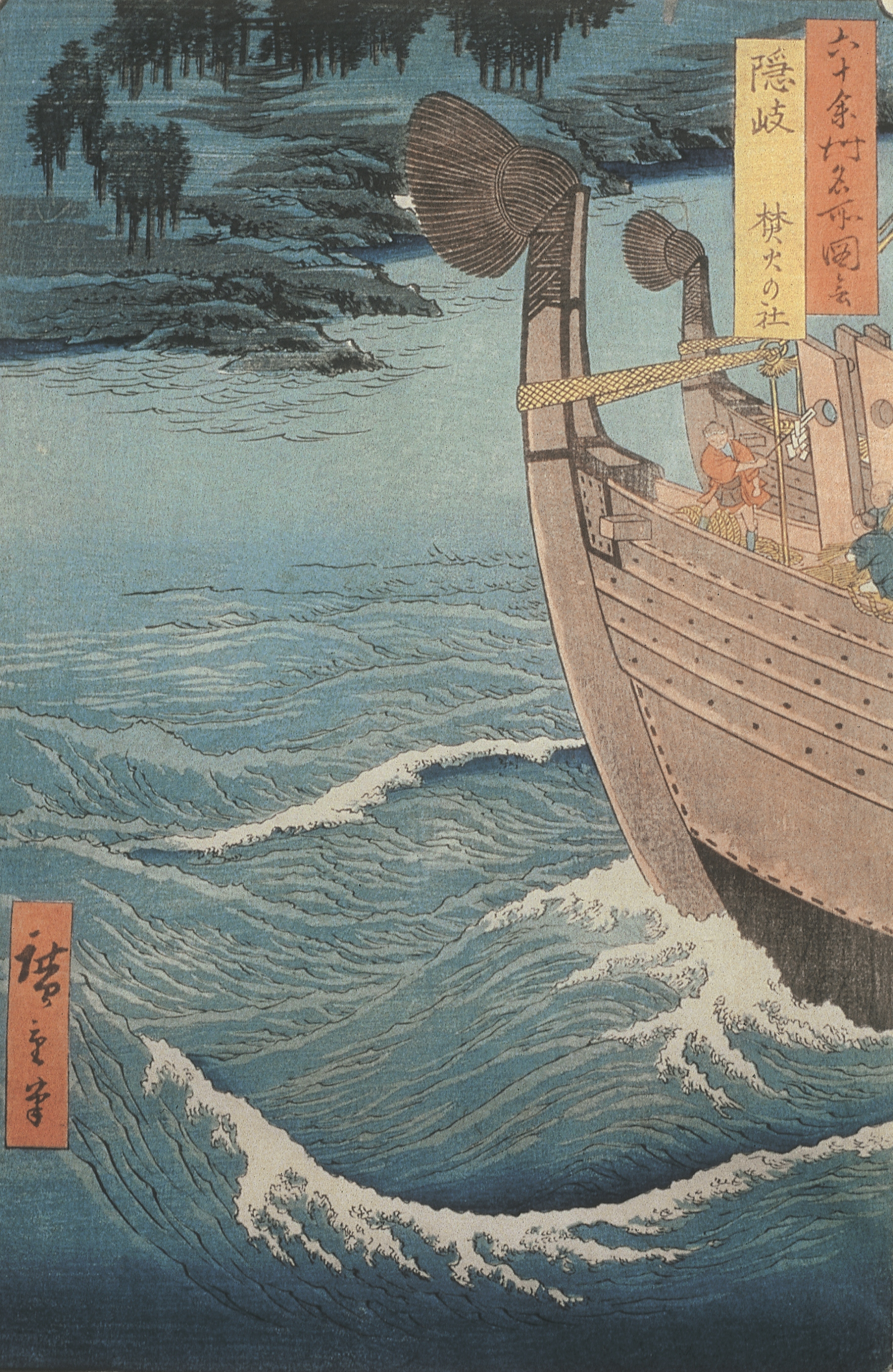
44: Provinz Oki Takubi-no-yashiro (焚火の社)
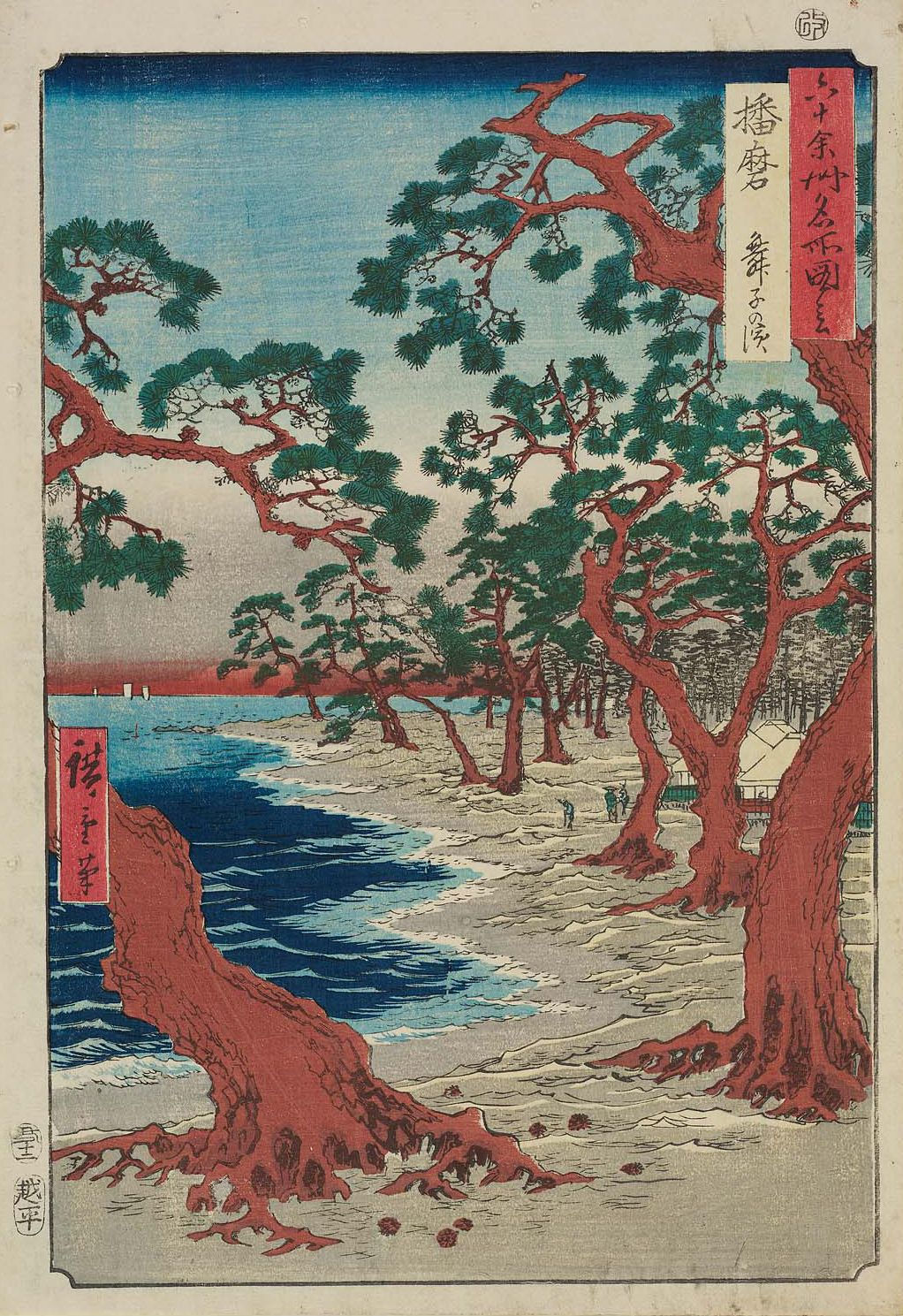
45: Provinz Harima Maiko-no-hama (舞子の濱)
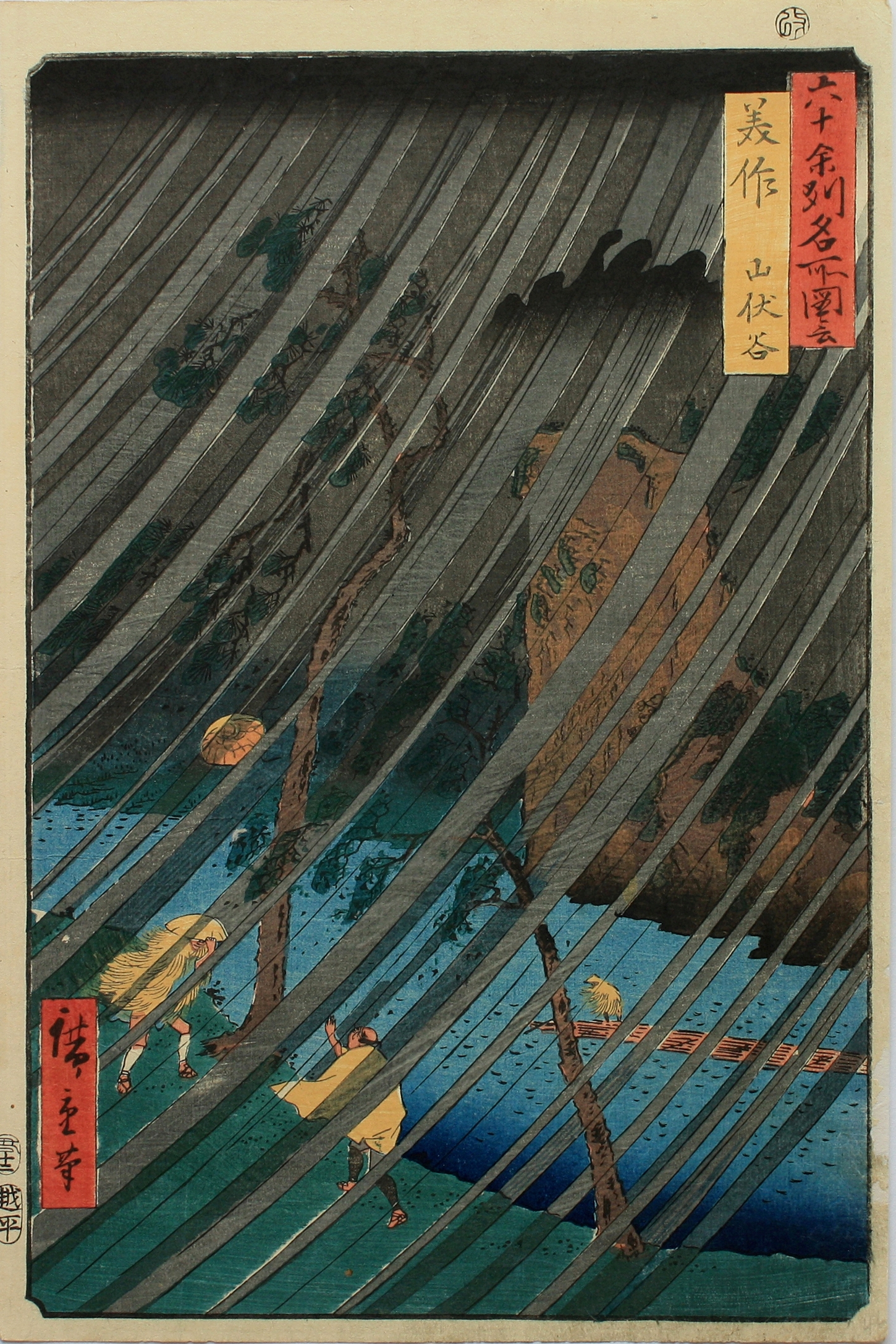
46: Provinz Mimasaka Yamabushidani (山伏谷)
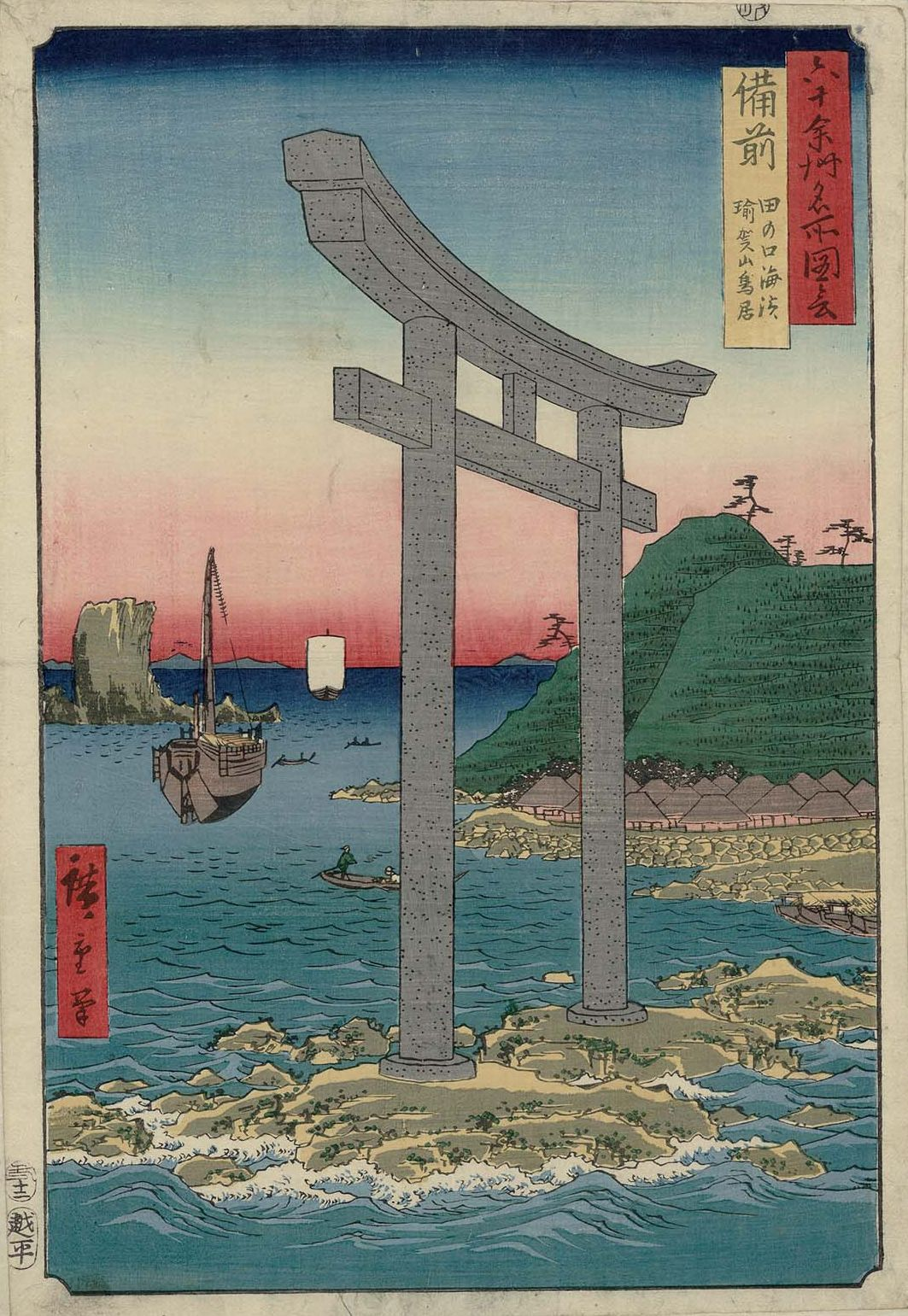
47: Provinz Bizen Tanokuchikaihin Yugasan torii (田の口海浜 瑜賀山鳥居)
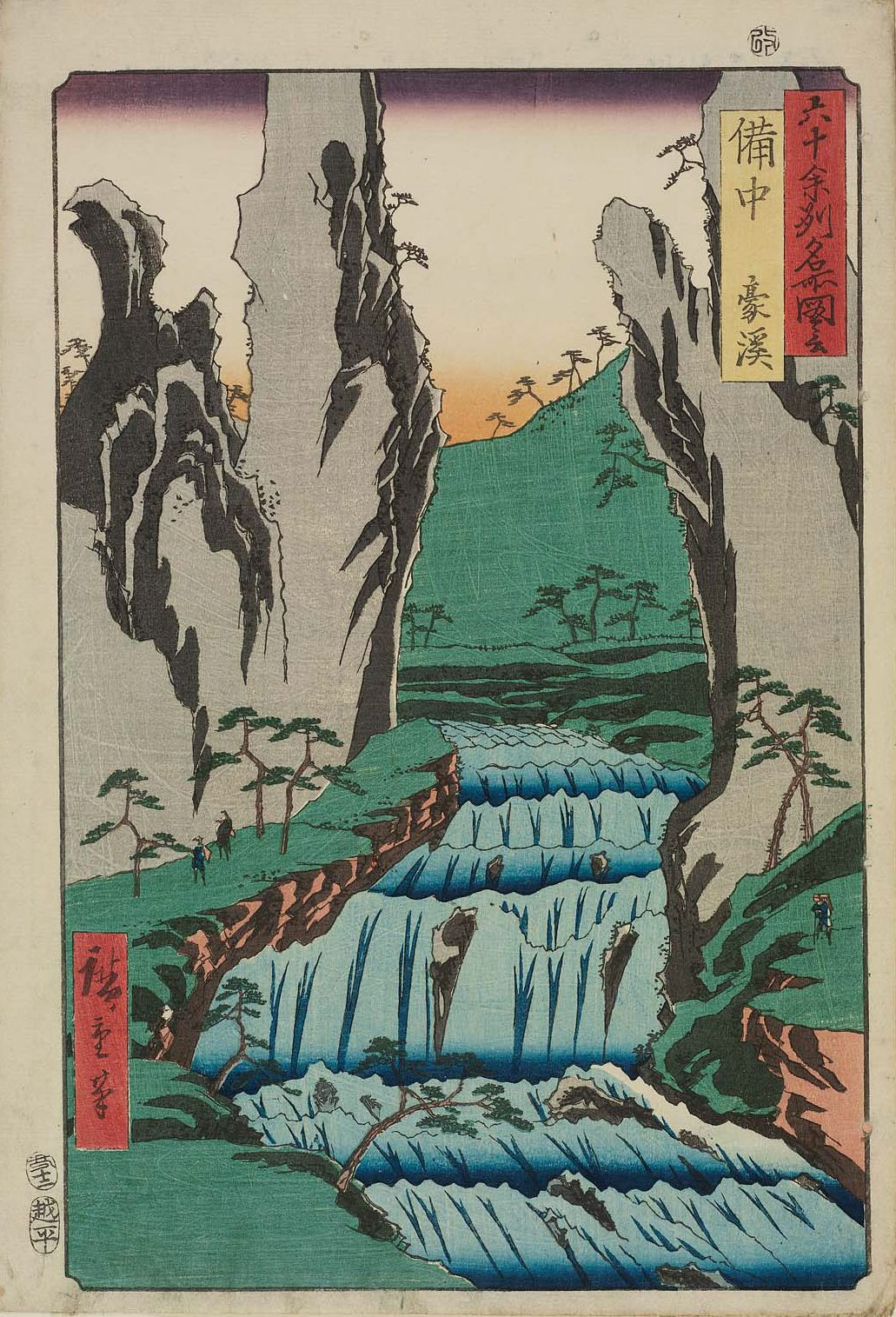
48: Provinz Bitchū Gōkei (豪渓)
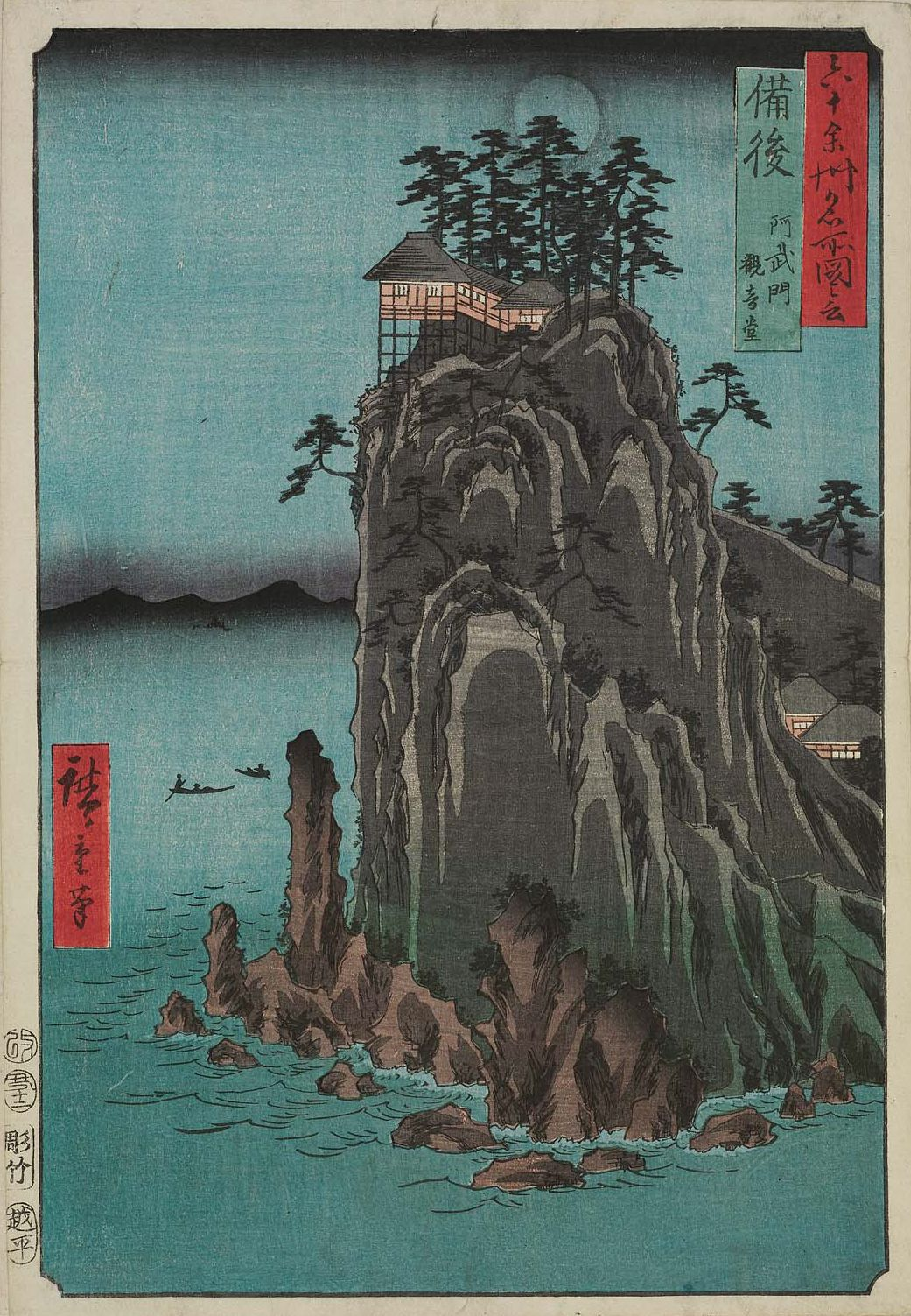
49: Provinz Bingo Abuto Kannondō (阿武門 観音堂)
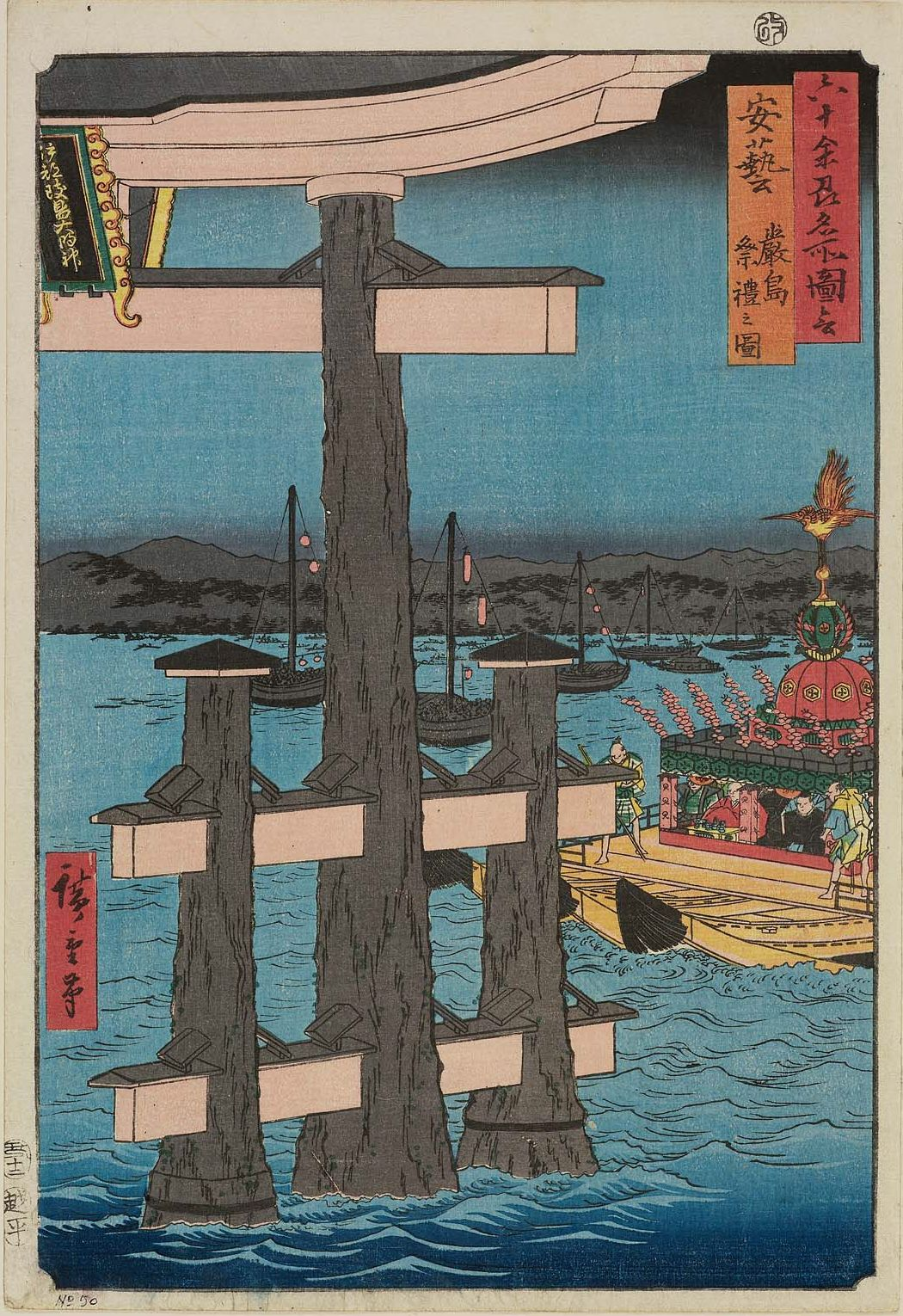
50: Provinz Awa Itsukushima sairei-no-zu (巌島 祭礼之図)
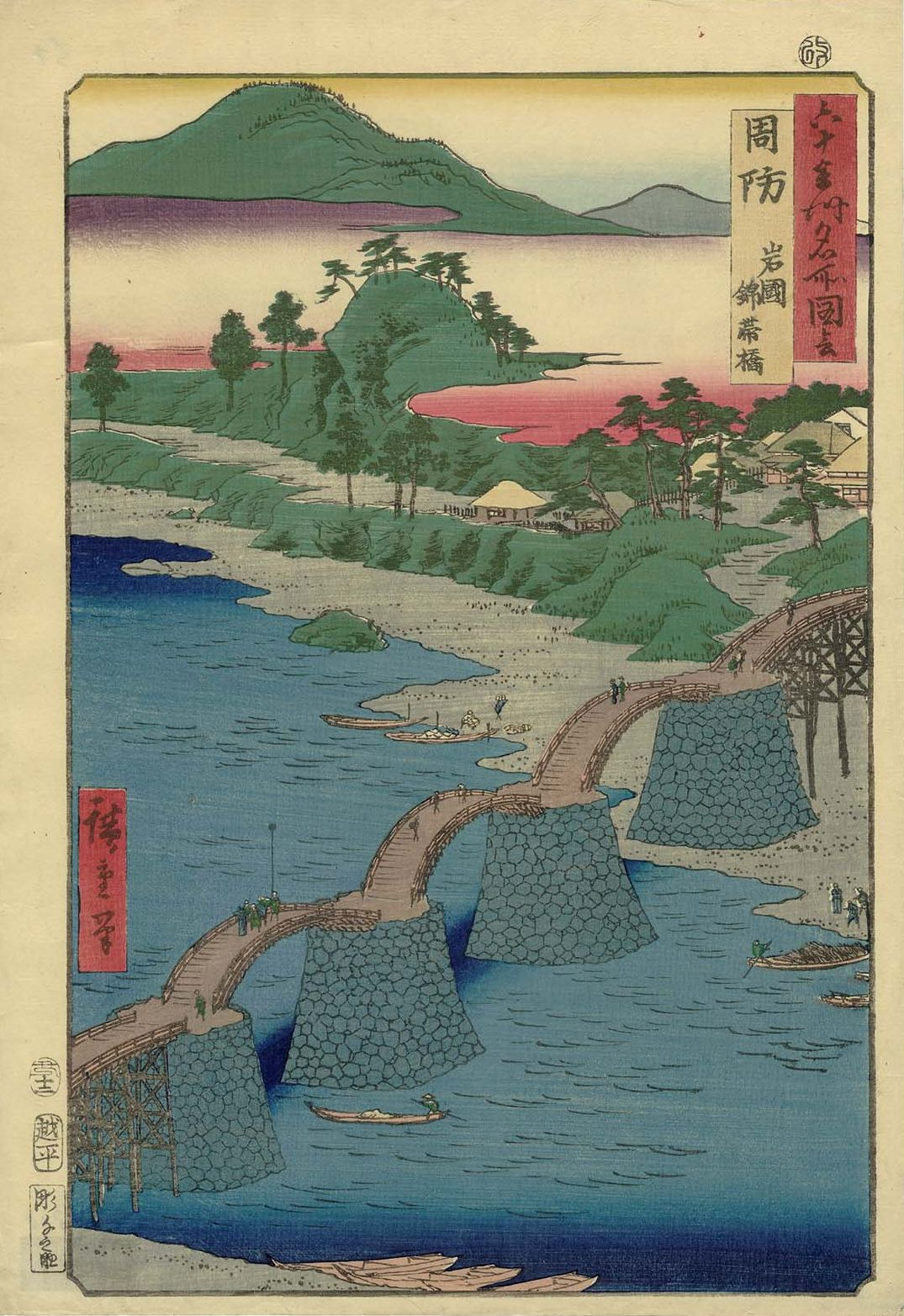
51: Provinz Suō Iwakuni Kintaikyō (岩國 錦帯橋)
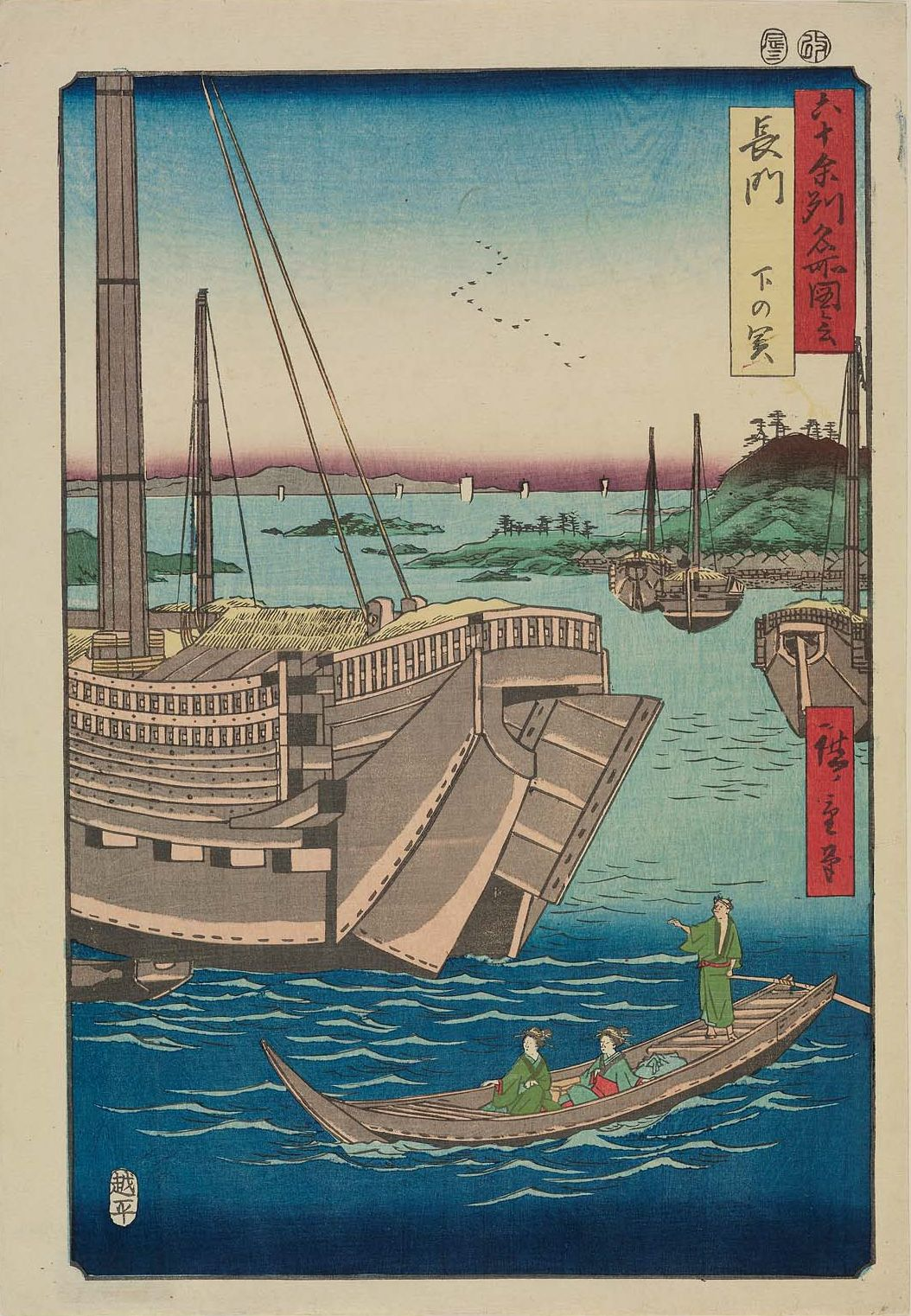
52: Provinz Nagato Shimonoseki (下の関)
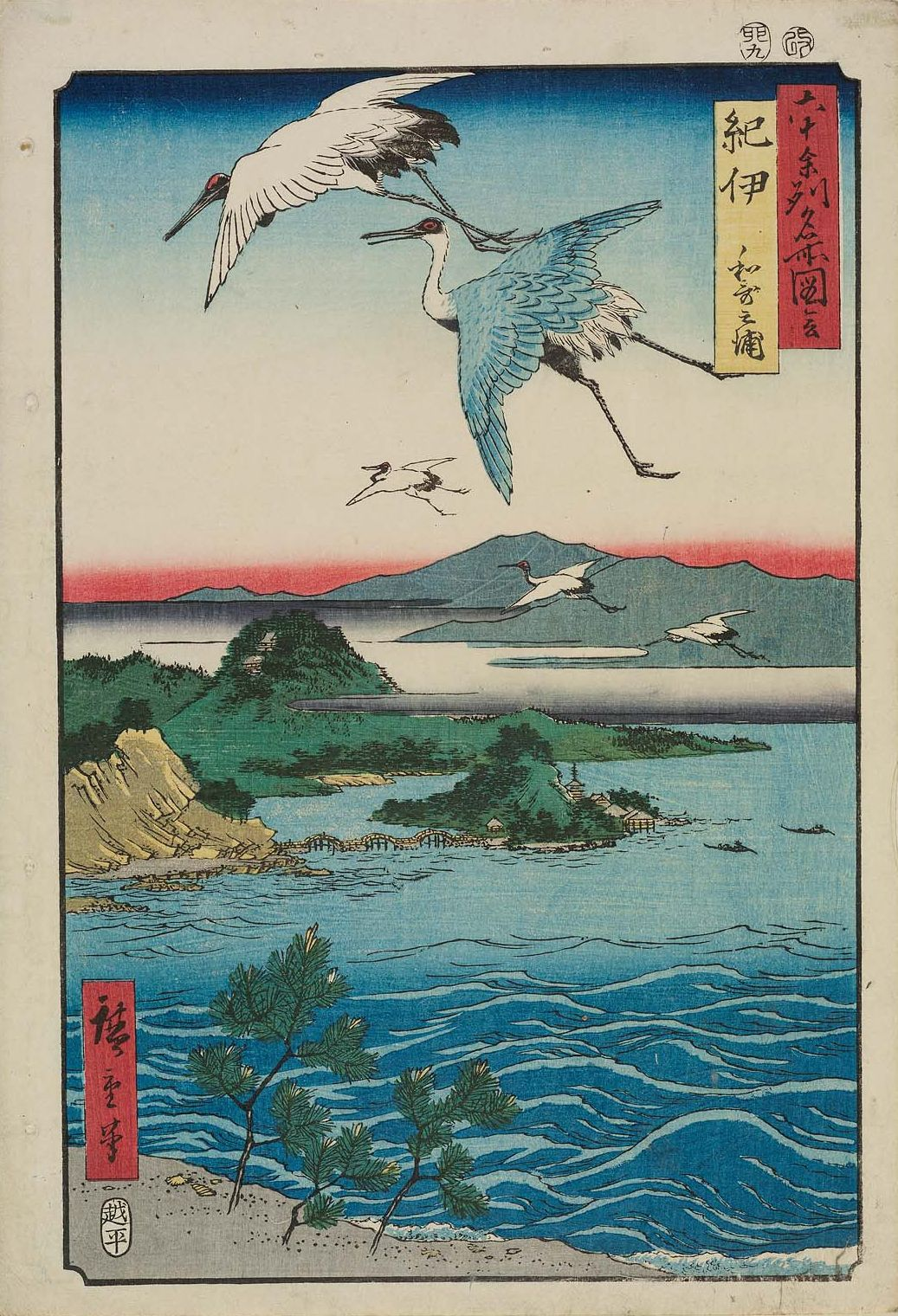
53: Provinz Kii Waka-no-ura (和哥之浦)
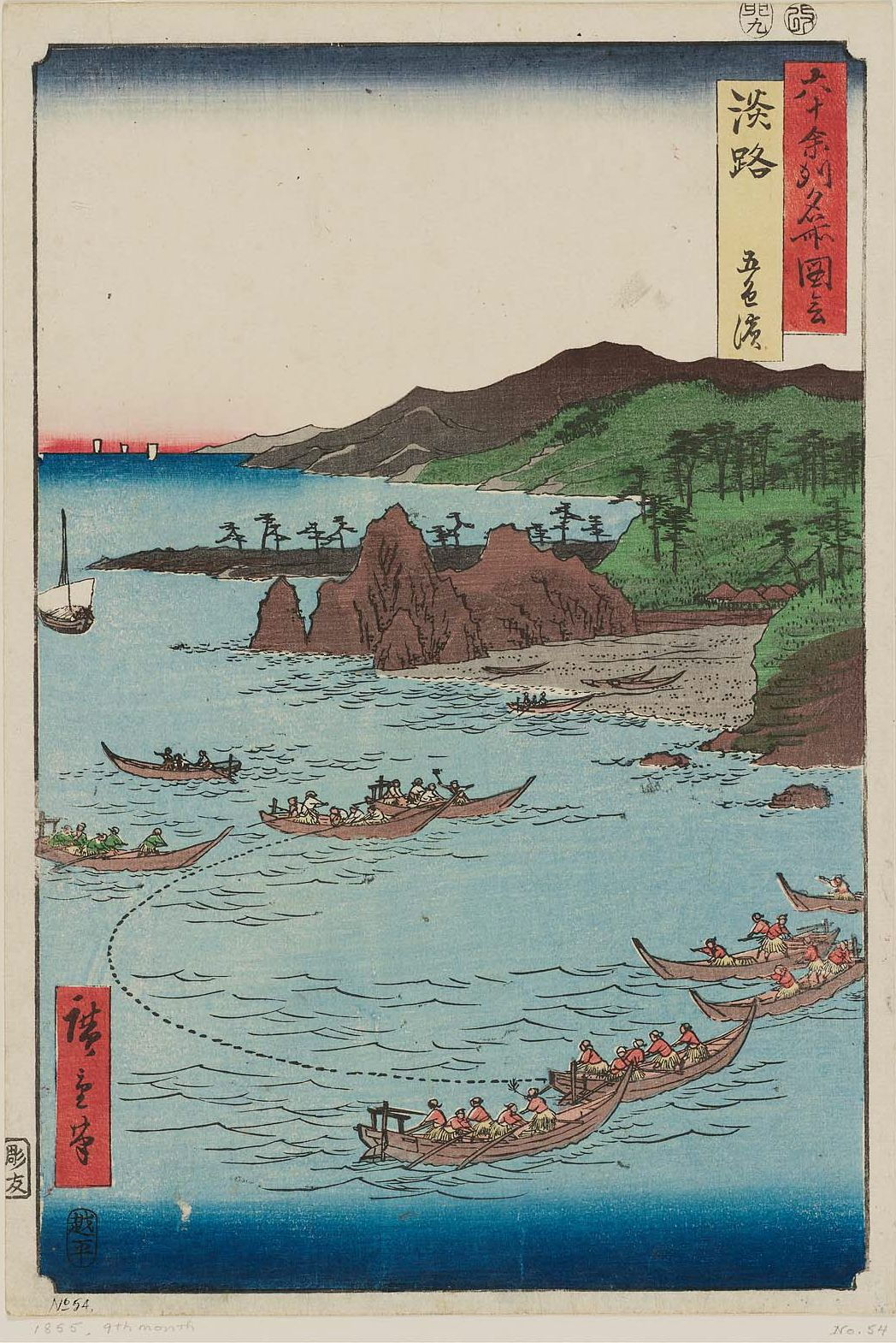
54: Provinz Awaji Goshiki-hama (五色濱)
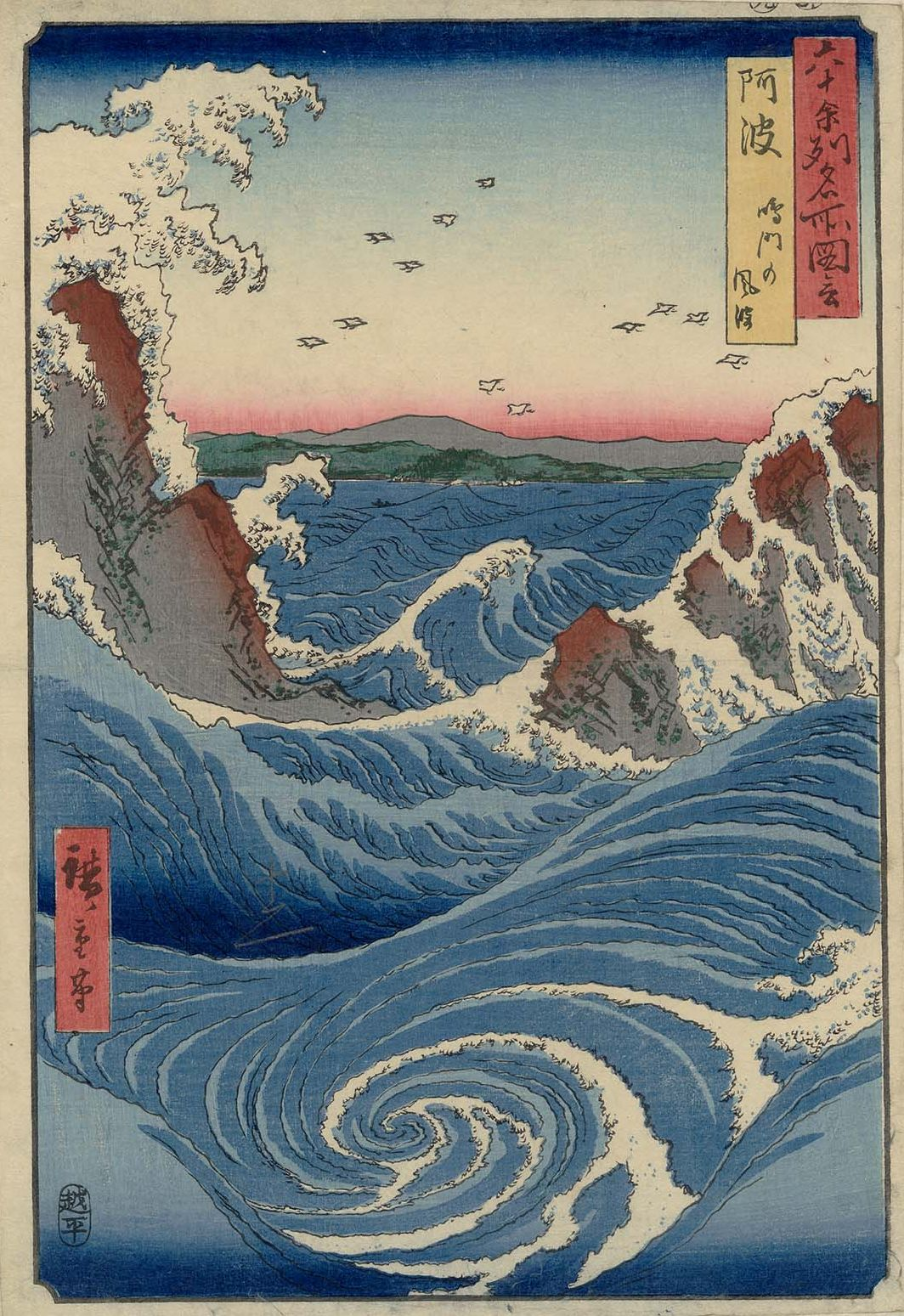
55: Provinz Awa Naruto no fūha (鳴門の風波)
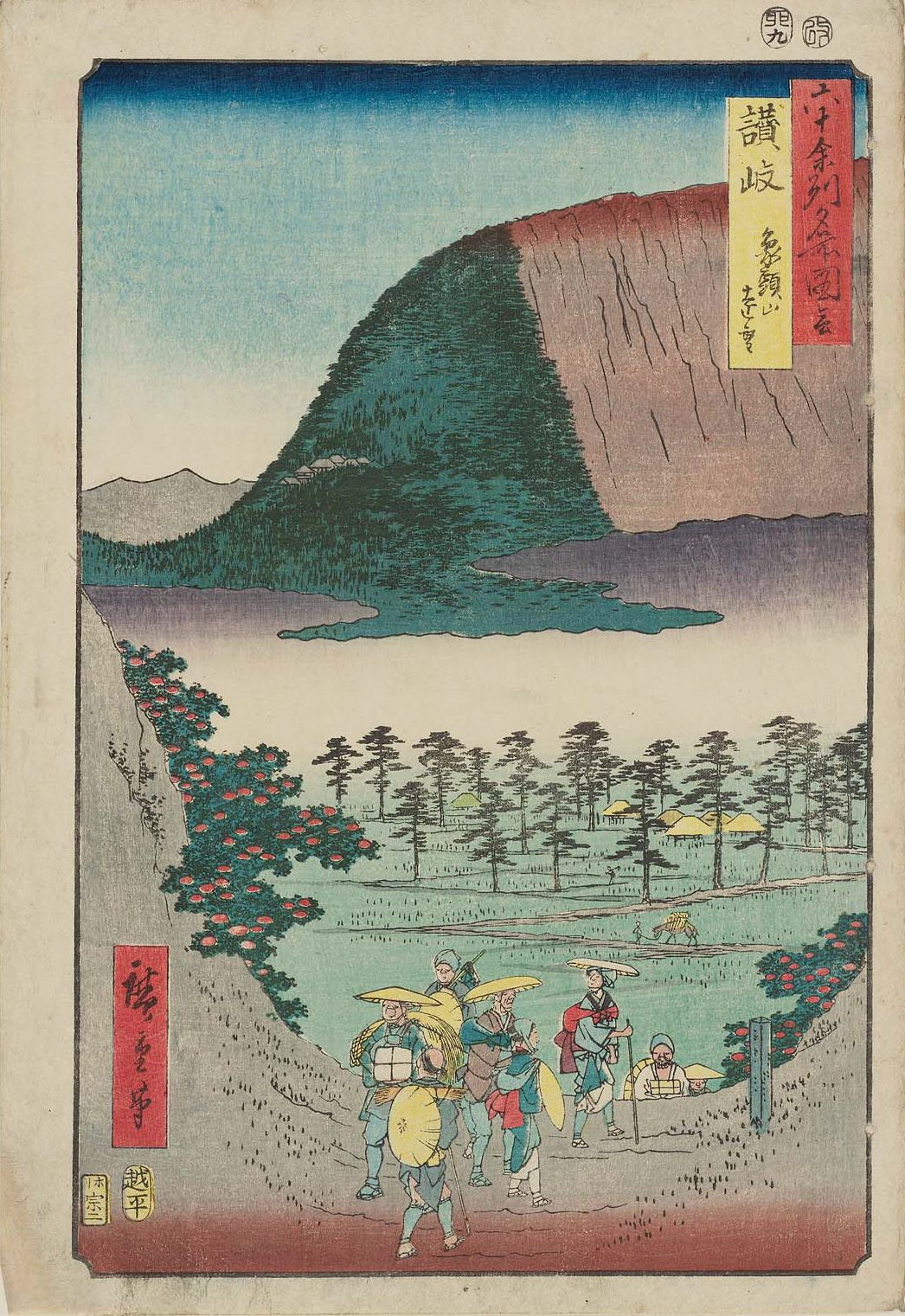
56: Provinz Sanuki Zōzusan embō (象頭山 遠望)
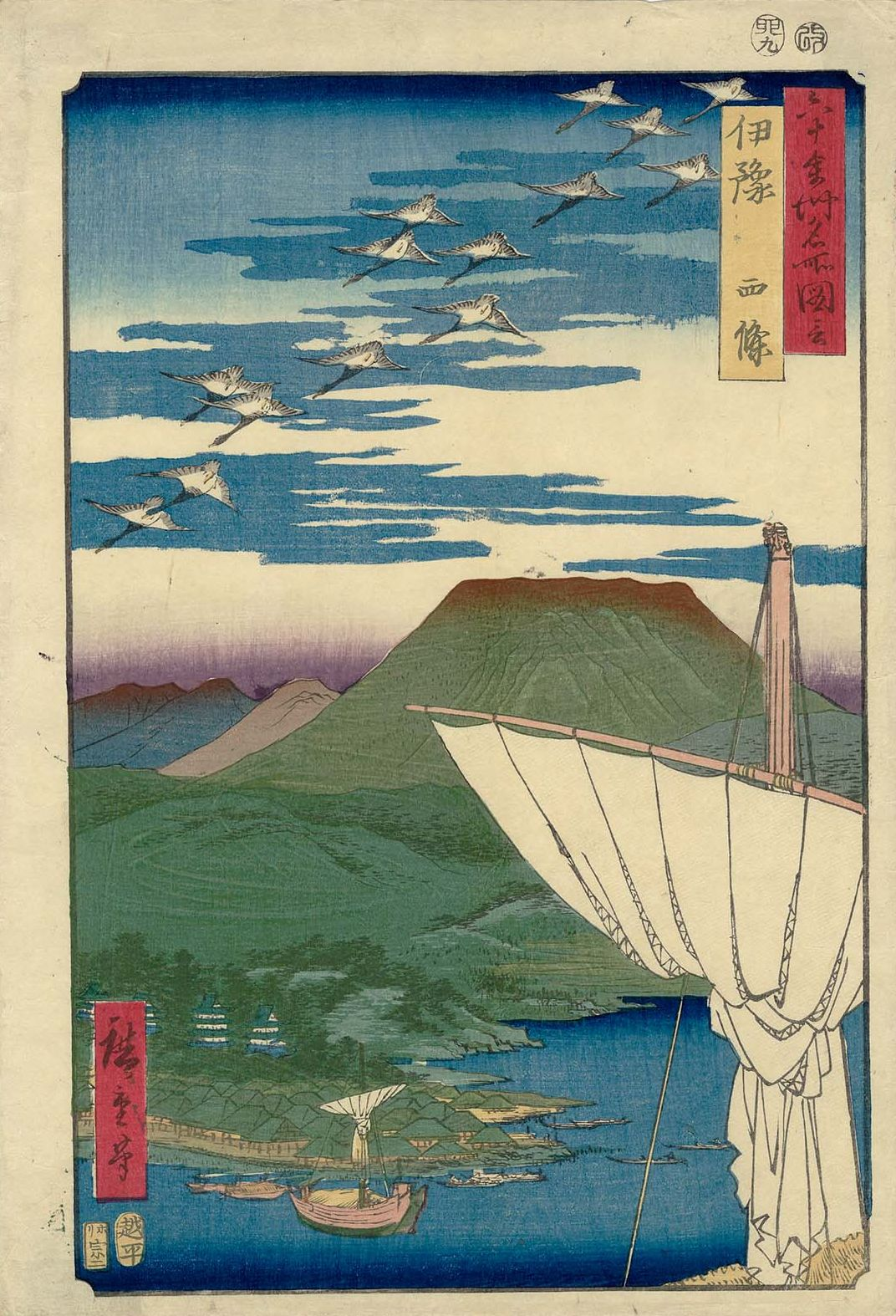
57: Provinz Iyo Saijō (西條)
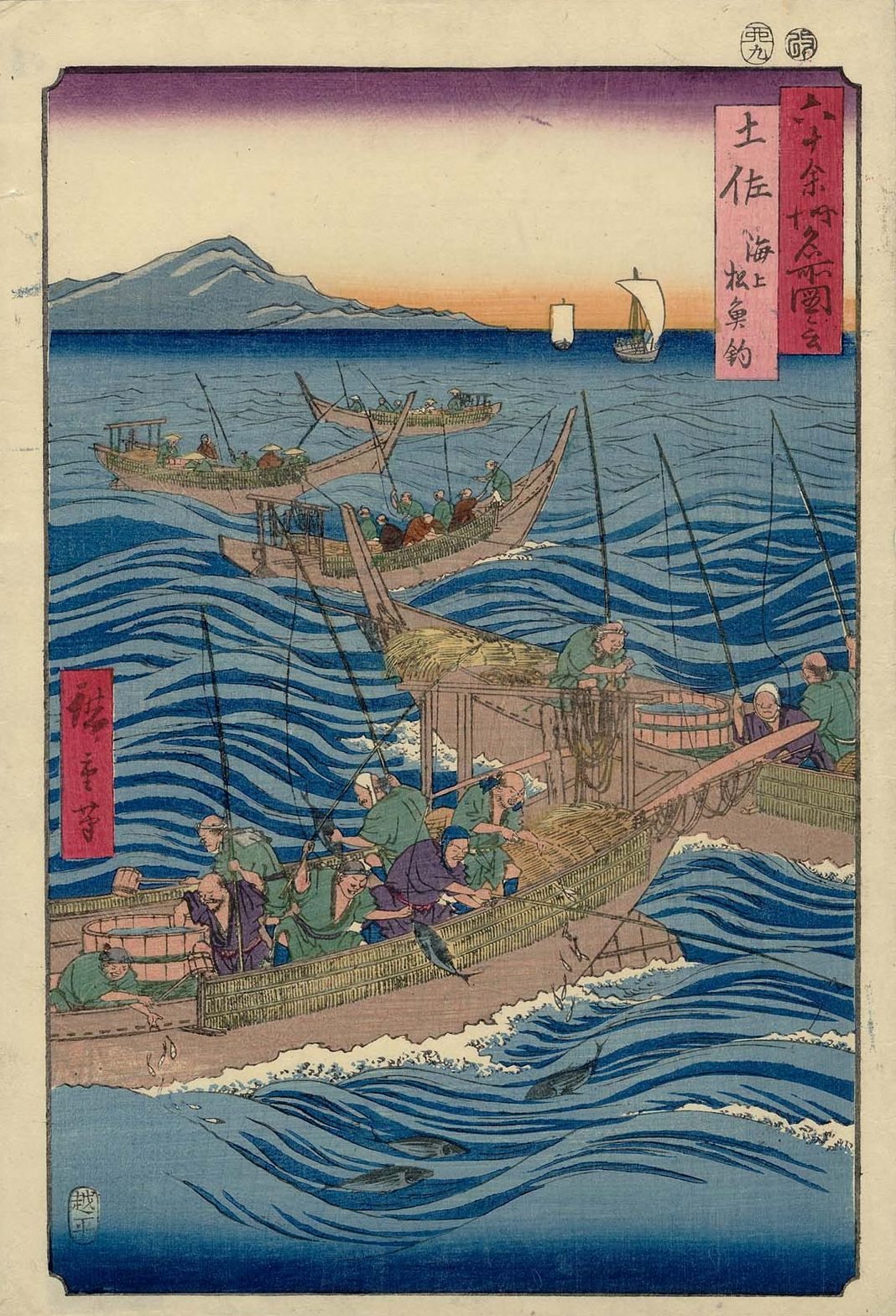
58: Provinz Tosa Kaijō Katsuo-tsuri (海上 松魚釣)
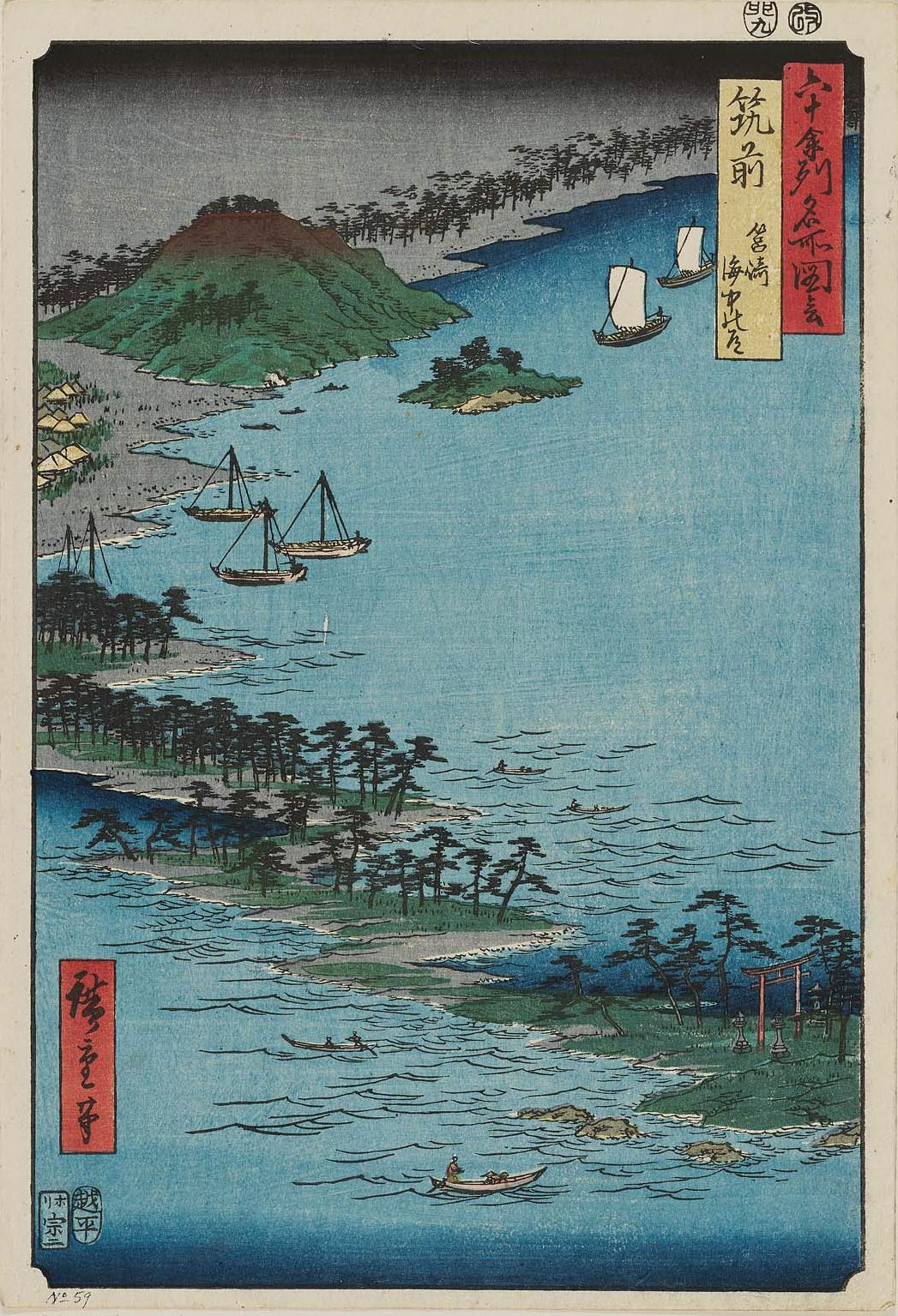
59: Provinz Chikuzen Hakozaki umi-no-nakamichi (筥崎 海中みち)
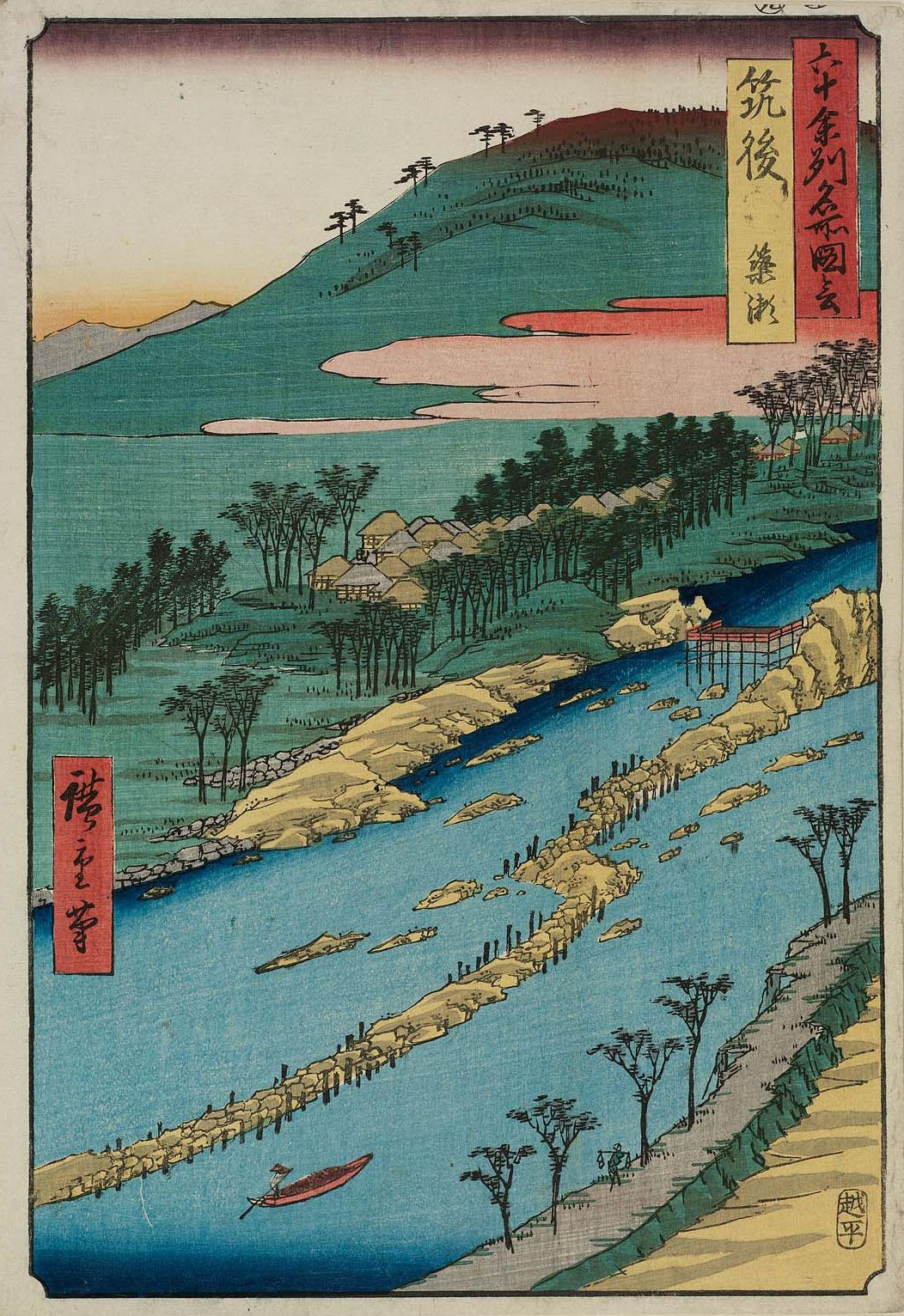
60: Provinz Chikugo Yanase (簗瀬)
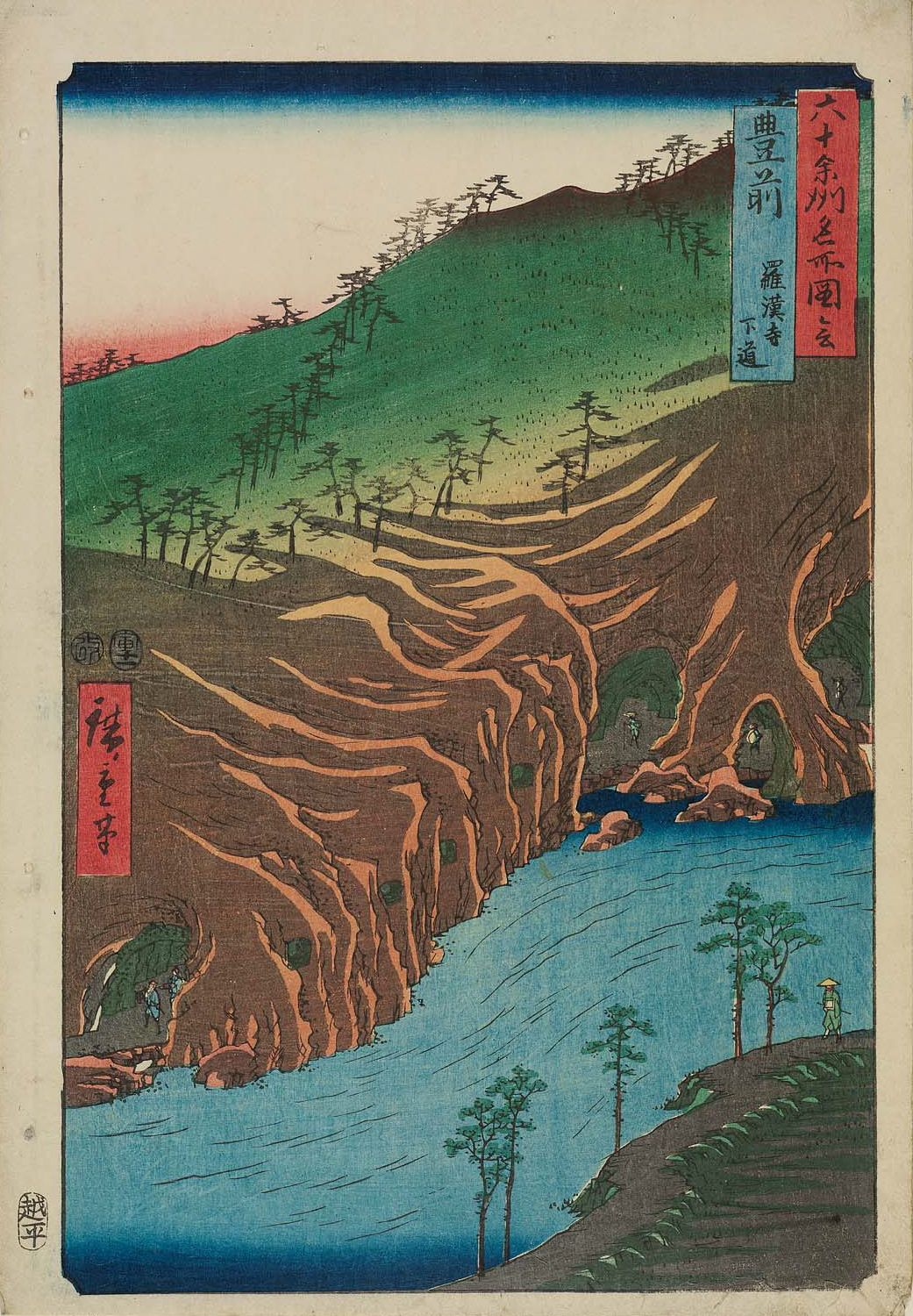
61: Provinz Buzen Rakan-ji shitamichi (羅漢寺下道)
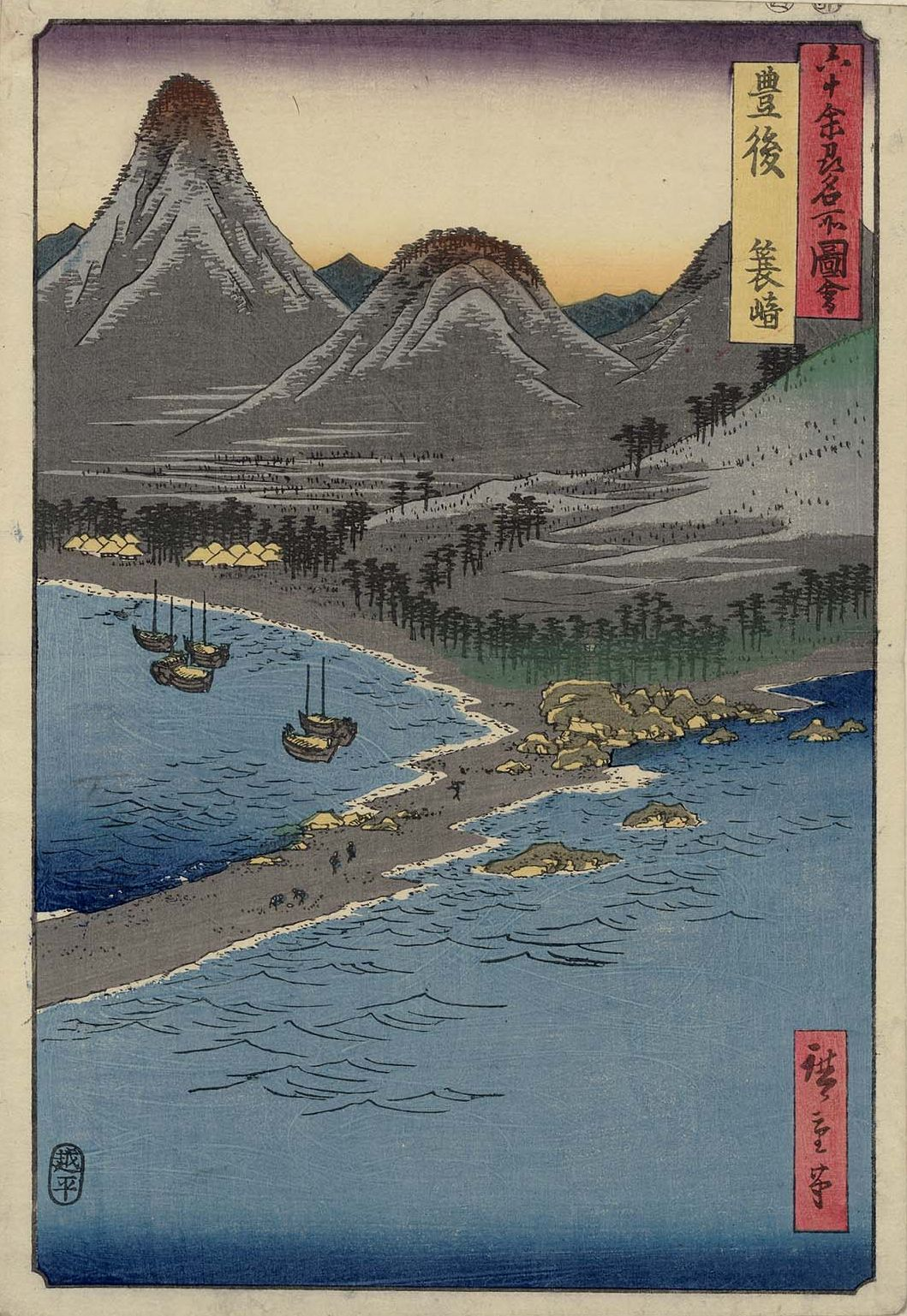
62: Provinz Bungo Minosaki (簑崎)
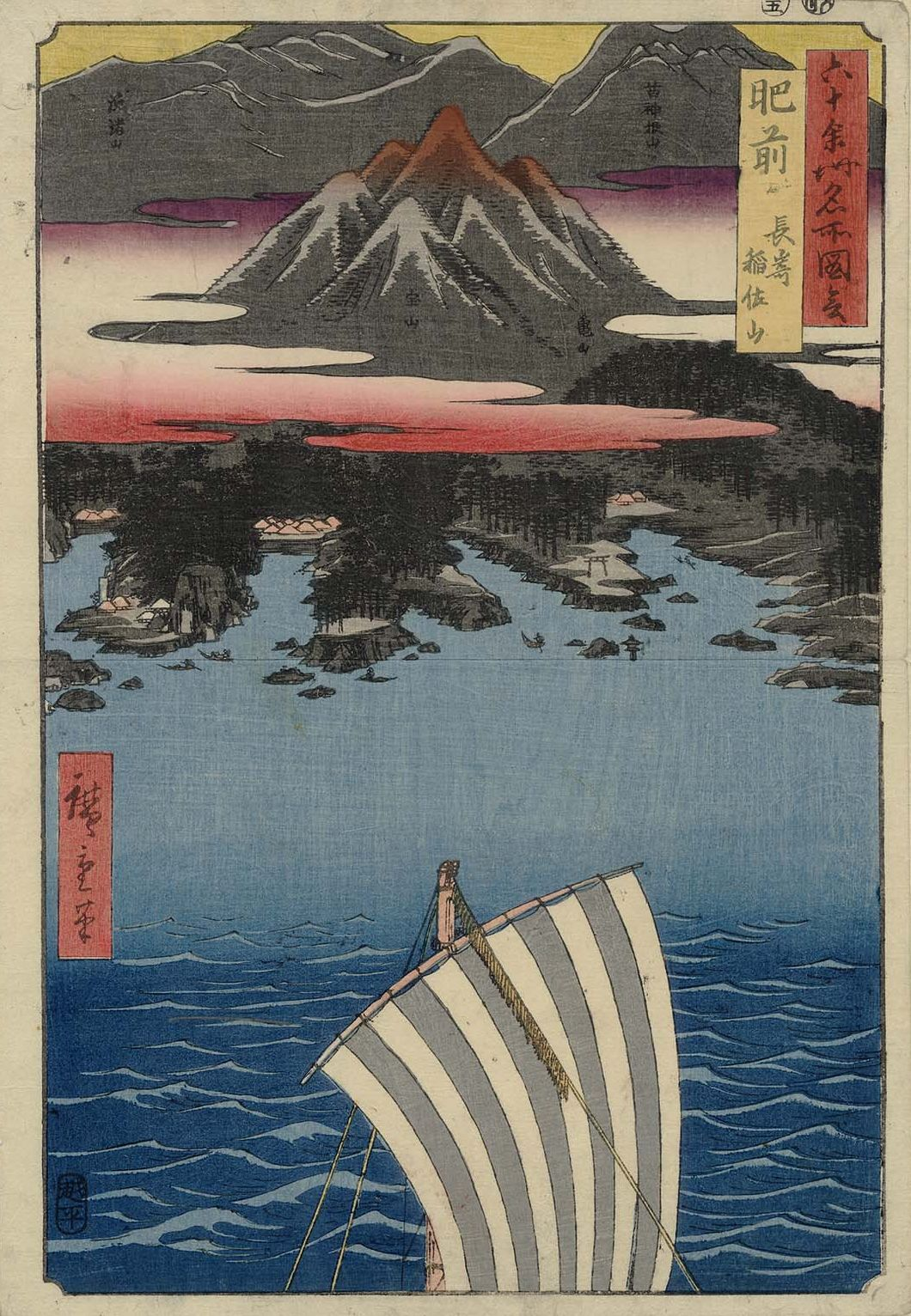
63: Provinz Hizen Nagasaki Inasayama (長嵜 稲佐山)
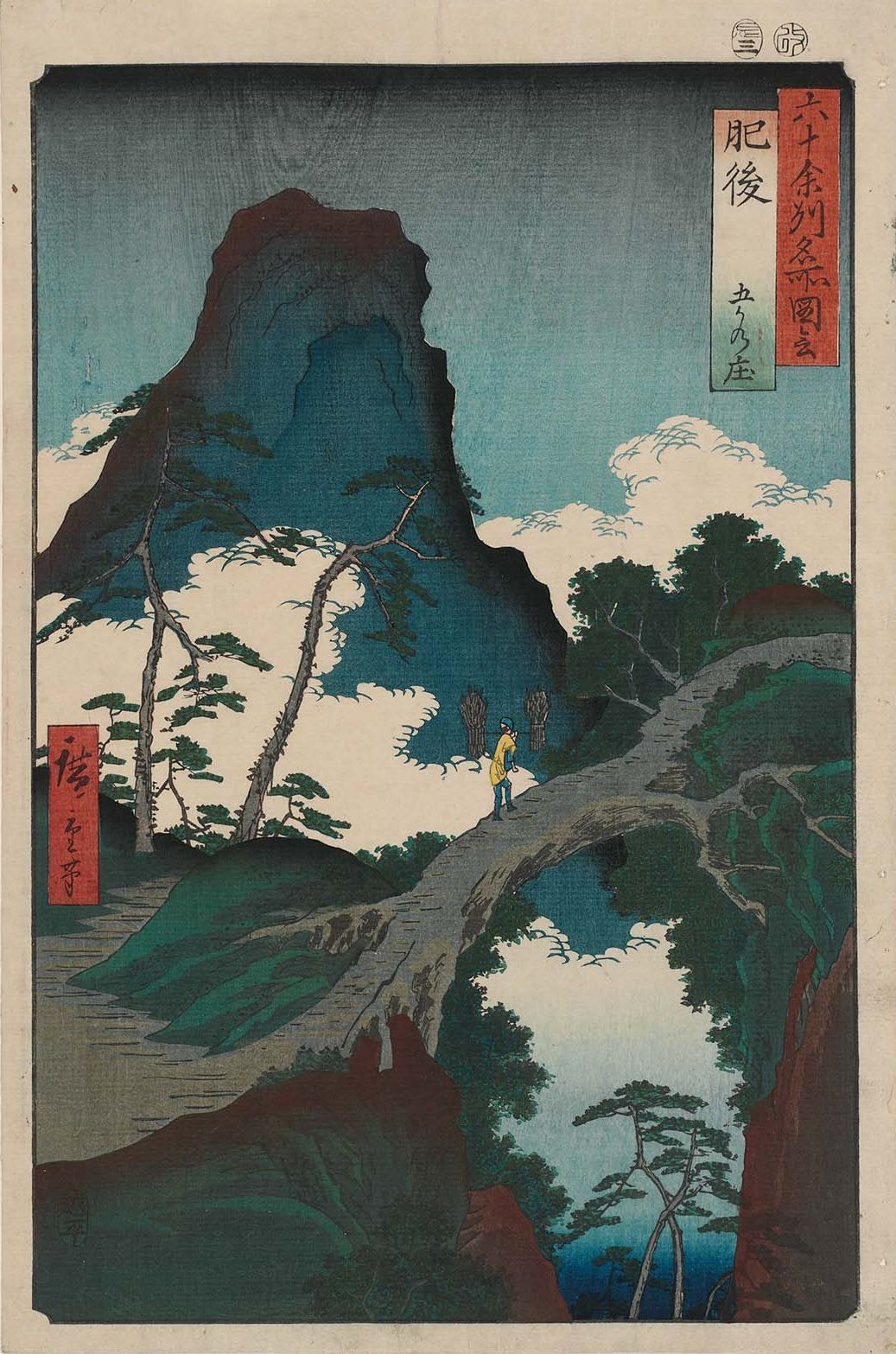
64: Provinz Higo Goka-no-shō (五ヶの庄)
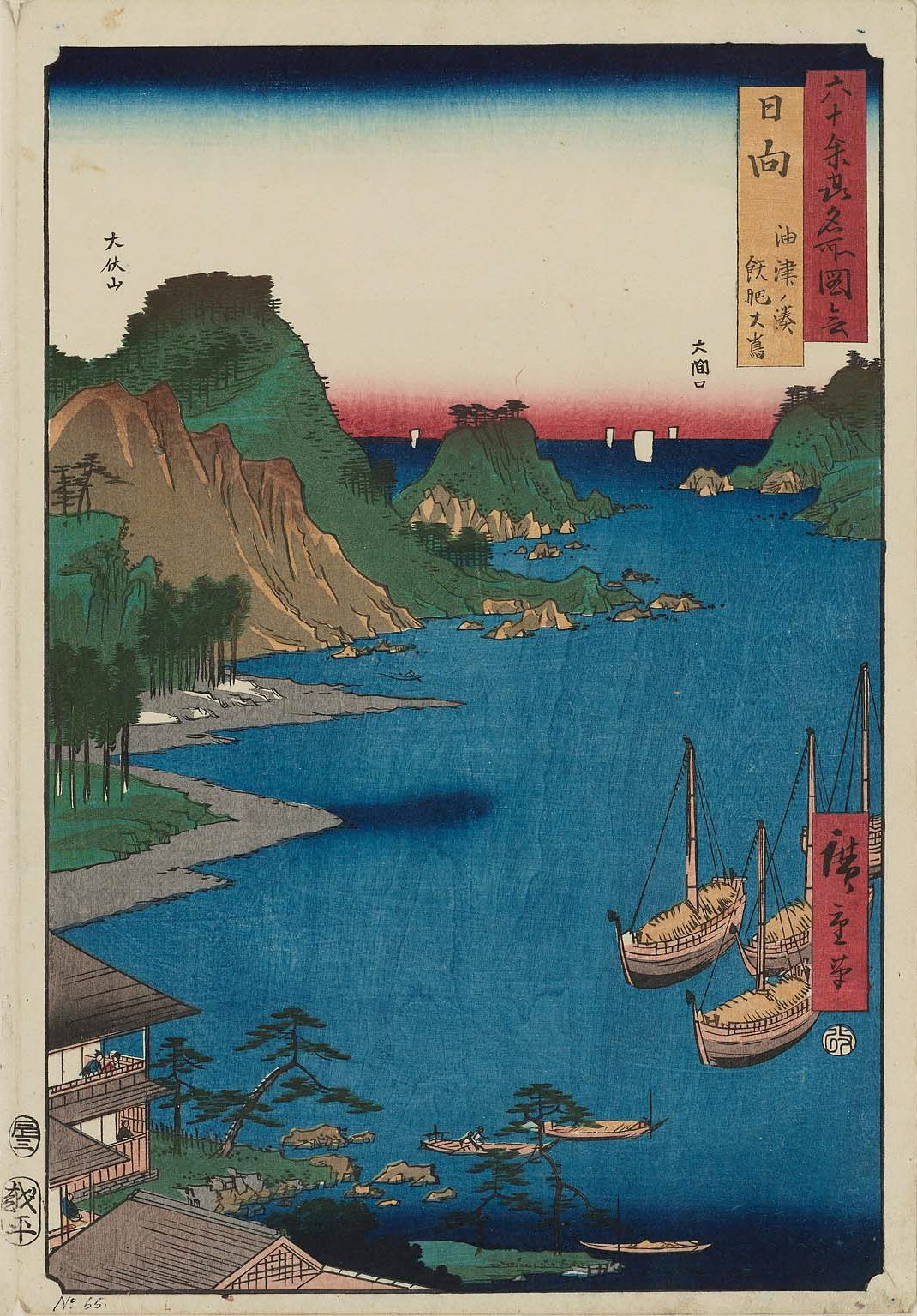
65: Provinz Hyūga Aburatsu-no-minato Obi-Ōshima (油津ノ湊 飫肥大嶌)
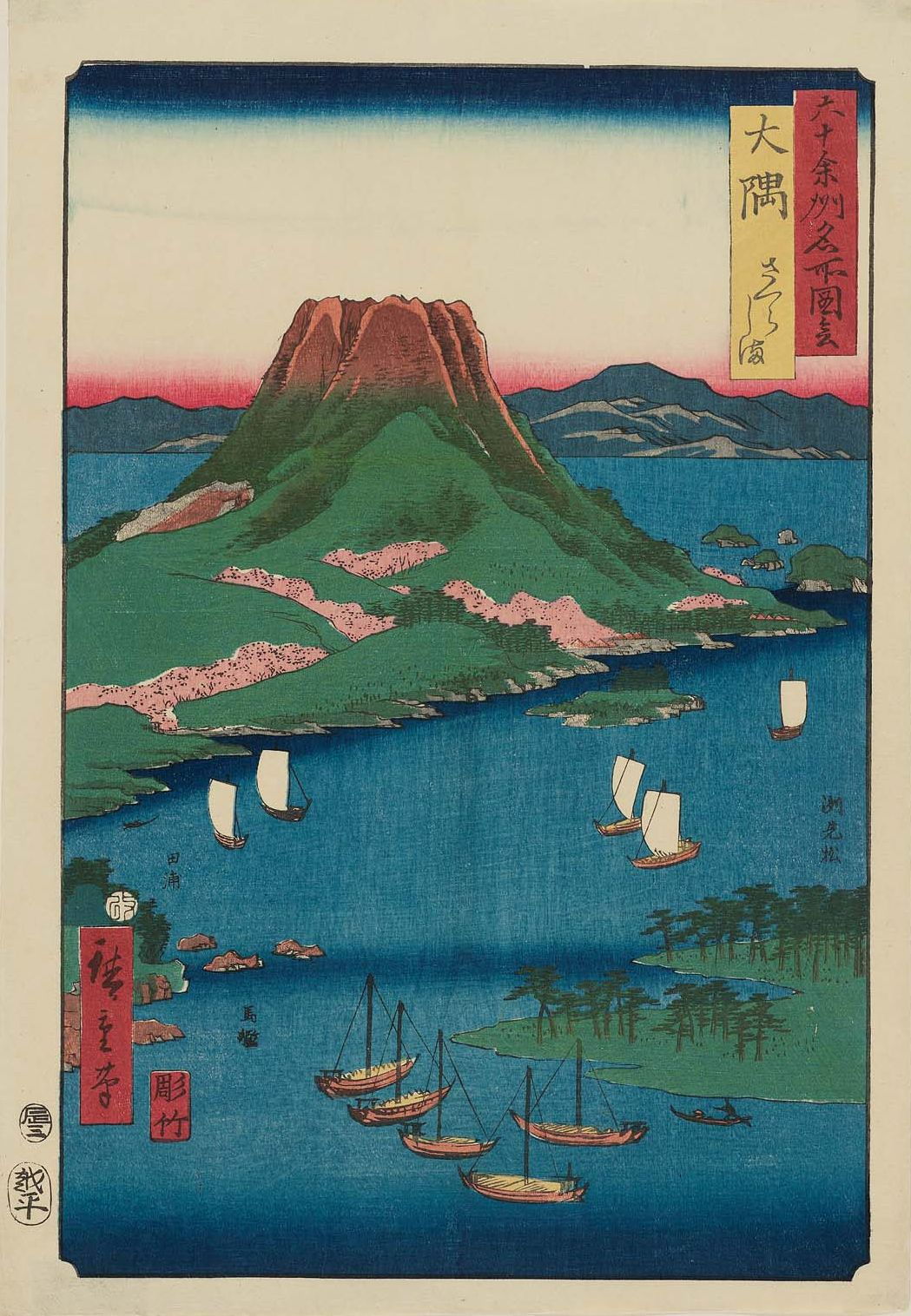
66: Provinz Ōsumi Sakurashima (さくらしま)
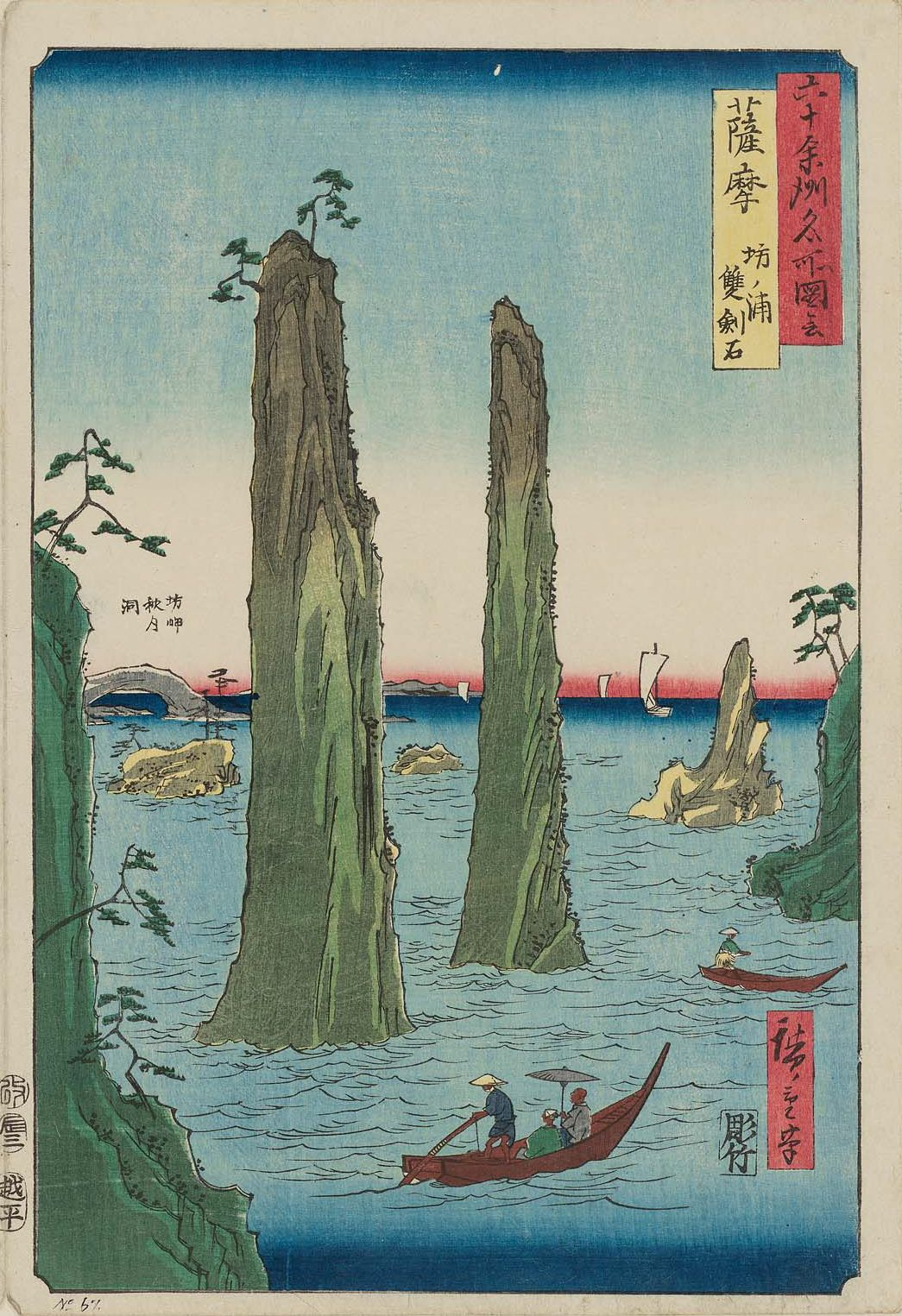
67: Provinz Satsuma Bo-no-ura Sōkenseki (坊ノ浦 雙剣石)
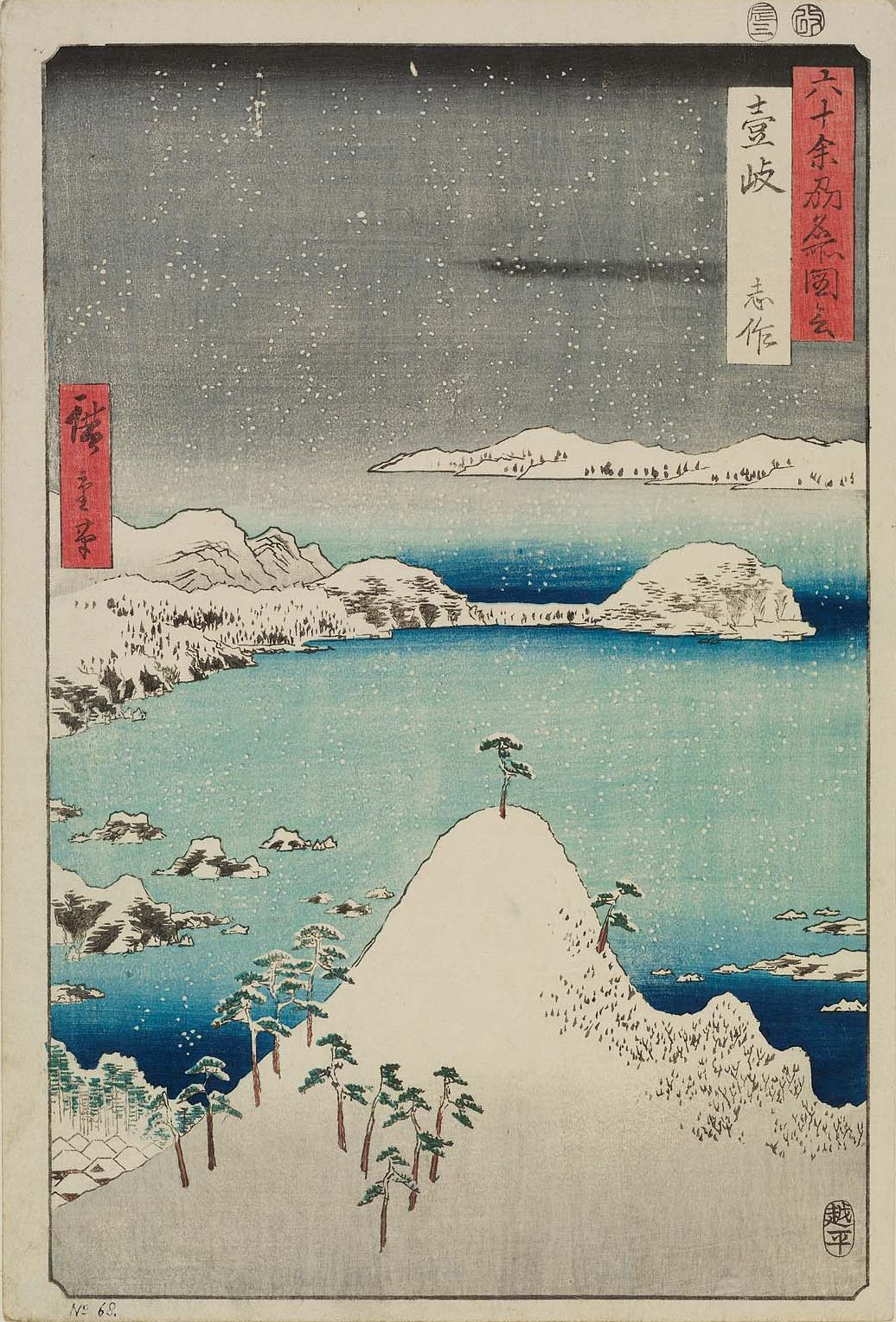
68: Provinz Iki Shisa (志作)
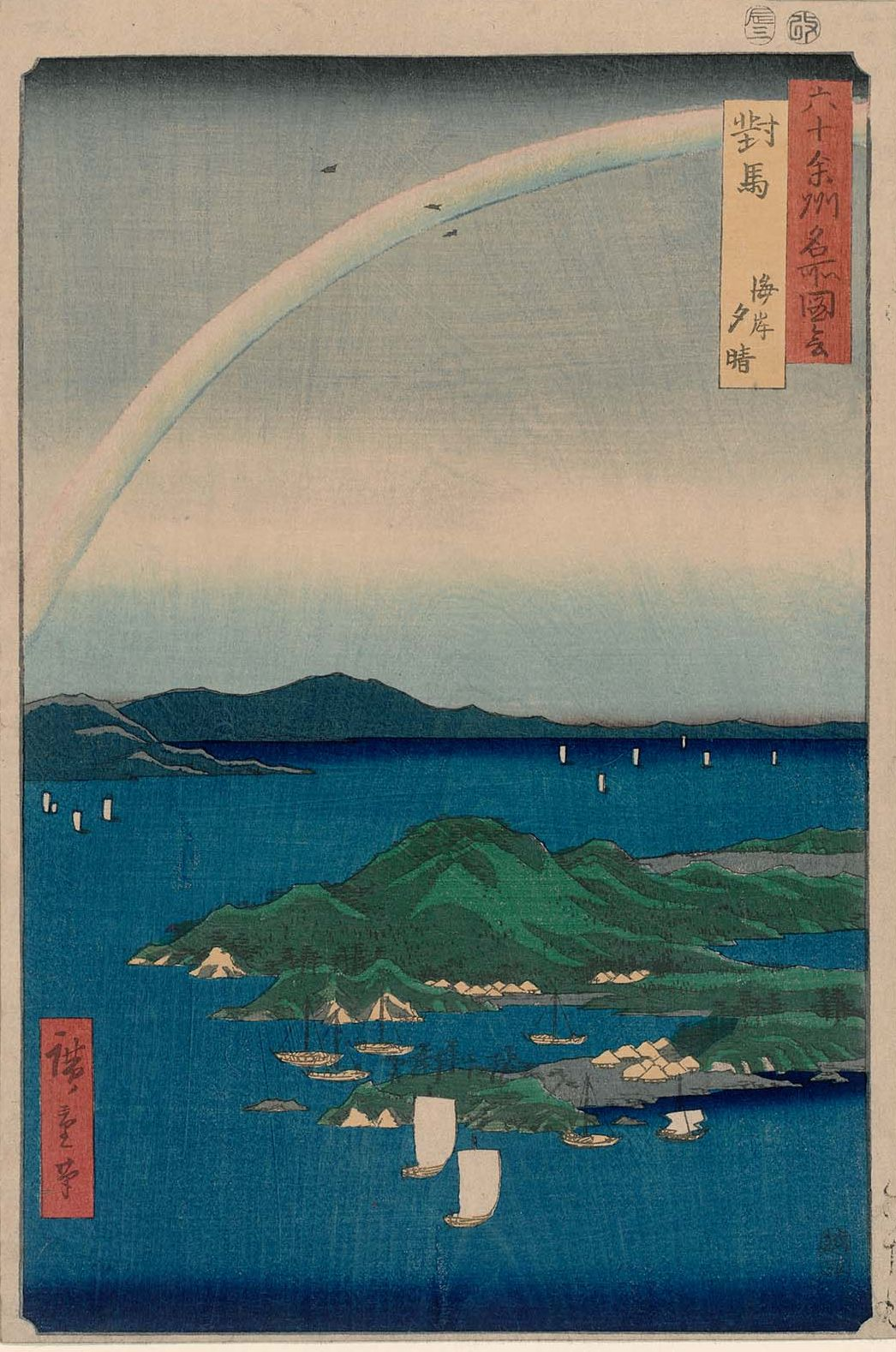
69: Provinz Tsushima Kaigan yūbare (海岸 夕晴)
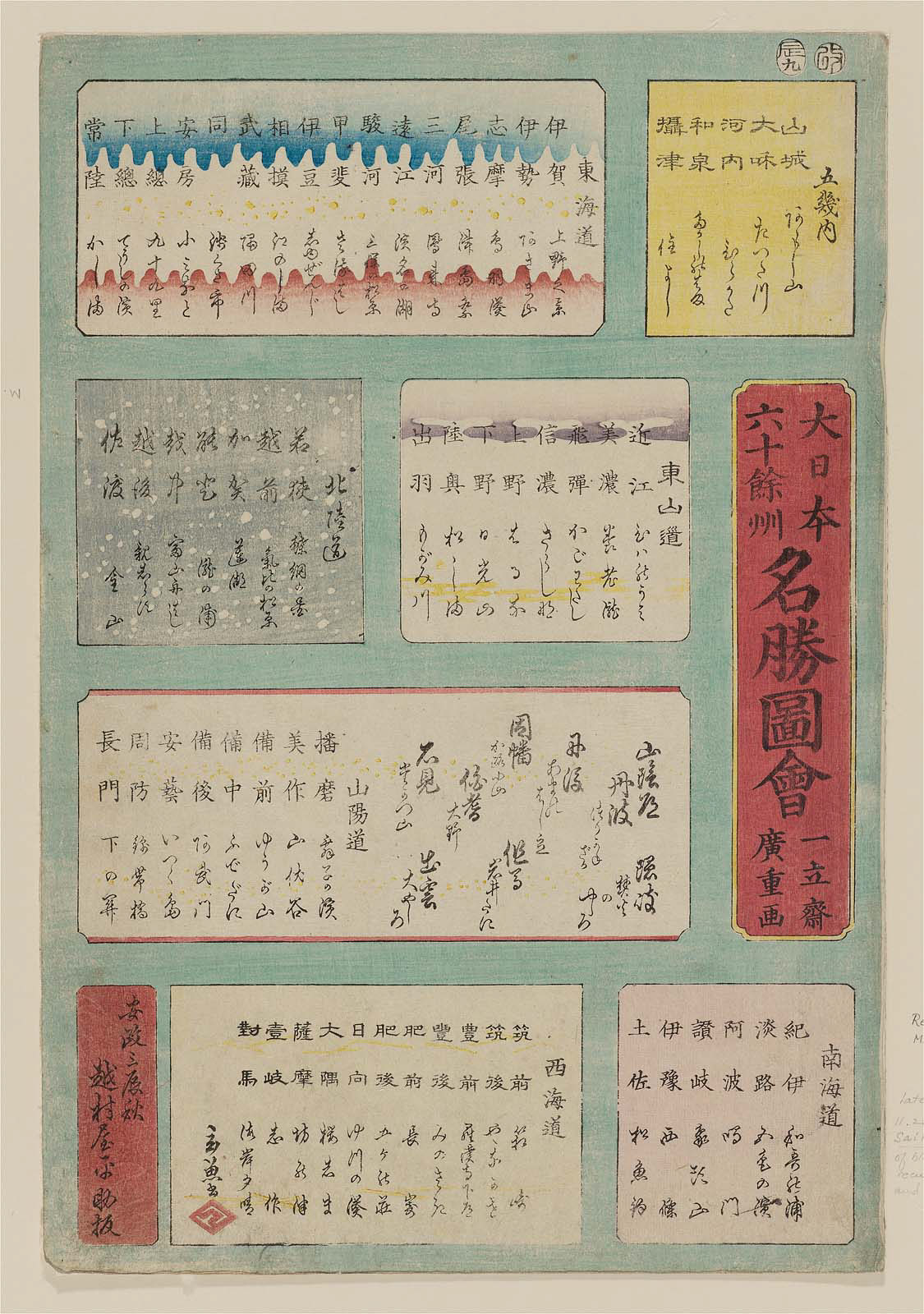
70: Verzeichnis